# Tourisme dans le département des Vosges

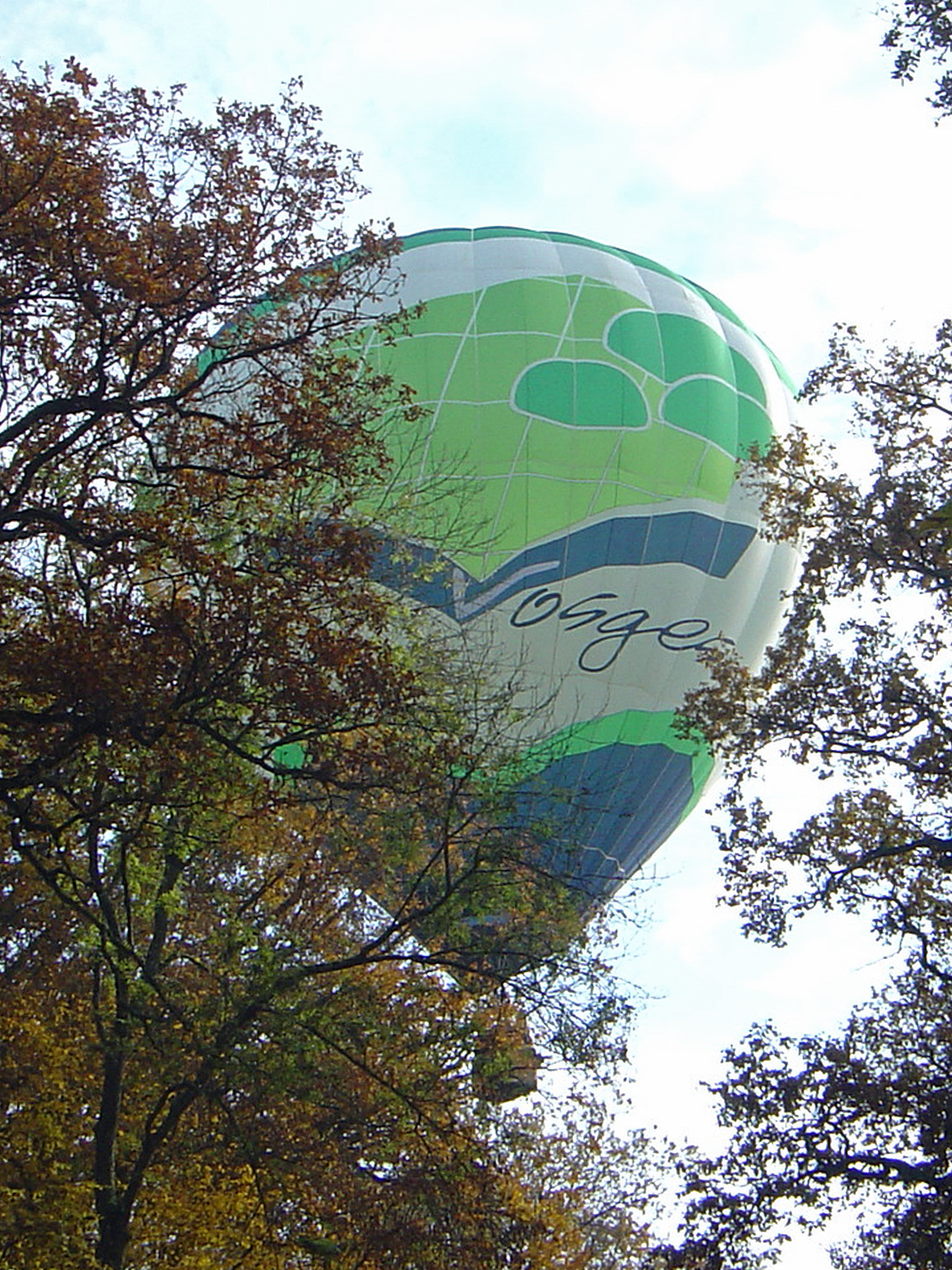
Montgolfière du Conseil départemental des Vosges.

Le tourisme dans les Vosges a, depuis le XIXe siècle, ses lettres de noblesse de « tourisme familial » du fait des activités praticables dans le département, surtout dans la partie montagneuse du Massif des Vosges, mais il exprime aujourd’hui plus largement son éventail de possibilités d’accueil en valorisant ses sites et en faisant valoir son histoire et son patrimoine industriel.
Les Vosges étant en effet le deuxième département le plus boisé de France métropolitaine (à la suite de la tempête dans les Landes en 2009), elles offrent des possibilités de balades et de randonnées en forêt et en montagne très nombreuses, que ce soit à pied, à vélo ou à cheval.
Le tourisme est aussi fortement présent dans les Hautes-Vosges durant la saison hivernale grâce aux différents domaines skiables, la plaine des Vosges quant à elle joue la carte du tourisme thermal, célèbre notamment par ses eaux minérales (Contrex et Vittel).

## Origines du tourisme dans le département des Vosges

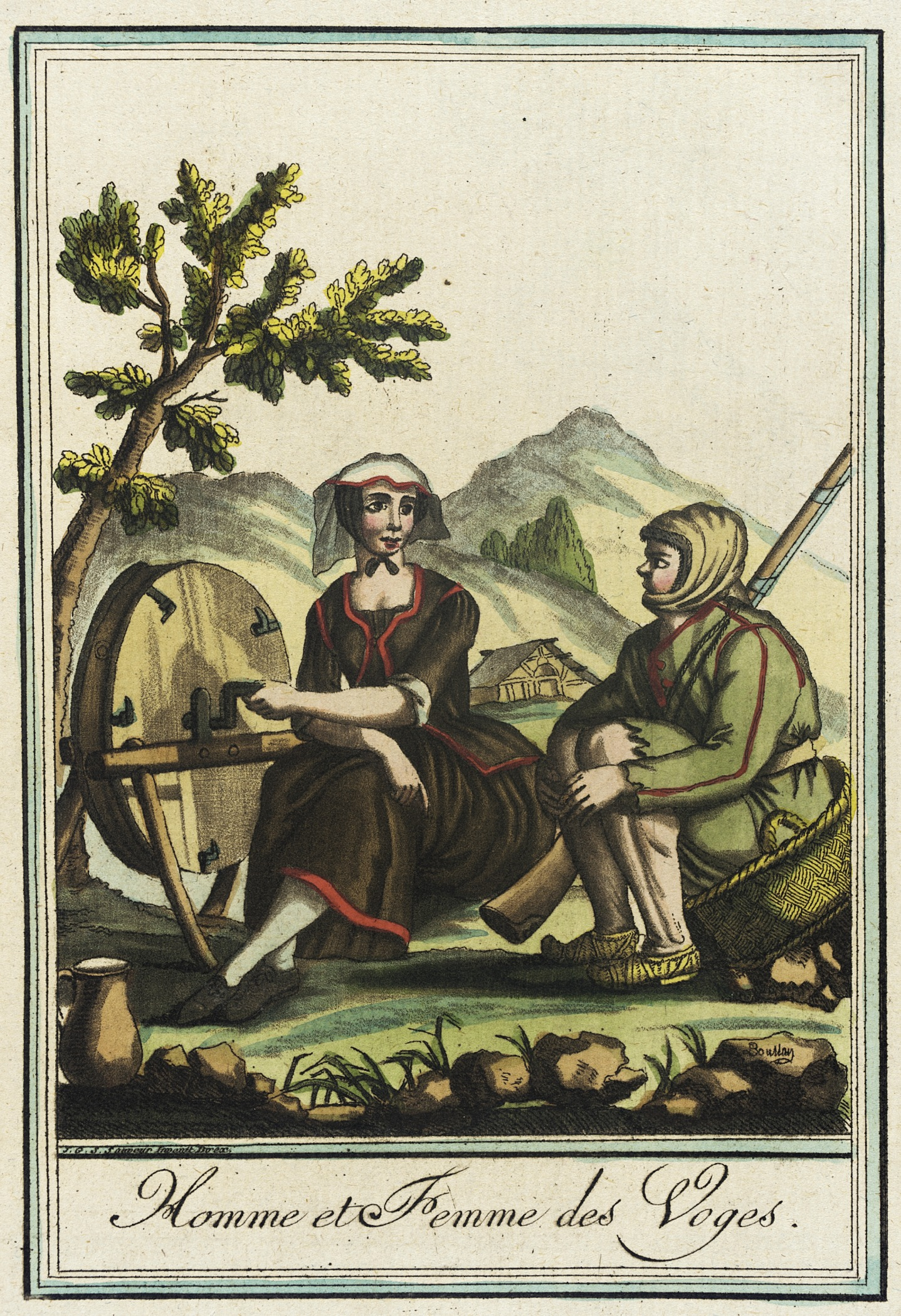
Jacques Grasset de Saint-Sauveur, Encyclopédie des Voyages, 1797.

Affiche de Louis Tauzin (1912).

Avant le XIXe siècle, le territoire correspondant actuellement au département des Vosges n'était pas une importante zone de passage, car peu de cités ou de centres intellectuels au rayonnement important auraient pu y attirer les visiteurs en grand nombre. Toutefois, cinq facteurs étaient attractifs : les eaux thermales, depuis l'Antiquité ; la présence d'abbayes — notamment celles d'Étival, de Senones et de Moyenmoutier — ; le développement des sciences au service de l'économie dans la seconde moitié du XVIIIe siècle ; la découverte des montagnes sous l'influence de Jean-Jacques Rousseau ; puis le goût pour le voyage qui s'est répandu à l'époque du romantisme.
Le passage de voyageurs célèbres dans les villes thermales vosgiennes a commencé très tôt. Au tout début du XVIe siècle, l'érudit et réformateur Joachim Camerarius (1500-1574) est l'un de ces nombreux Allemands qui fréquentaient les bains de Plombières, cherchant la guérison de leurs maux.
Montaigne, quant à lui, est passé par les Vosges en 1580 lors de son périple vers la Suisse, l'Allemagne et l'Italie. Il traversa Domrémy, Neufchâteau, Mirecourt, séjourna à Plombières puis quitta les Vosges par Bussang.
Enfin, on peut noter un autre hôte illustre de Plombières en la personne de Voltaire qui y vint une première fois en 1729, puis en 1754, pour y rejoindre le marquis d'Argental et son épouse.
Les abbayes vosgiennes ont également attiré des voyageurs, notamment dans le cadre de recherches historiques. Par exemple, dom Ruinart, collaborateur de Mabillon, entreprit un voyage en 1696 en Lorraine et en Alsace, en vue de consulter les archives d'églises, d'abbayes et de couvents. Pour les monuments religieux, on peut aussi trouver trace de passages dans les dessins du Père bénédictin Gabriel Bucelin (1599-1681). Durant ses voyages il a réalisé un journal agrémenté de dessins d’abbayes, notamment celui du Mont-Saint (mont Saint-Romaric, appelé Mont-Sanctus) le 15 août 1665, alors qu’il était guidé par Colomban, moine de Luxeuil.
Voltaire passa quant à lui à l'abbaye de Senones. À la cour de Lunéville, il demanda à dom Calmet l'autorisation de pouvoir s'entretenir avec lui et travailler dans la bibliothèque de l'abbaye, ce qu'il fit en 1754.
Enfin, en 1787, dom Pierre Tailly séjourna également à l'abbaye de Senones et visita avec son abbé les environs.
Dans le cadre de l'inventaire des ressources de la région dans des buts économiques, les Vosges ont attiré des scientifiques durant la seconde moitié du XVIIIe siècle. On cherchait alors à analyser les propriétés des eaux thermales ou localiser les mines possibles. Les savants voulaient écrire une « histoire naturelle » de la Lorraine, comme Sivry qui publiait en 1782, un Journal d'observations minéralogiques, couronné par la Société royale des sciences de Nancy. Le comte de Tressan, quant à lui, avait montré aux naturalistes l'intérêt de recherches minéralogiques dans les Vosges, qui étaient, disait-il, au moins aussi riches que les Pyrénées où des recherches avaient déjà été entreprises.

### LeXIXesiècle
Le XIXe siècle est le siècle de ce qui a été appelé la fièvre thermale et il n'est pas rare de lire que ce sont les stations de Vittel, Contrexéville, Bains-les-Bains, Bussang et Plombières qui firent découvrir les Vosges.
Cependant, jusqu'à l'arrivée du chemin de fer, en 1857 à Épinal, l’état des transports rendait difficile et longs tous les déplacements vers le département des Vosges. Avec la Compagnie des chemins de fer de l'Est, Paris n'est plus qu'à une dizaine d'heures de voyage d'Épinal alors qu'il fallait presque deux jours en empruntant la malle-poste. L'arrivée du chemin de fer permet le développement de structures hôtelières modernes bâties à proximité des gares et favorise les excursions. Au même moment, paraissent les premiers guides de voyages à l'usage des touristes, ceux publiés par Louis Hachette dans le cadre de la Bibliothèque des chemins de fer, créée en 1853 et qui deviendront les célèbres Guides Joanne ou le Guide pittoresque du touriste et du baigneur de Luxeuil, de Plombières et de Bains, dans la partie montagneuse des Vosges édité par Humbert en 1865.
Gérardmer est la première ville française à se doter d'une structure dédiée au tourisme en inaugurant le 22 juillet 1875 le Comité des promenades de Gérardmer, ancêtre des syndicats d'initiative.

### LeXXesiècle

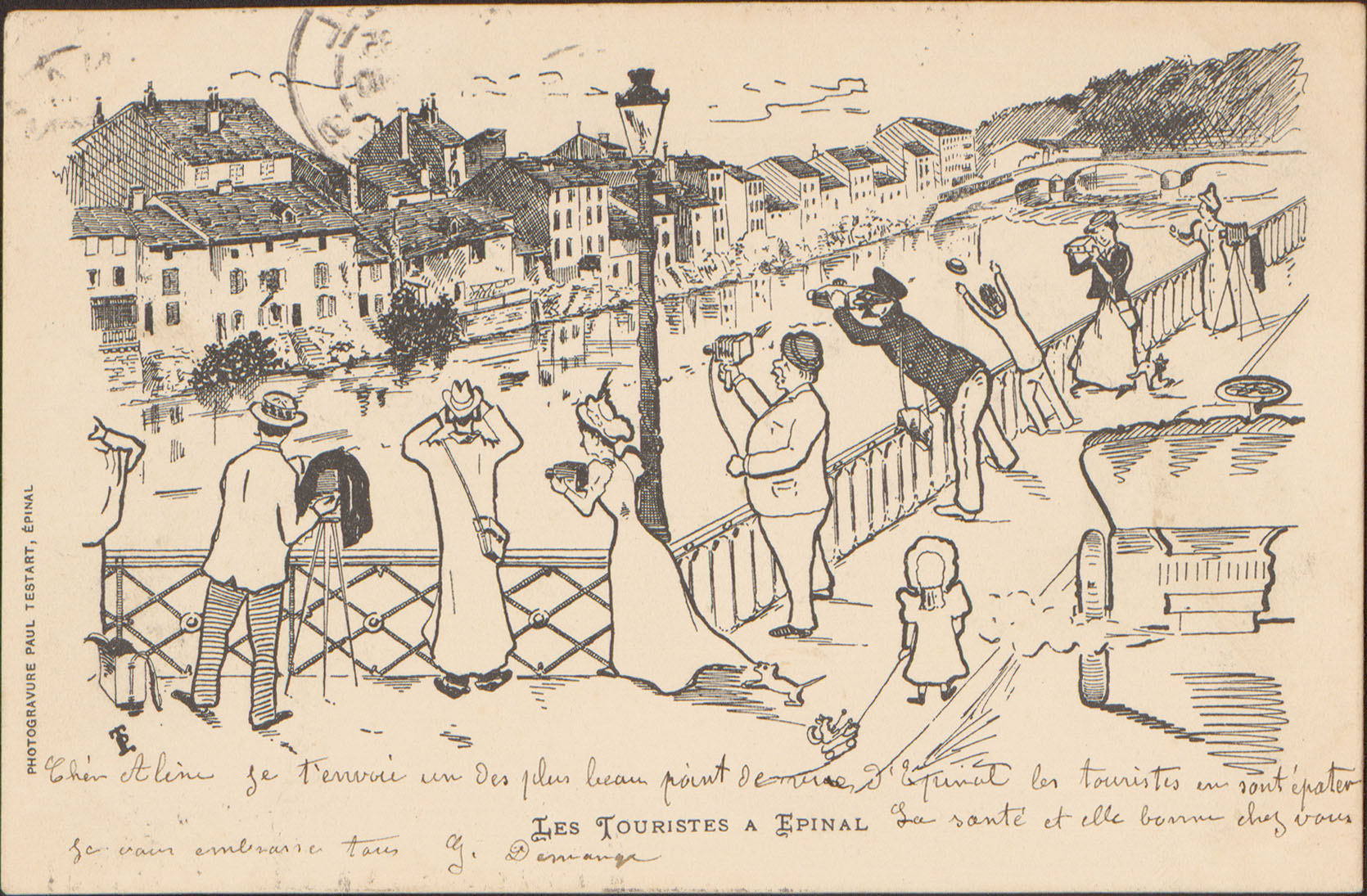
Carte postale humoristique de Paul Testart représentant les touristes à Épinal.

En 1904, la ville d'Épinal se dote à son tour d'une Société des promenades et édite dès 1909 un guide : Épinal, centre des excursions dans les Vosges, son origine, ses promenades. L'un de ses principaux membres se trouve être Paul Testart, imprimeur-libraire et éditeur de cartes postales. Le support de la carte postale a contribué à l'attractivité des Vosges. À l'instar d'Épinal, le comité déodatien des sentiers et promenades est fondé par un photographe, Adolphe Weick, actif éditeur de cartes postales touristiques. D'autres Sociétés des promenades réparties dans le département balisent leurs chemins et publient leur guide de randonnées pour attirer les visiteurs.
Rarement pratiqué avant 1910 dans le département français des Vosges, le ski se développe grâce aux efforts du Club alpin français, du Touring club de France et à la création à Gérardmer, d'une école de ski militaire. Gérardmer sera même candidate pour être le site des premiers Jeux olympiques d'hiver. Les skieurs sont très vite nombreux puisqu'en 1935 la Fédération française de ski des Vosges compte 3 500 adhérents.
Enfin, cette fin de siècle voit le développement des tourismes vert, historique, de mémoire et l'apparition du tourisme industriel.

## Données géographiques

### Relief
La forêt vosgienne couvre certes la moitié de la surface du département, mais le relief montagneux ne représente lui qu’environ un tiers du plateau lorrain. Cette particularité explique la diversité des paysages et des sites de part et d’autre de la ville d’Épinal : à l’ouest des collines et plaines, et à l’est les montagnes dont la plus élevée est située au cœur même du parc régional des Ballons. Les fonds de vallées serpentant dans quatre bassins fluviaux.
On distingue 3 parties essentielles : à l’ouest la plaine, au centre la Vôge, à l’est la montagne.

### Climat et conditions météorologiques
Le département des Vosges connaît un climat semi-continental. Son relief, l'altitude et l'orientation nord-sud du massif qui arrête les nuages venant de l'ouest explique le niveau des précipitations, mais « dans un contexte de réchauffement climatique et de raréfaction des ressources en eau (sécheresse et aléas climatiques), les Vosges disposent d'un atout indéniable pour l'avenir… ».
En outre, les reliefs et les conditions climatiques très contrastées ont contribué à la richesse de la flore du massif des Vosges.
Le réchauffement climatique global, confirmé à l’échelon régional, a permis de constater que « la température mesurée a augmenté de 1,2 °C sur la période 1899-2007, ce qui équivaut pour le climat lorrain à un glissement de 200 à 300 km vers le sud. Il apparaît que l’évolution possible des températures moyennes en Lorraine serait de + 3,6 °C en 2080 (par rapport à la période 1971-2000), avec des contrastes saisonniers importants. La température moyenne estivale pourrait connaître une hausse de + 5 °C en 2080. En Lorraine, cela pourrait se traduire par une baisse de fréquentation des domaines skiables (à la suite d'une diminution de l’enneigement) et une augmentation de la fréquentation des lieux de vacances (campings par exemple) en été. »

### Transports
La diversification des moyens de transport est devenue une réalité :
- La réalisation intelligente des voies express a réduit les durées de déplacements et a également permis, sur les parcours entre les vallées vosgiennes et le département de la Moselle de canaliser la Moselle et la Moselotte en réduisant les zones inondables ;
- Les réseaux d’autocars ont été adaptés à un tourisme 4 saisons[26] ;
- Après le TGV qui desservait la gare de Remiremont, la LGV Est européenne, (Ligne à Grande Vitesse), est devenue une réalité[27] ce qui assure un réel désenclavement des vallées ;
- Plusieurs aéroports internationaux, en bordure du département des Vosges (aéroport de Metz-Nancy-Lorraine, aéroport international de Bâle-Mulhouse-Fribourg, aéroport de Nancy-Essey, aérodrome de Besançon - Thise), complètent les possibilités de l'aéroport d'Épinal-Mirecourt ;
- Le tunnel de Sainte-Marie-aux-Mines, mis aux normes européennes, ouvre de réelles perspectives de développement aux niveaux interrégionaux et transfrontaliers ;
- Le canal de l'Est qui, avec ses 394 km en deux parties, et la voie fluviale vers le Rhin depuis Charmes, offre des possibilités de tourisme fluvial originales. Dans un but de promotion touristique, les tronçons ont été renommés respectivement « Canal des Vosges » et « Canal de la Meuse »[28],[29] ;
- La voie verte des Hautes-Vosges est une piste multi-activités aménagée sur les 53 km des anciennes voies ferrées de la ligne d'Épinal à Bussang, qui desservait la haute vallée de la Moselle et de la Moselotte[30].

## Différents types de tourisme

### Tourisme historique

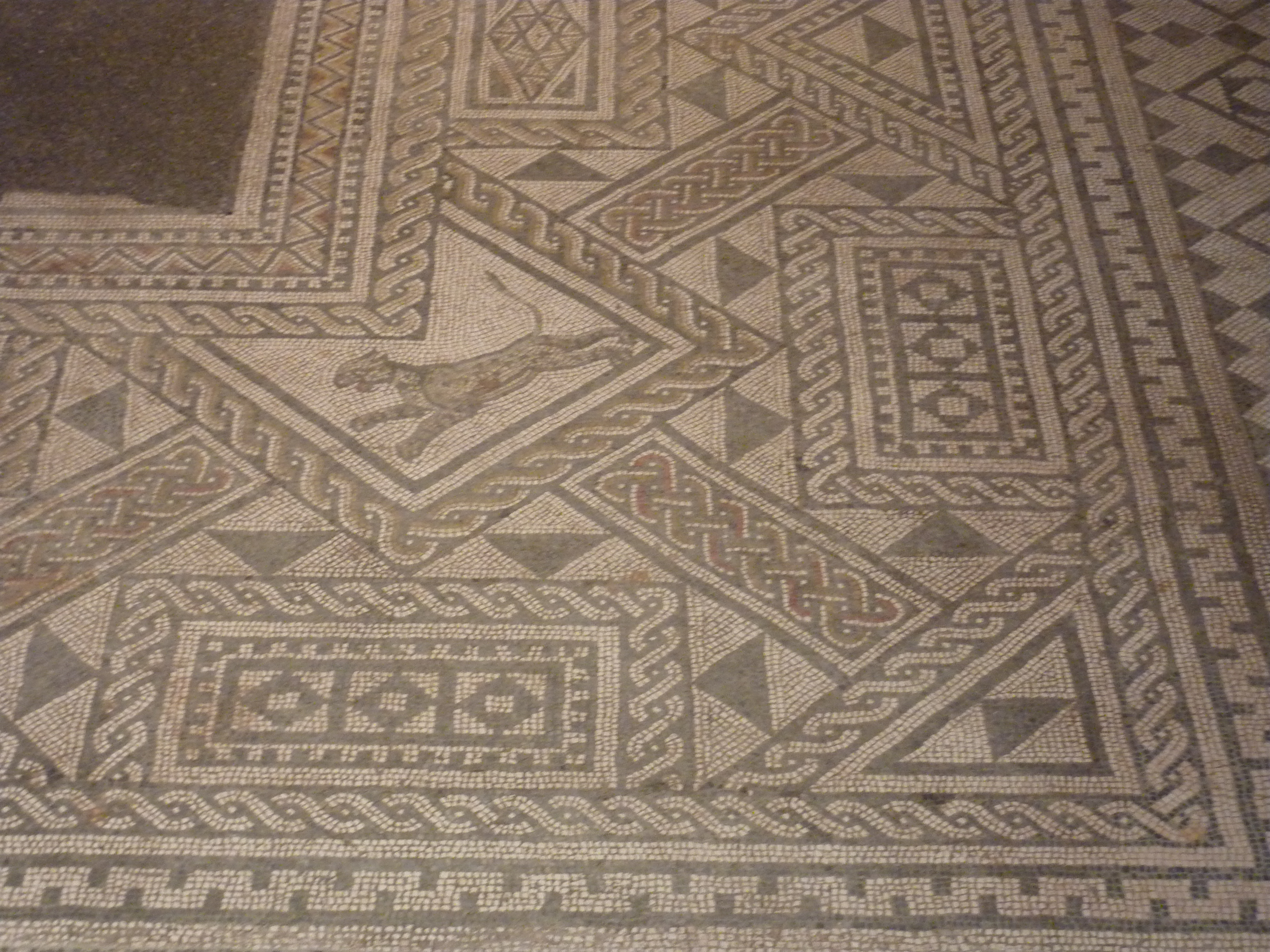
Mosaïque de Grand.
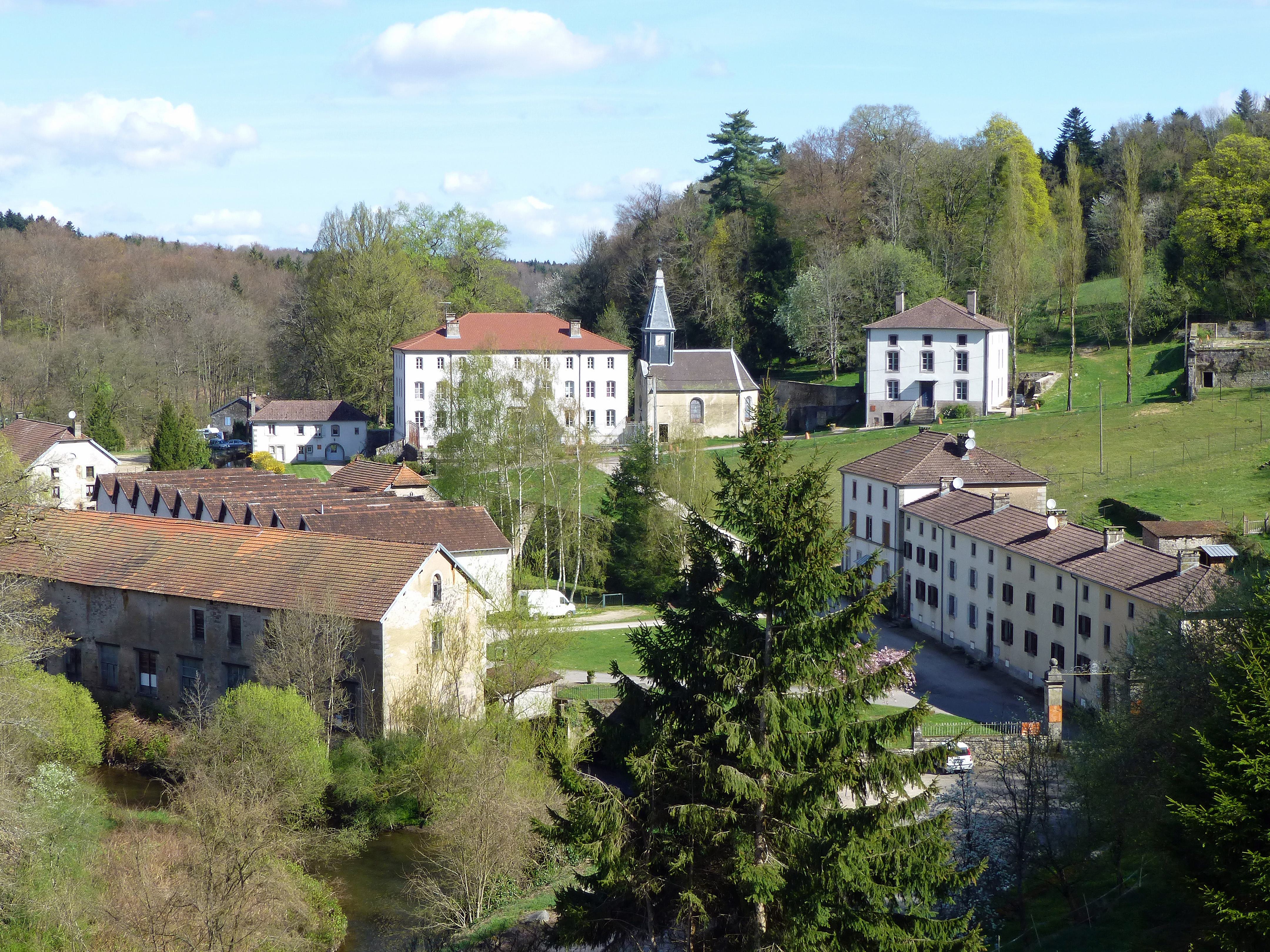
La Manufacture royale de Bains.
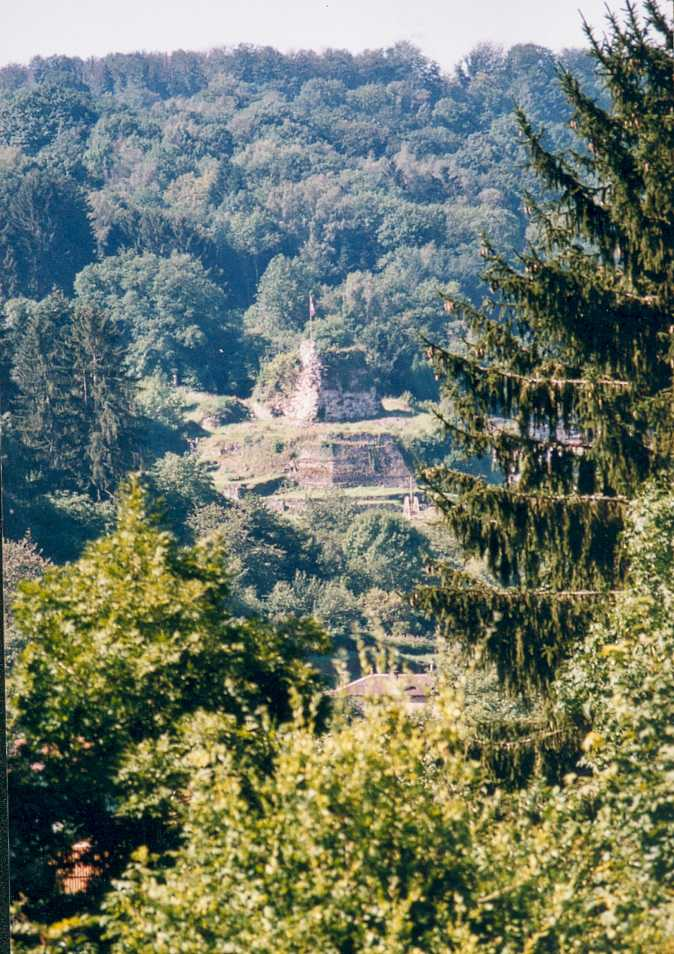
Fontenoy-le-Château, vestige du donjon.
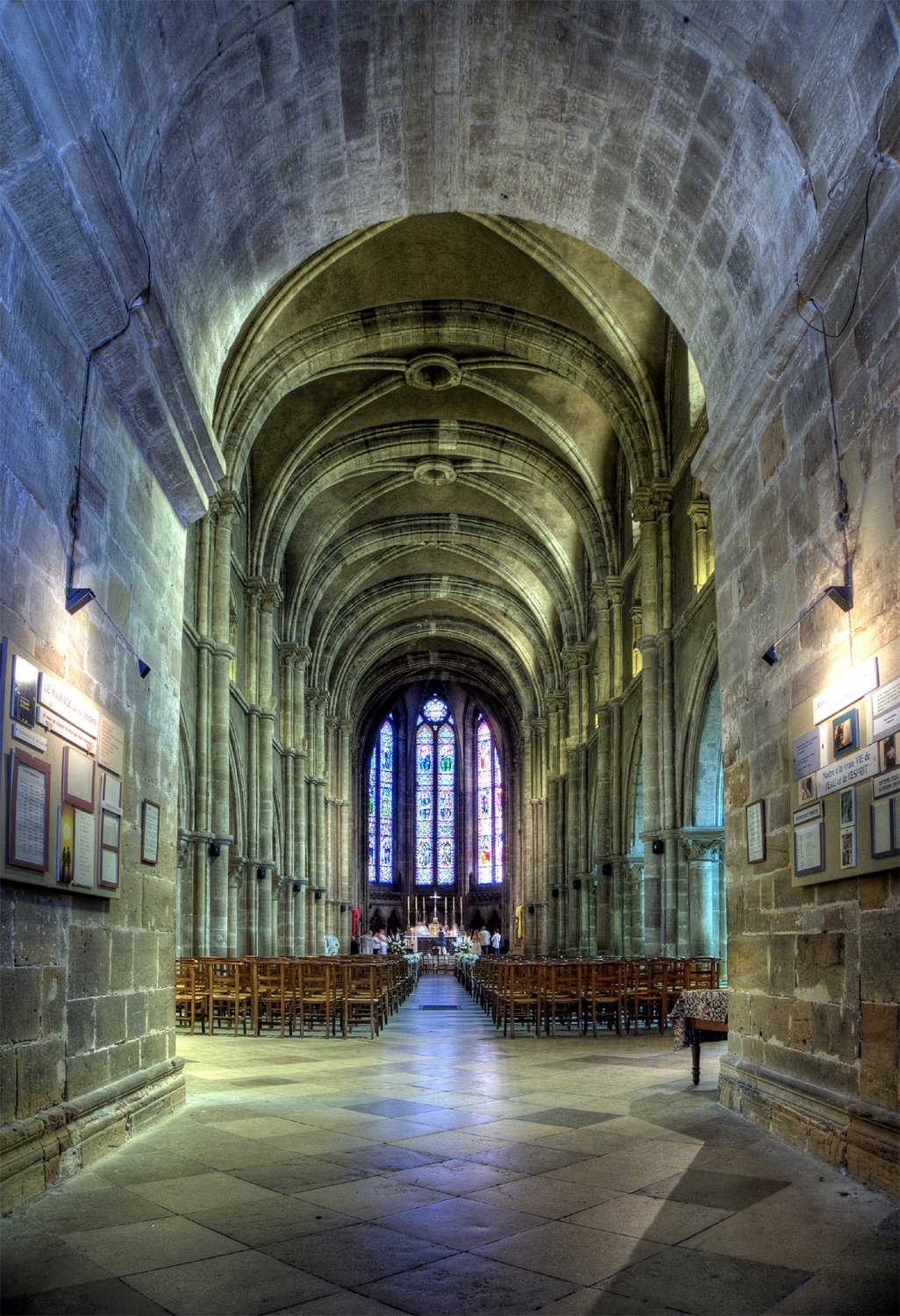
Basilique Saint-Maurice à Épinal.
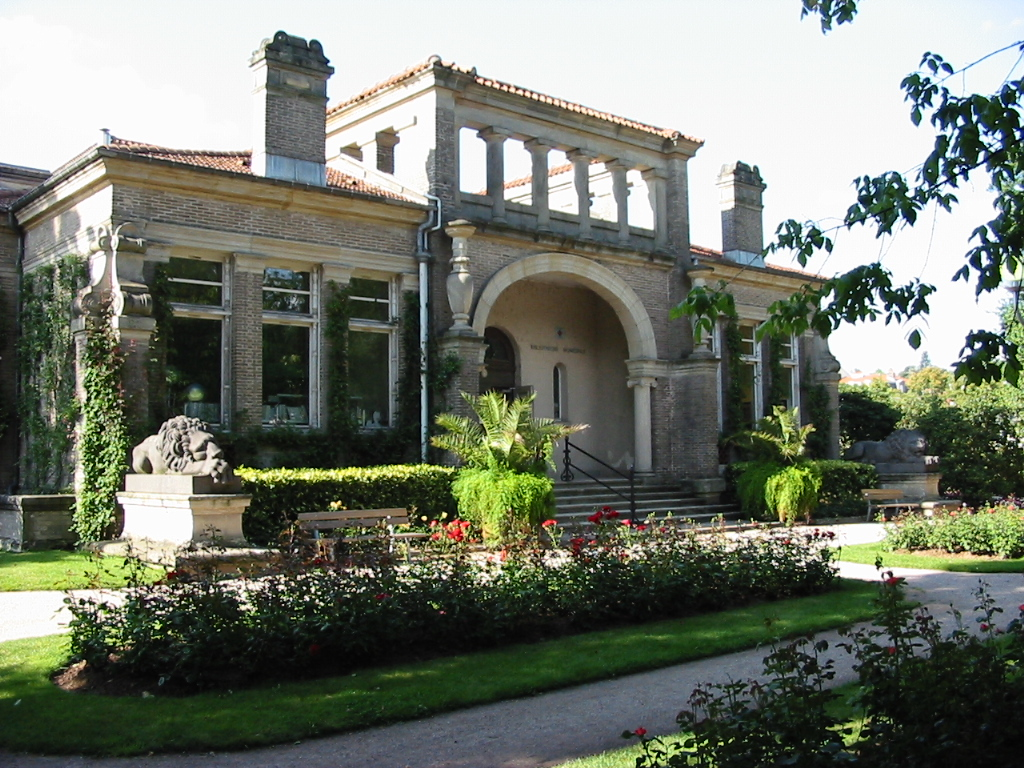
Maison romaine à Épinal.
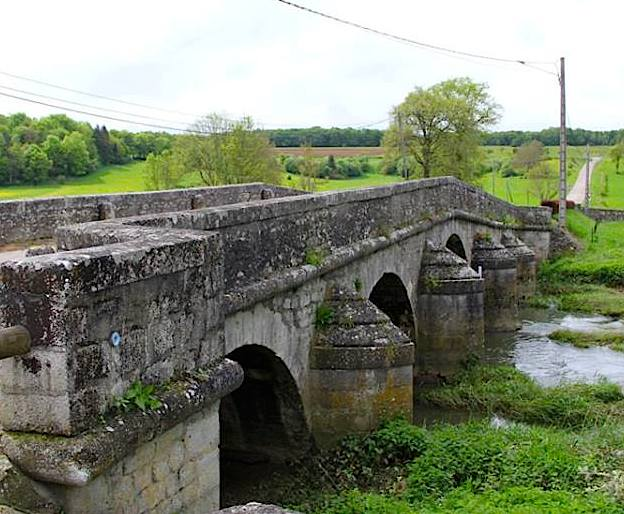
le pont Romain d'Autigny-La-Tour.
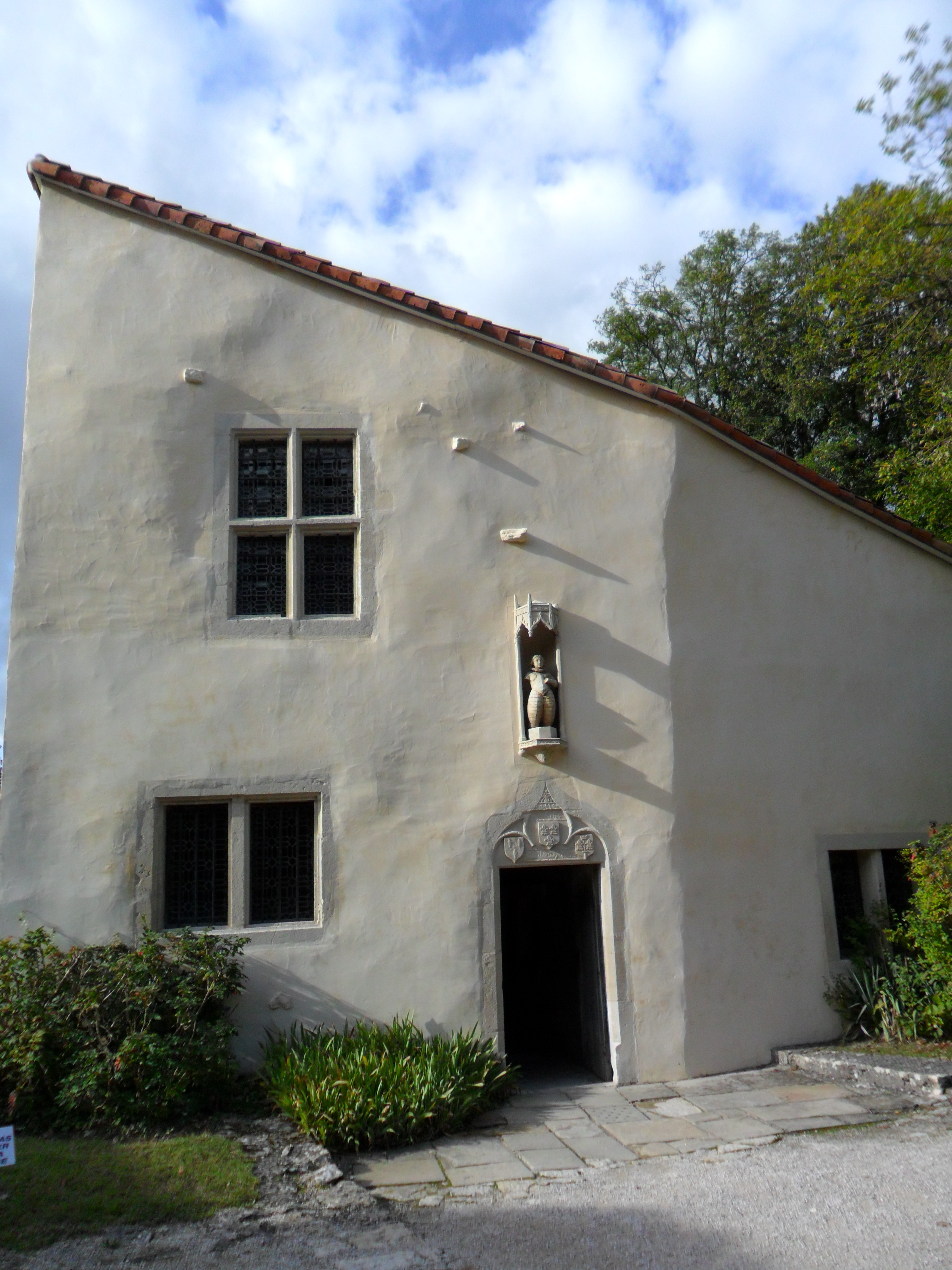
Maison natale de Jeanne d'Arc à Domrémy-la-Pucelle.
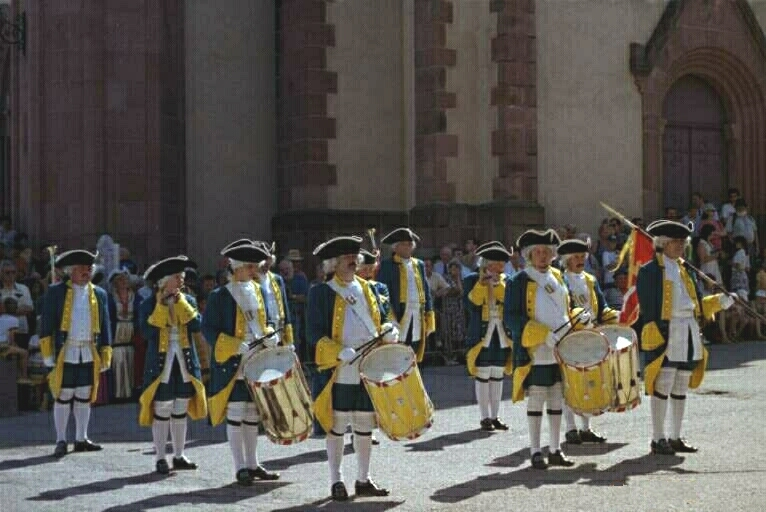
Relève de la garde, Principauté de Salm-Salm.
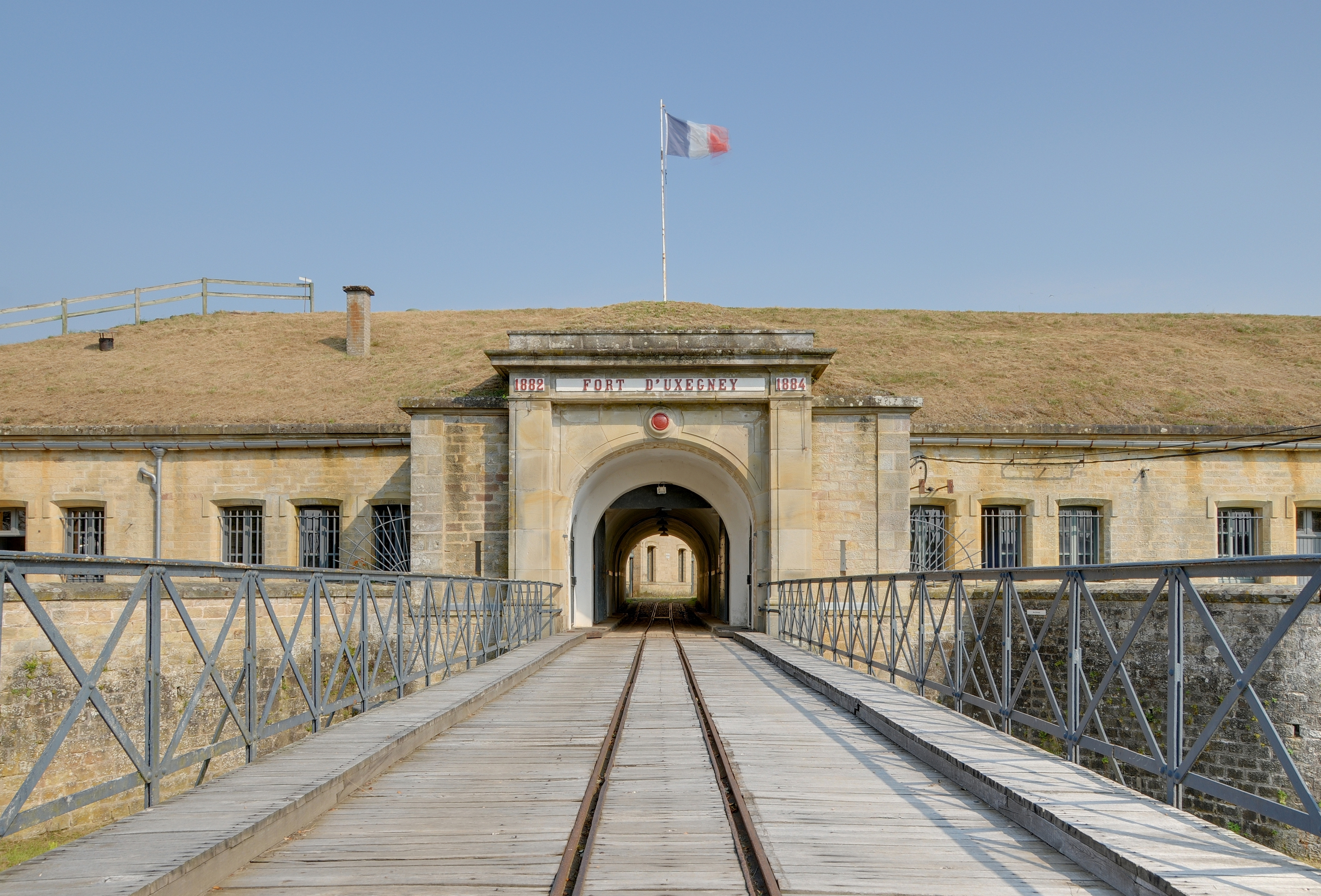
Le fort d'Uxegney.
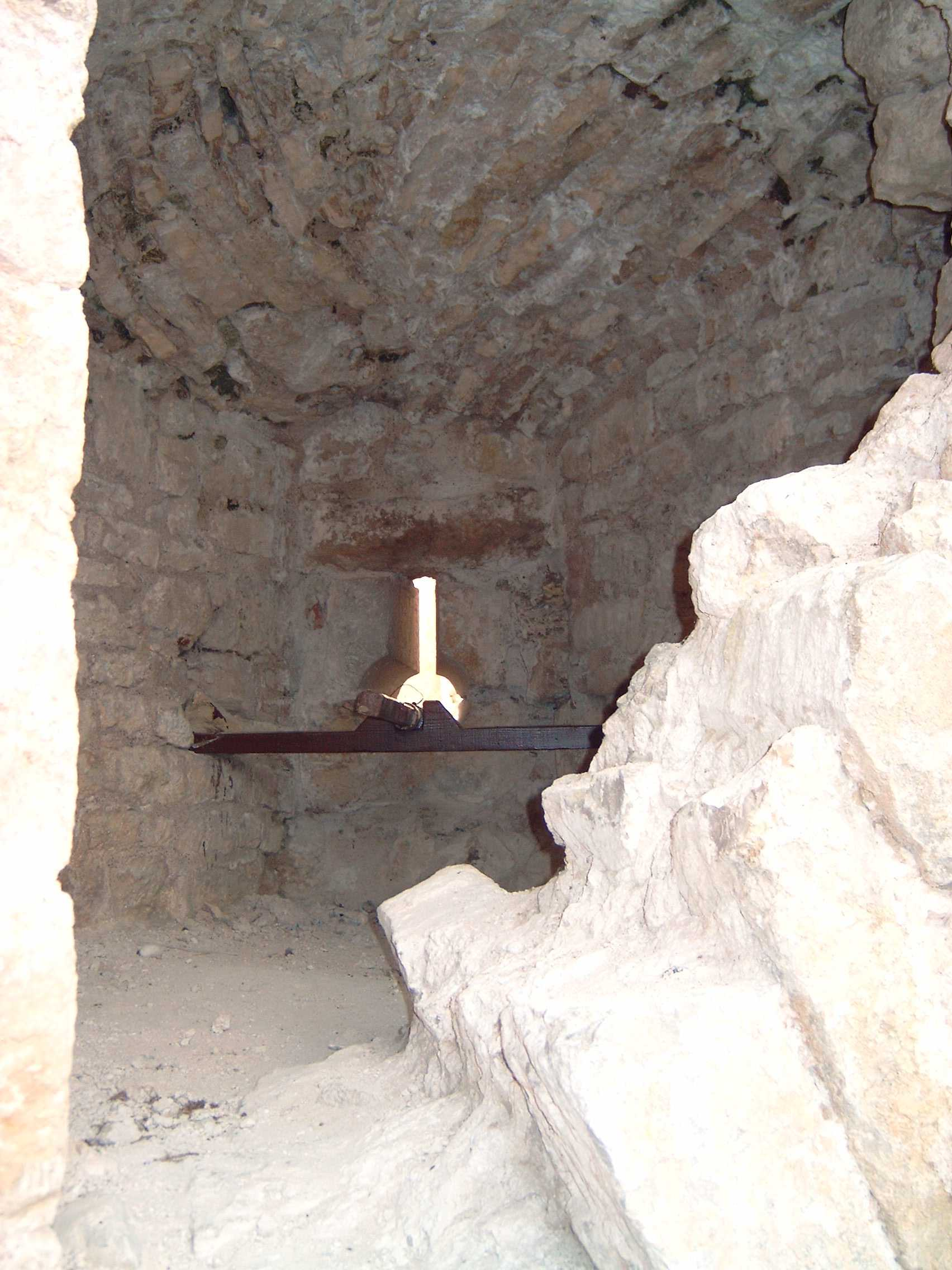
Forteresse de Châtel-sur-Moselle une canonnière.
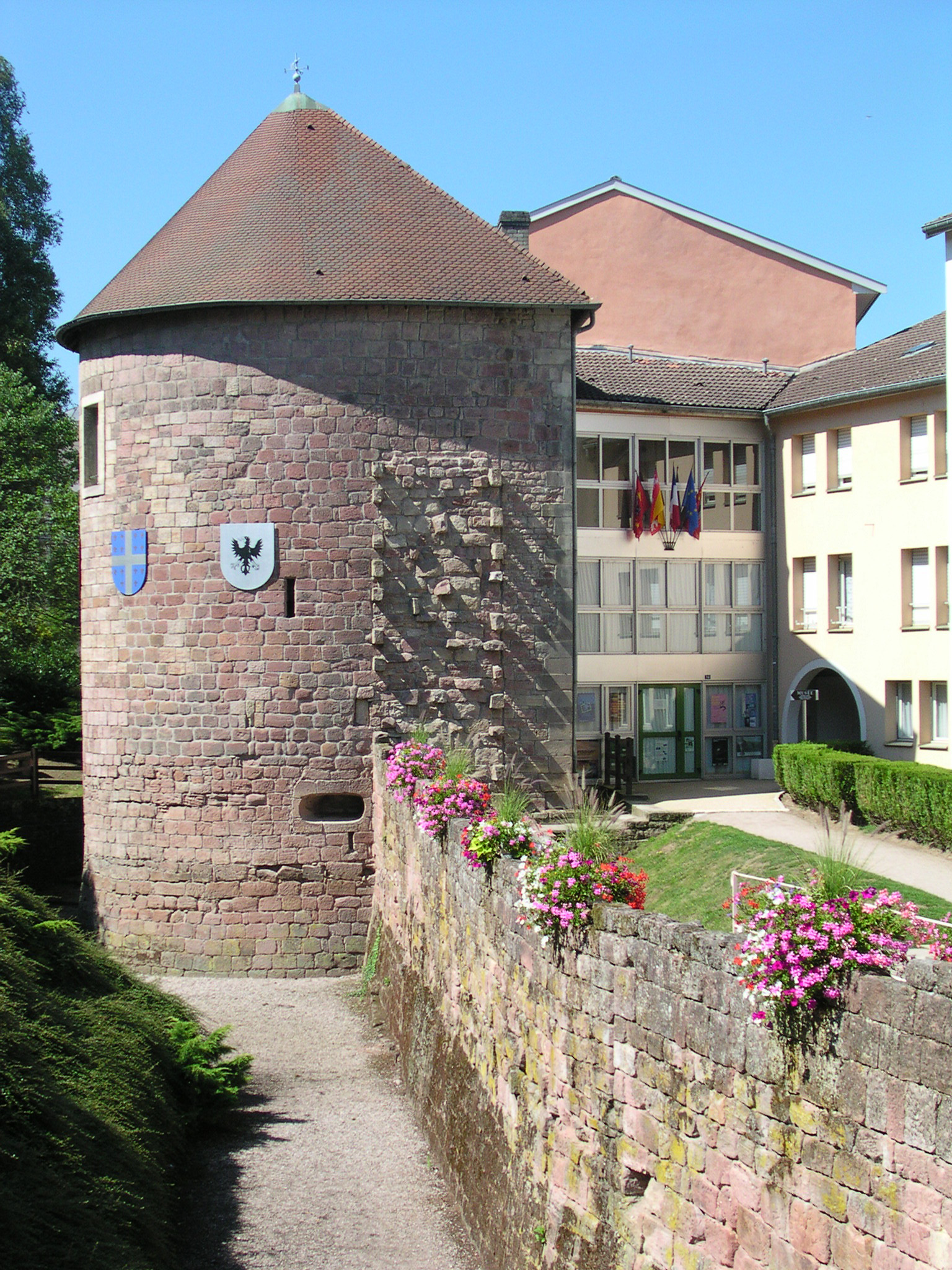
Vestige des remparts et musée du Chapitre à Épinal.
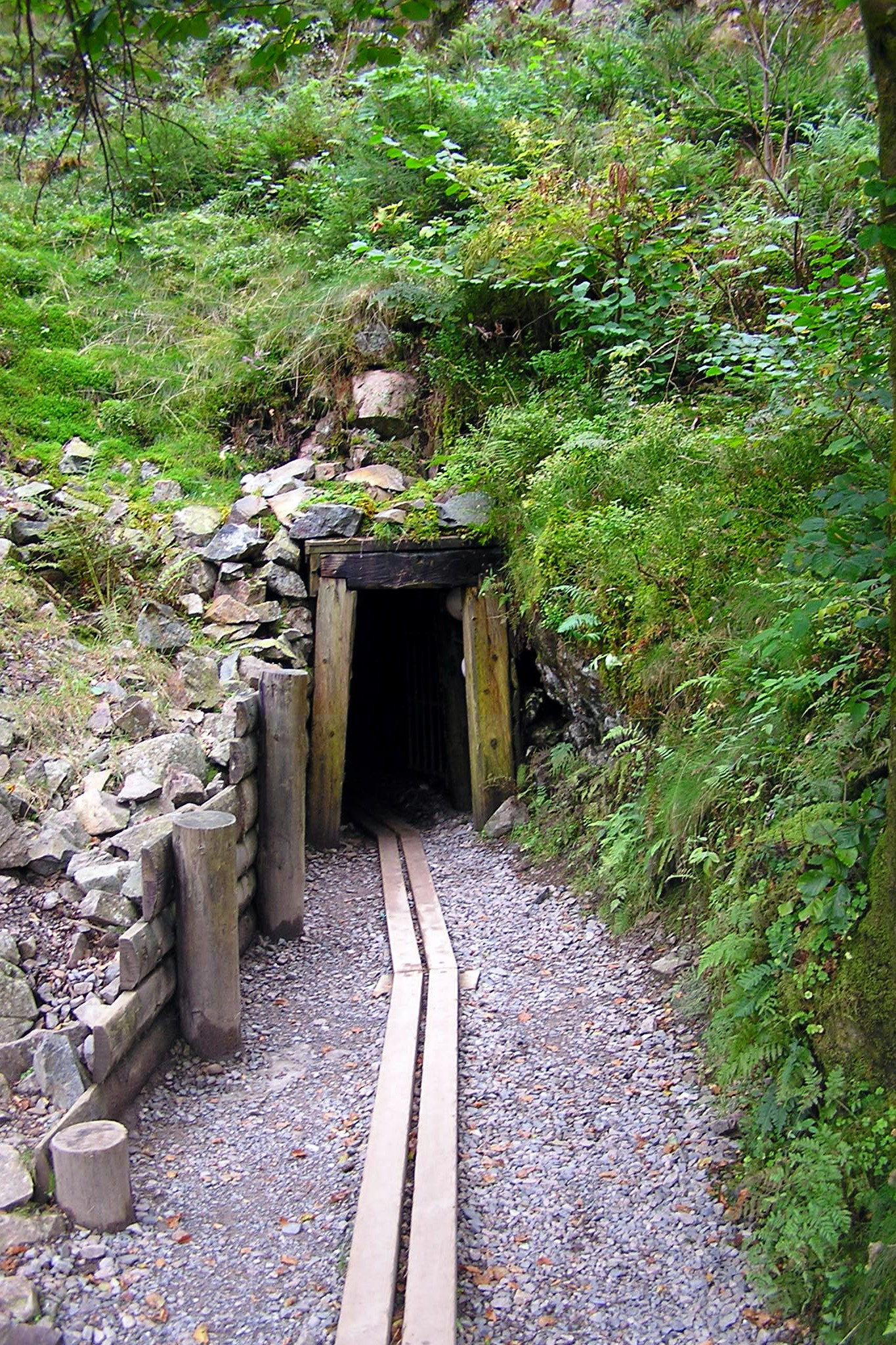
Hautes-Mynes du Thillot.

- Un amphithéâtre gallo-romain du Ier siècle restauré à partir de 1963 (parmi les dix plus vastes du monde romain) ainsi que la plus grande mosaïque (232 m²) d'Europe tous deux situés sur le site archéologique de Grand ;
- La manufacture royale de Bains-les-Bains ;
- Le château de Fontenoy-le-Château, les vestiges du plus vieux donjon de Lorraine, vers 980 ;
- La ville d'Épinal avec entre autres la Basilique Saint-Maurice : église gothique du XIIIe siècle majoritairement de style gothique champenois et sa Maison romaine (1892), copie d'une maison de Pompéi (villa pompéienne) ; la place des Vosges, les vestiges des tours et remparts de la ville ;
- La ville de Saint-Dié-des-Vosges est classée « Station touristique » depuis 1998 avec notamment sa cathédrale, son cloître et la célèbre tour de la Liberté, et, à 8 kilomètres de la ville le Camp celtique de la Bure ; l'usine Claude-et-Duval classée patrimoine mondial par l'Unesco et unique bâtiment industriel conçu par l'architecte Le Corbusier ;
- La ville de Vittel et ses anciens thermes Garnier ;
- La ville de Plombières-les-Bains  et ses anciens bains, étuve romaine  et thermes ;
- La ville de Bains-les-Bains et ses anciens bains ;
- La ville de Raon-l'Étape et ses fontaines ;
- Le centre historique de Senones ;
- Le Théâtre du Peuple de Bussang ;
- L'hôtel de ville Renaissance de Neufchâteau ;
- Châtillon-sur-Saône avec Grenier à sel, hôtels de Ligneville et de Sandrecourt  et grosse tour ;
- La principauté de Salm-Salm avec pour capitale Senones, l'abbaye, le cloître, les châteaux des Princes de Salm ;
- La maison natale de Jeanne d'Arc à Domrémy-la-Pucelle et la Basilique du Bois-Chenu ;
- La maison natale de Claude Gellée à Chamagne ;
- La forteresse de Châtel-sur-Moselle, un des plus grands châteaux forts d'Europe ;
- Le fort d'Uxegney, modèle de fortification de type Séré de Rivières avec sa tourelle de 155 système Galopin en parfait état de conservation ;
- Le centre d'Animation de la Préhistoire « Christine Guillaume » à Darney (art pariétal)[31] ;
- Le camp celtique de la Bure (table d'orientation, panorama et parcours de l'enceinte)
- Le site minier des Hautes-Mynes du Thillot. Exploité pour le cuivre de 1560 à 1761, le site minier, exceptionnellement conservé, est le premier lieu en Europe d'utilisation systématique de la poudre noire en mine en 1617 ;
- La mine de charbon de Contrexéville exploité dans les années 1940, des visites sont organisées à l'occasion des journées européennes du patrimoine par le Cercle d’Études Locales de Contrexéville[32],[33],[34].
- Les mines d'argent de La Croix-aux-Mines.

#### Abbayes , monastères , cathédrale , basiliques et églises
Dans le sillage de l'irlandais Colomban qui fonde aux portes des Vosges un monastère à Luxeuil en 590, ou de Romaric qui fonde en 620 l'Abbaye du Saint-Mont, durant tout le Moyen Âge et jusqu'à la Révolution, les Vosges compteront une multitude d’abbayes, de couvents, de monastères et de prieurés. On y trouvait des Bénédictins, des Dominicains, des Prémontrés, des Capucins ou des Cisterciens.

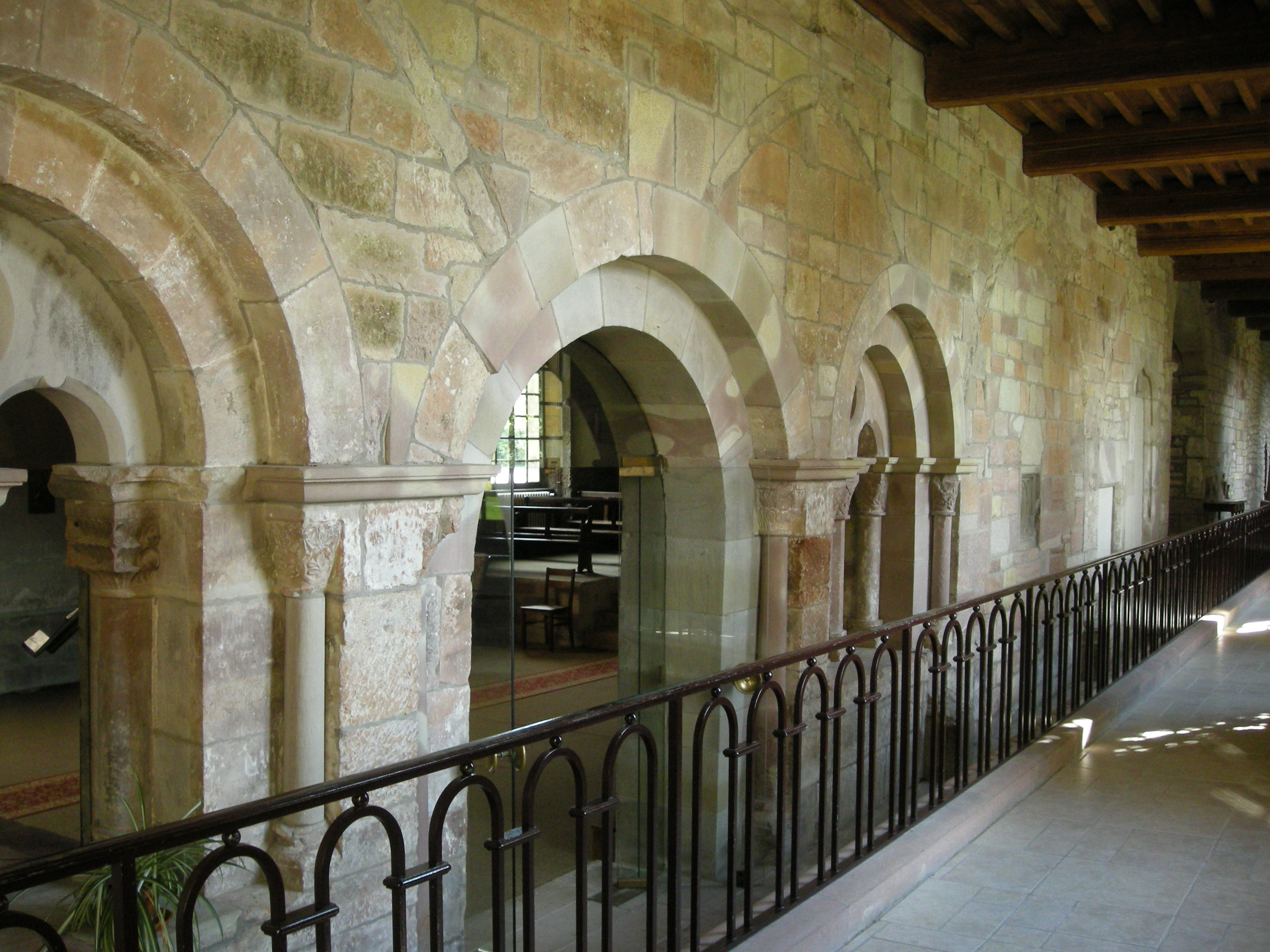
Cloître de l'abbaye Notre-Dame d'Autrey.
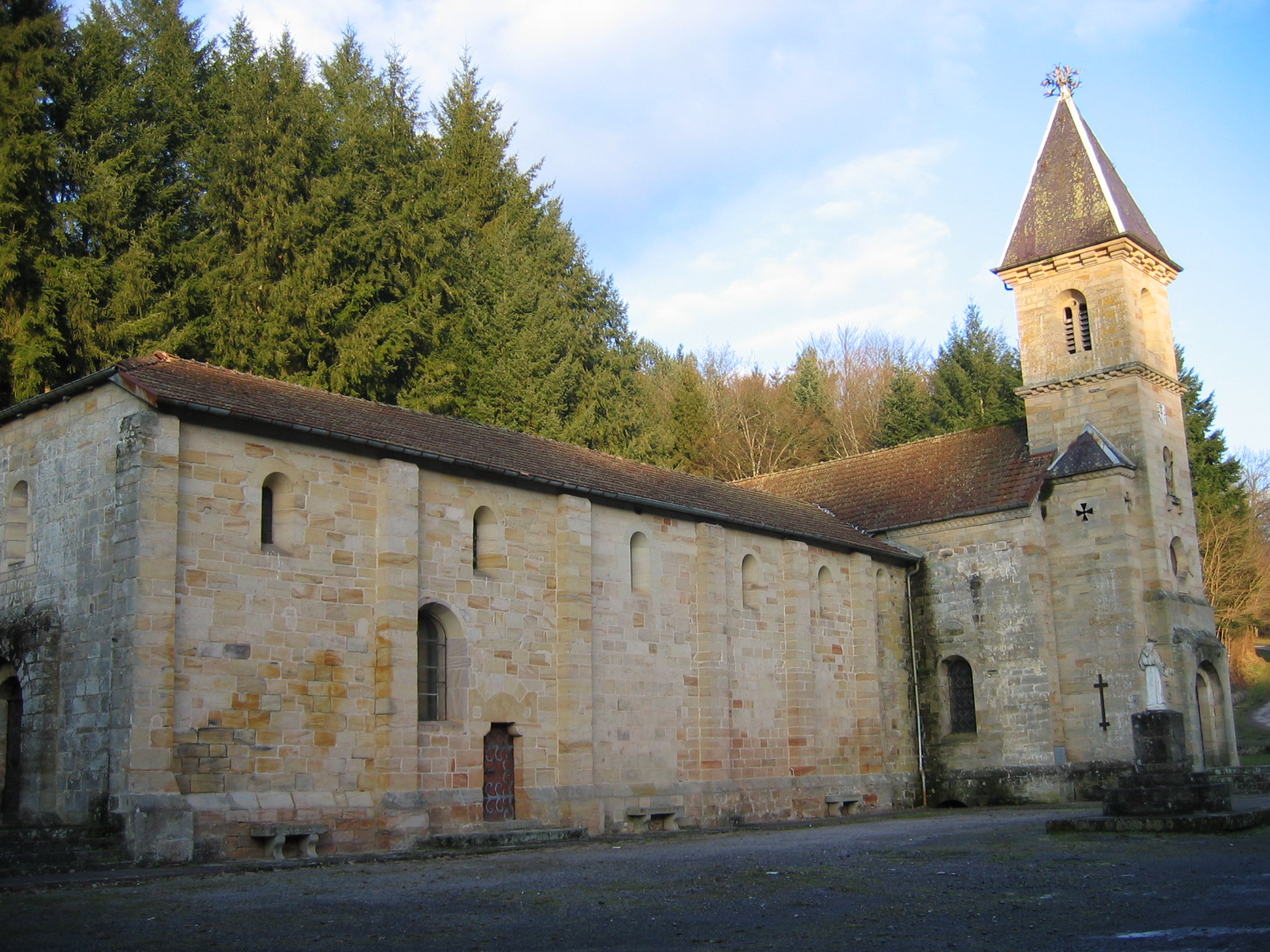
Abbaye de Droiteval sur la commune de Claudon.
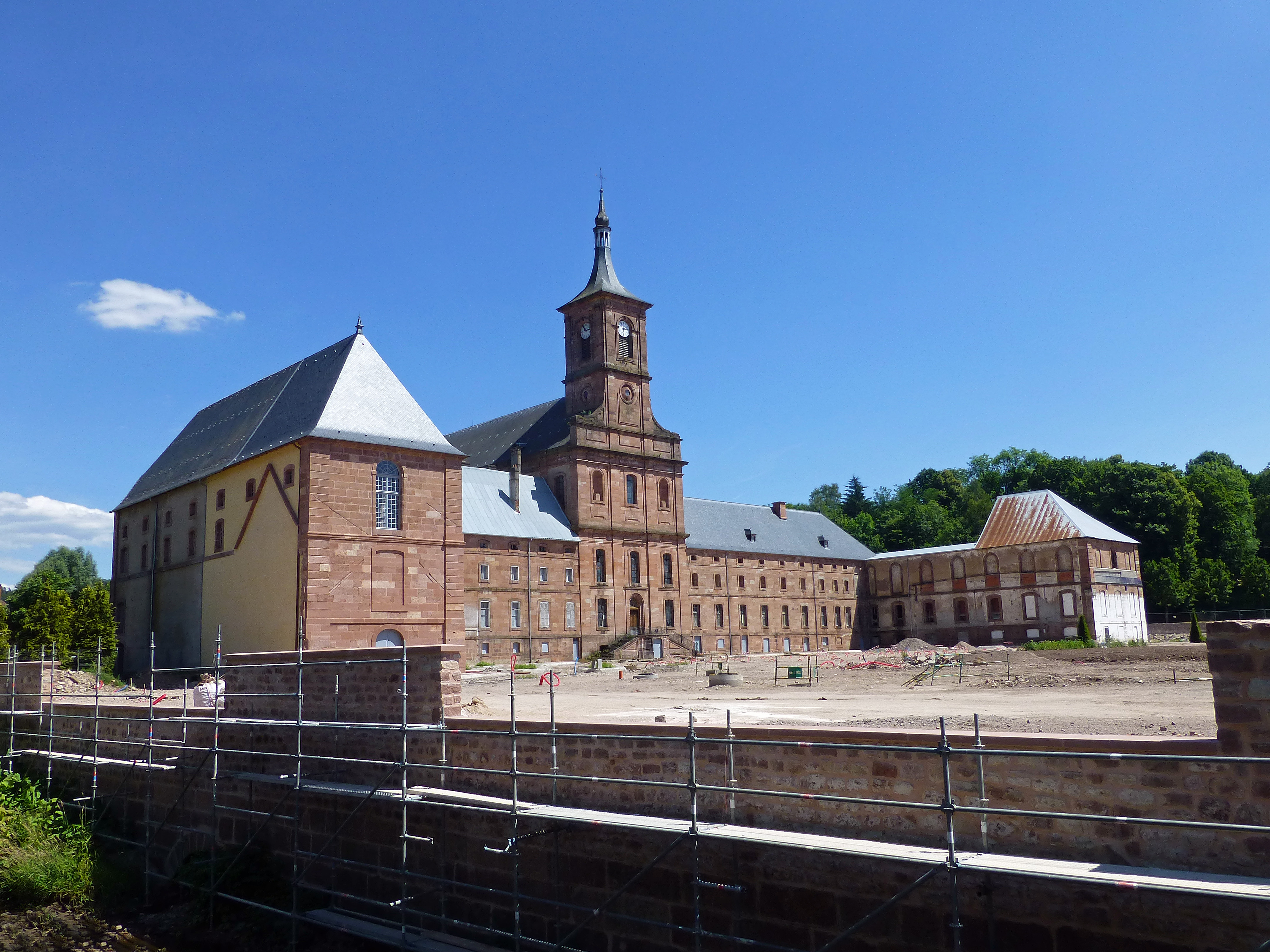
Abbaye Saint-Hydulphe de Moyenmoutier.
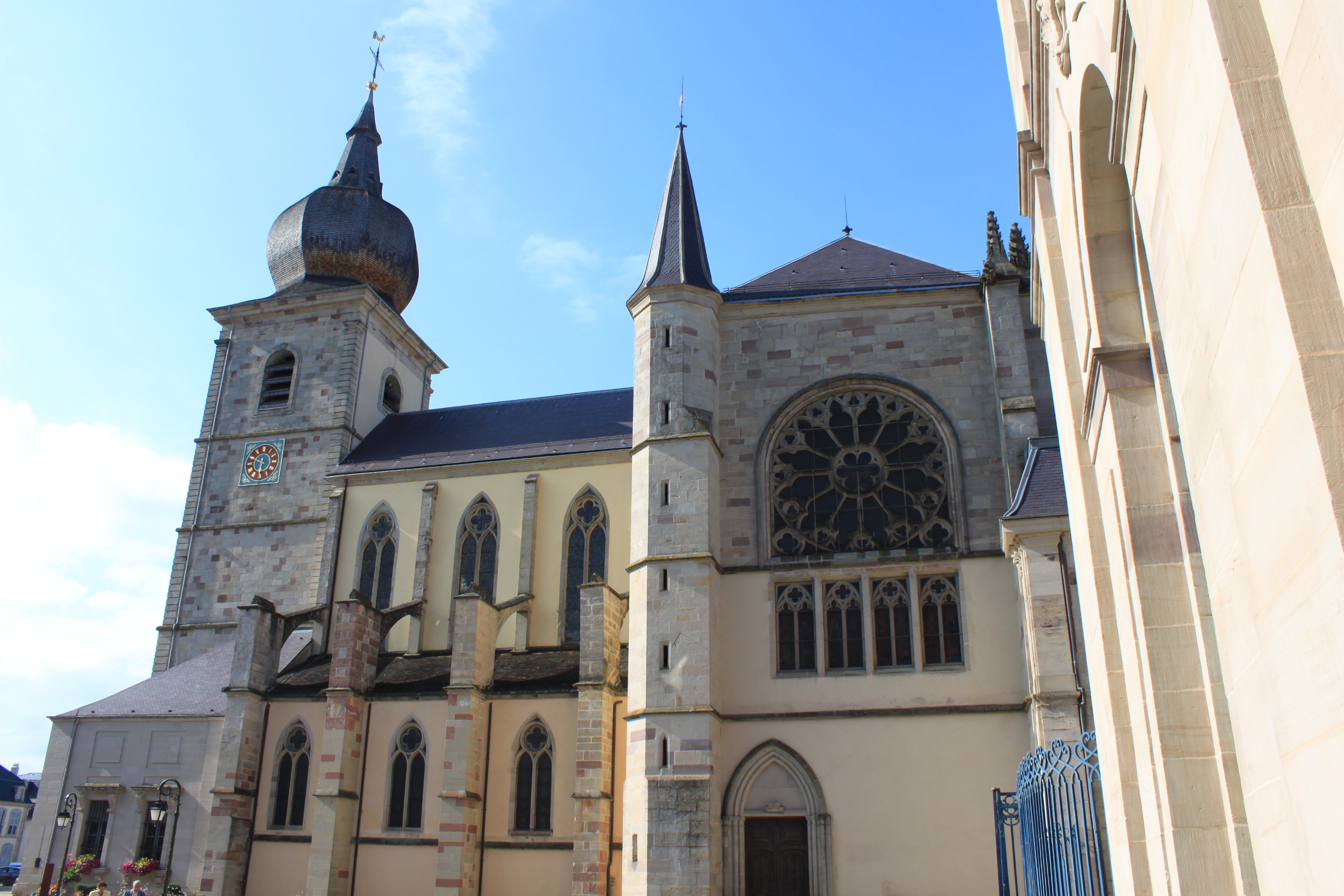
Abbaye de Remiremont, l'abbatiale Saint-Pierre.
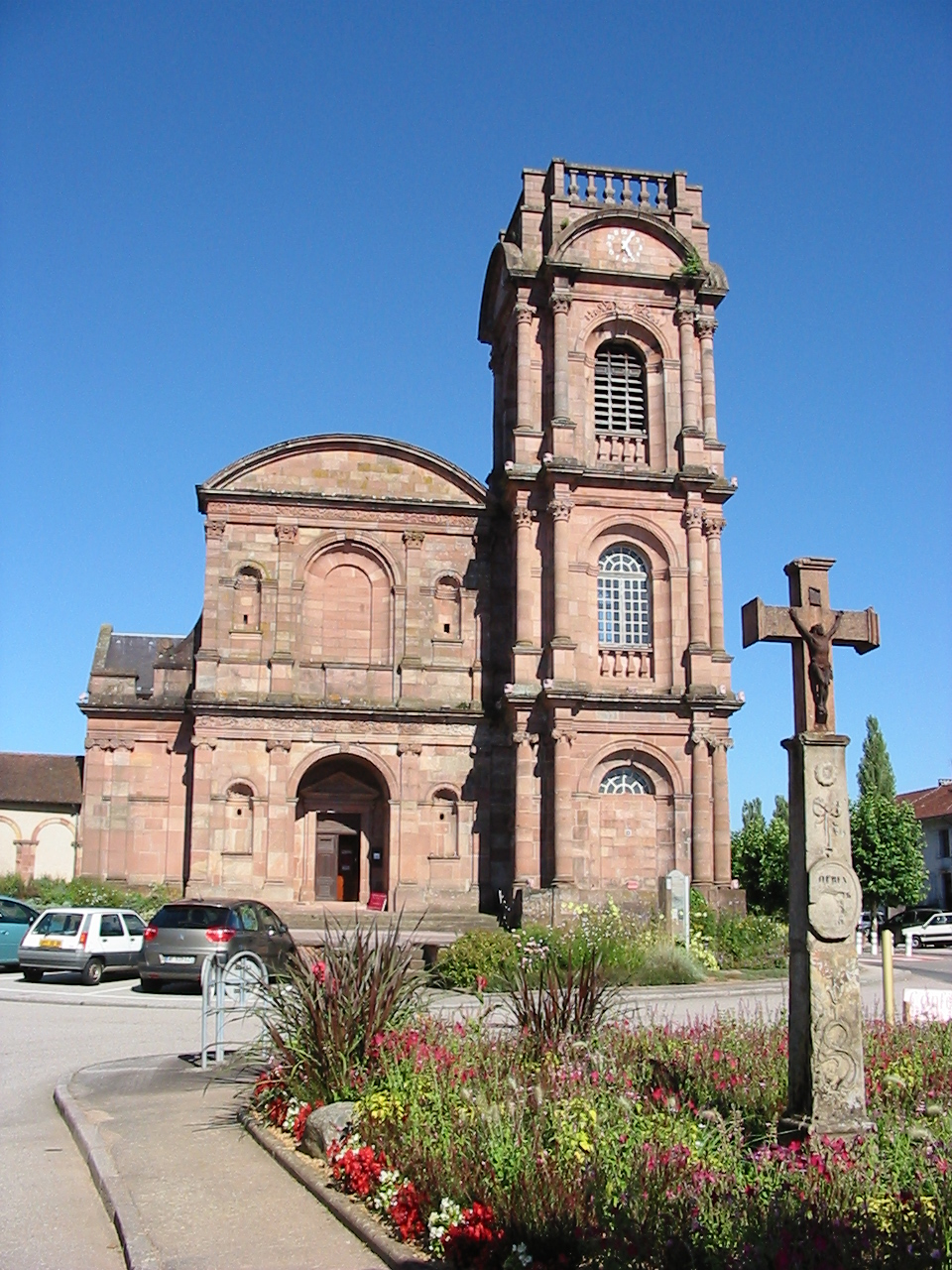
Abbaye Saint-Pierre d'Étival
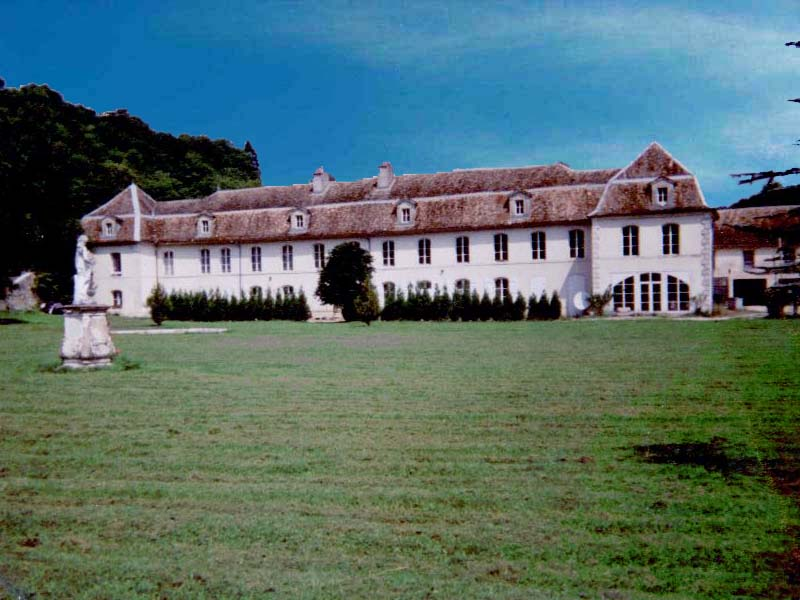
Abbaye Notre-Dame de l'Étanche à Rollainville.
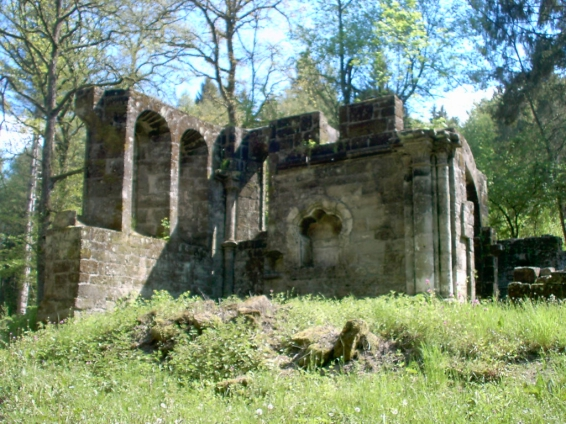
Ruines du prieuré de Bonneval sur la commune de Saint-Baslemont.
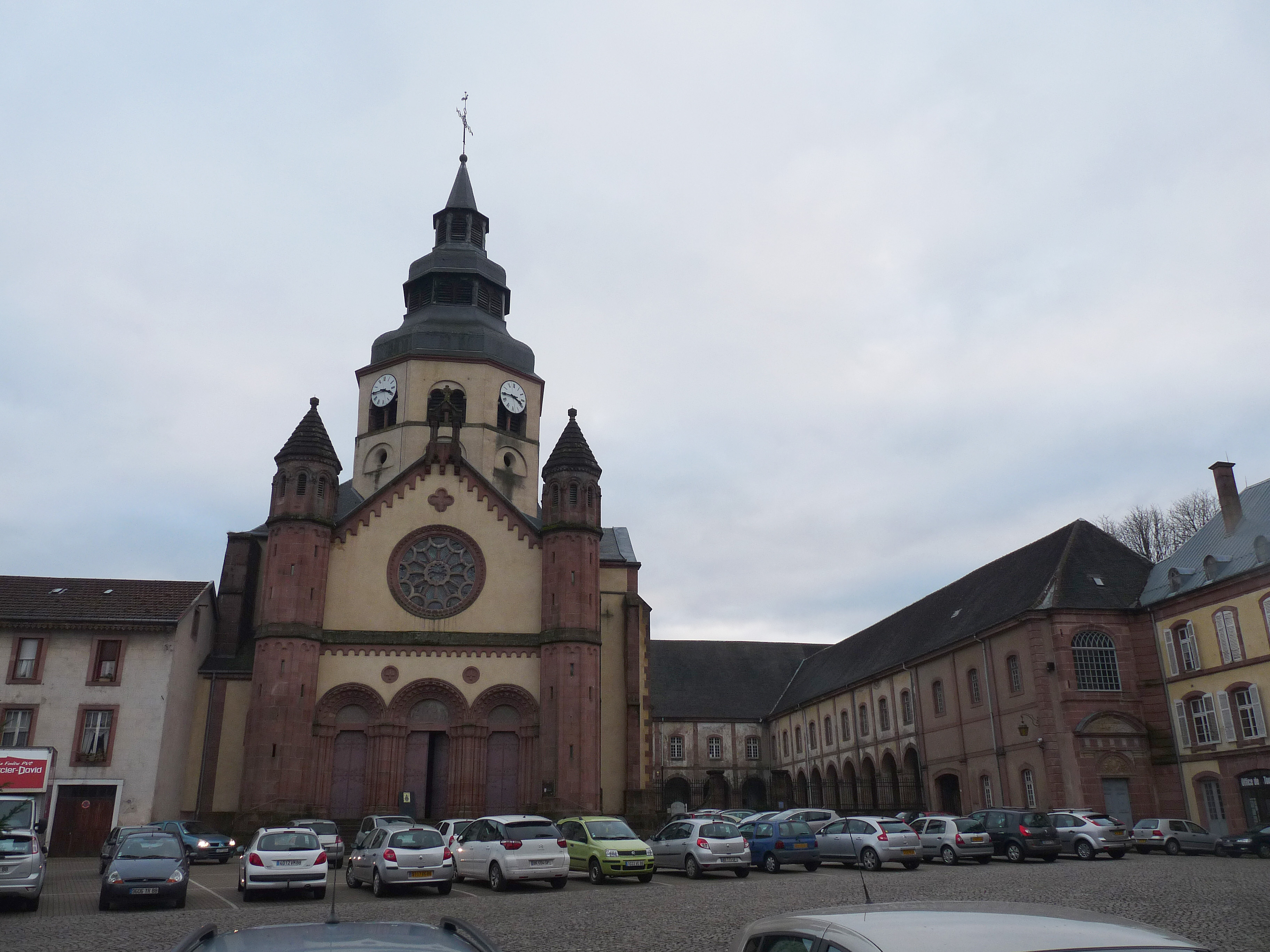
Abbaye Saint-Pierre de Senones, place Dom Calmet.
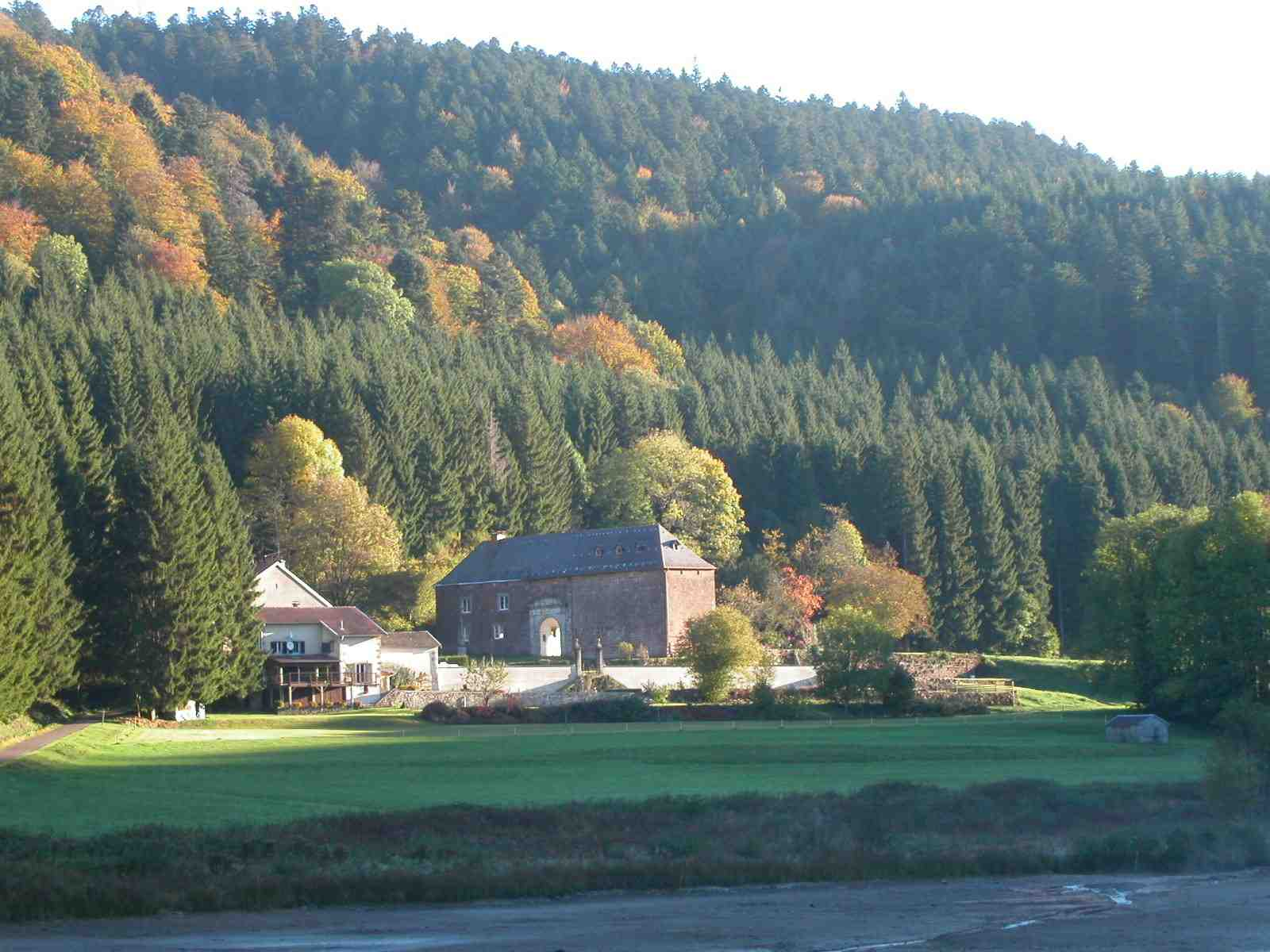
Le prieuré d'Hérival.

- L'abbaye Notre-Dame d'Autrey fondée au XIIe siècle ;
- Les ruines de l'abbaye de Chaumousey ;
- L'abbaye de Droiteval, fondée au XIIe siècle, sur la commune de Claudon ;
- Le pays des Abbayes avec trois abbayes fondées au VIIe siècle : l'abbaye Saint-Pierre d'Étival, l'abbaye Saint-Hydulphe de Moyenmoutier et l'abbaye Saint-Pierre de Senones. Il existe des visites guidées des abbayes ;
- L'abbaye de Remiremont qui abritait le chapitre des Chanoinesses ;
- L'abbaye Notre-Dame de l'Étanche, ancienne abbaye cistercienne à L'Étanche sur la commune de Rollainville ;
- Les ruines du prieuré de Bonneval à Saint-Baslemont ;
- Le couvent des Cordeliers des Thons ;
- Le prieuré d'Hérival au Val d'Ajol ;
- La basilique Saint-Maurice d'Épinal ;
- La Cathédrale Saint-Dié de Saint-Dié-des-Vosges et son cloître ;
- L'église Saint-Pierre de Relanges ;
- L'église des Petits-Thons et l'ancienne cure des Thons ;
- L'église Saint-Nicolas de Neufchâteau ;
- L'église de Vomécourt-sur-Madon ;
- La basilique du Bois-Chenu.

#### Tourisme de mémoire
Seul lieu de combat de montagne sur territoire français lors de la Grande guerre, le massif vosgien garde encore visible les stigmates des rudes combats qui s'y sont déroulés.
En 1940, durant la Seconde Guerre mondiale, la Moselle est annexée au Reich allemand tandis que les trois autres départements de Lorraine (Meurthe-et-Moselle, Meuse et Vosges) restent français mais occupés par les Allemands. La Résistance locale se voit renforcées par l'afflux de réfractaires du service du travail obligatoire (STO) mais les troupes nazies, dès fin août 1944, appuient leur lignes de défense sur les contreforts du massif et instaurent une féroce répression contre maquisards et population civile.

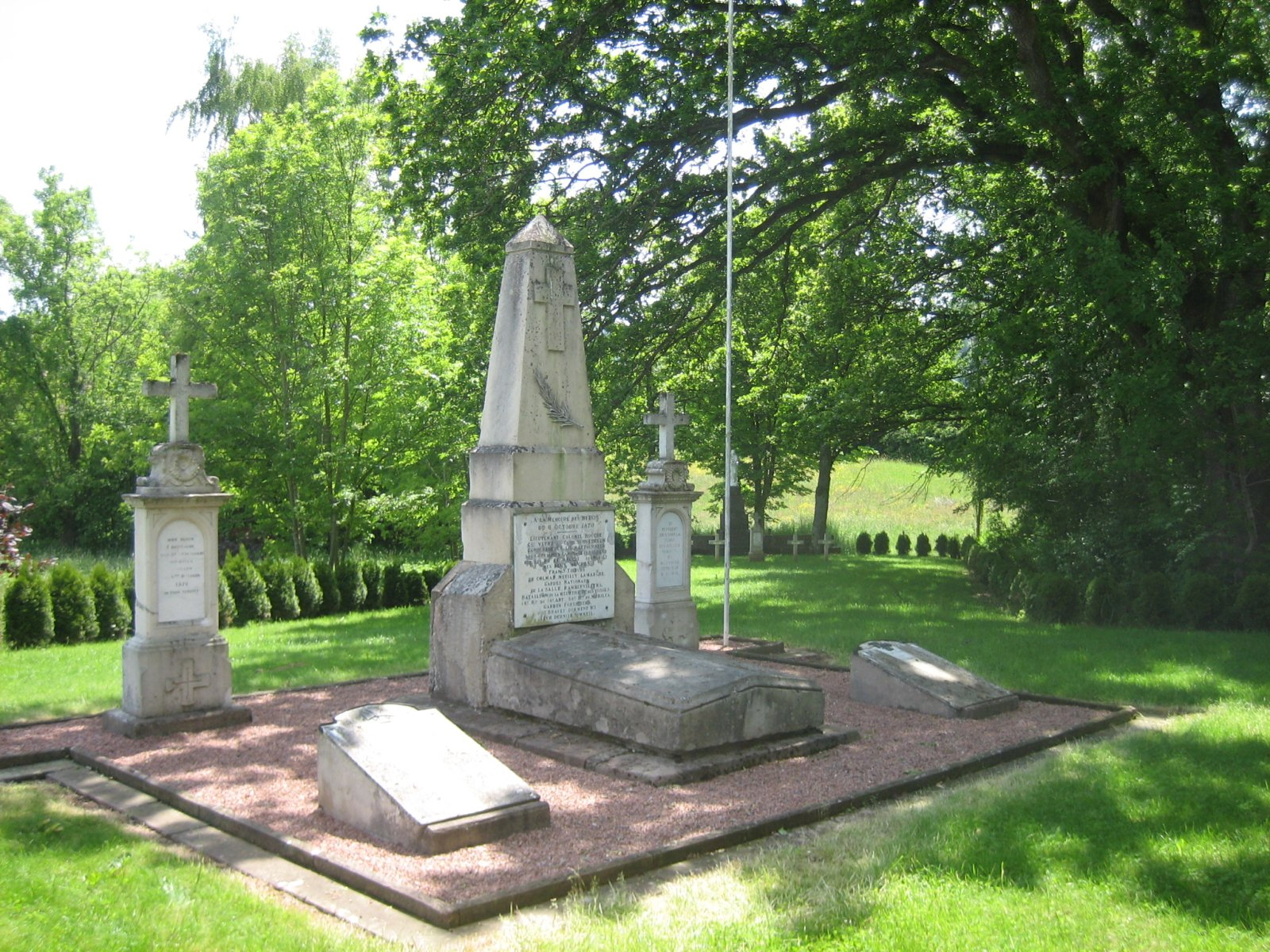
Monument aux morts de la Bataille de Nompatelize, Guerre de 1870.
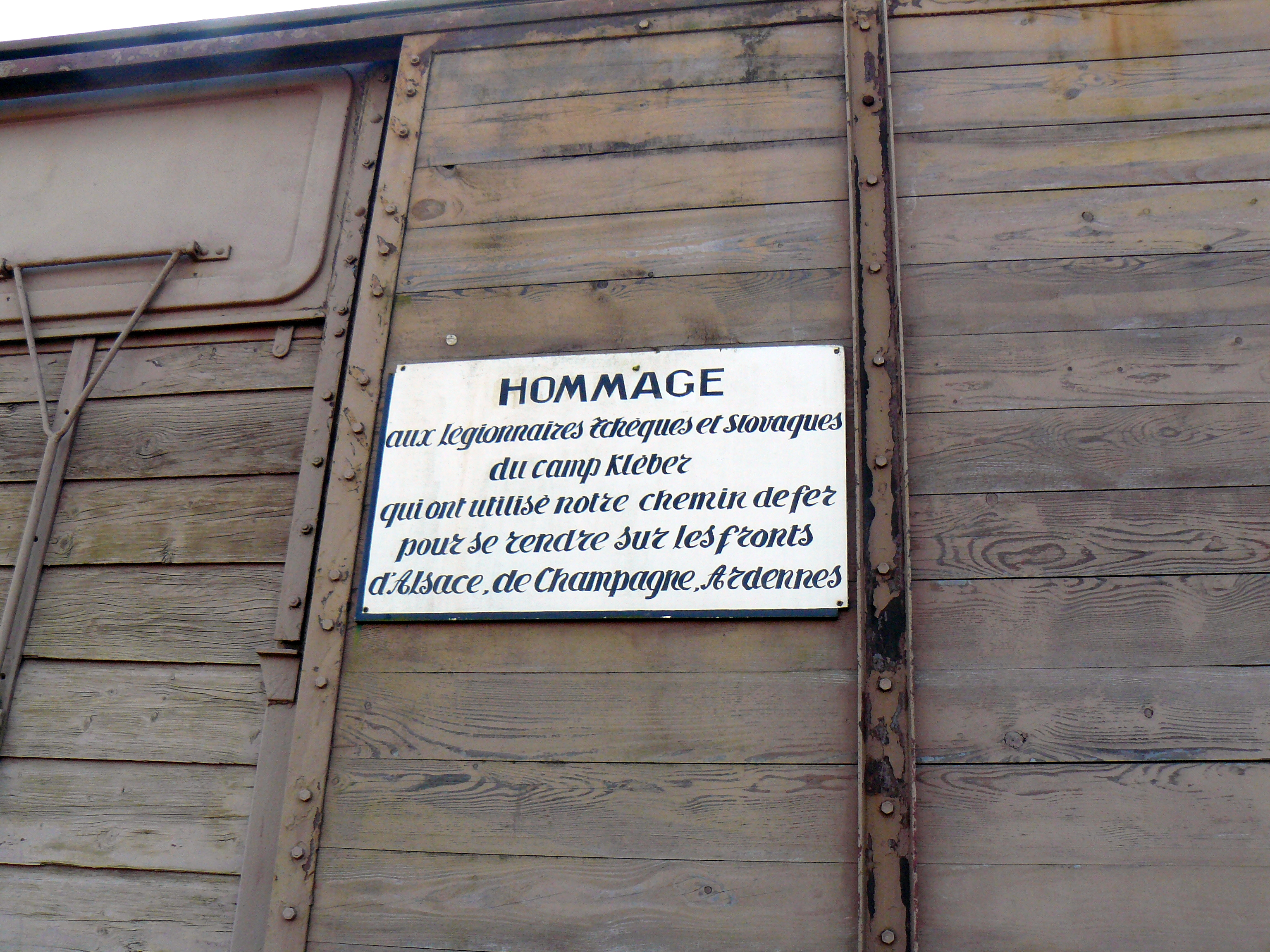
Wagon stationné au camp Kléber à Darney.
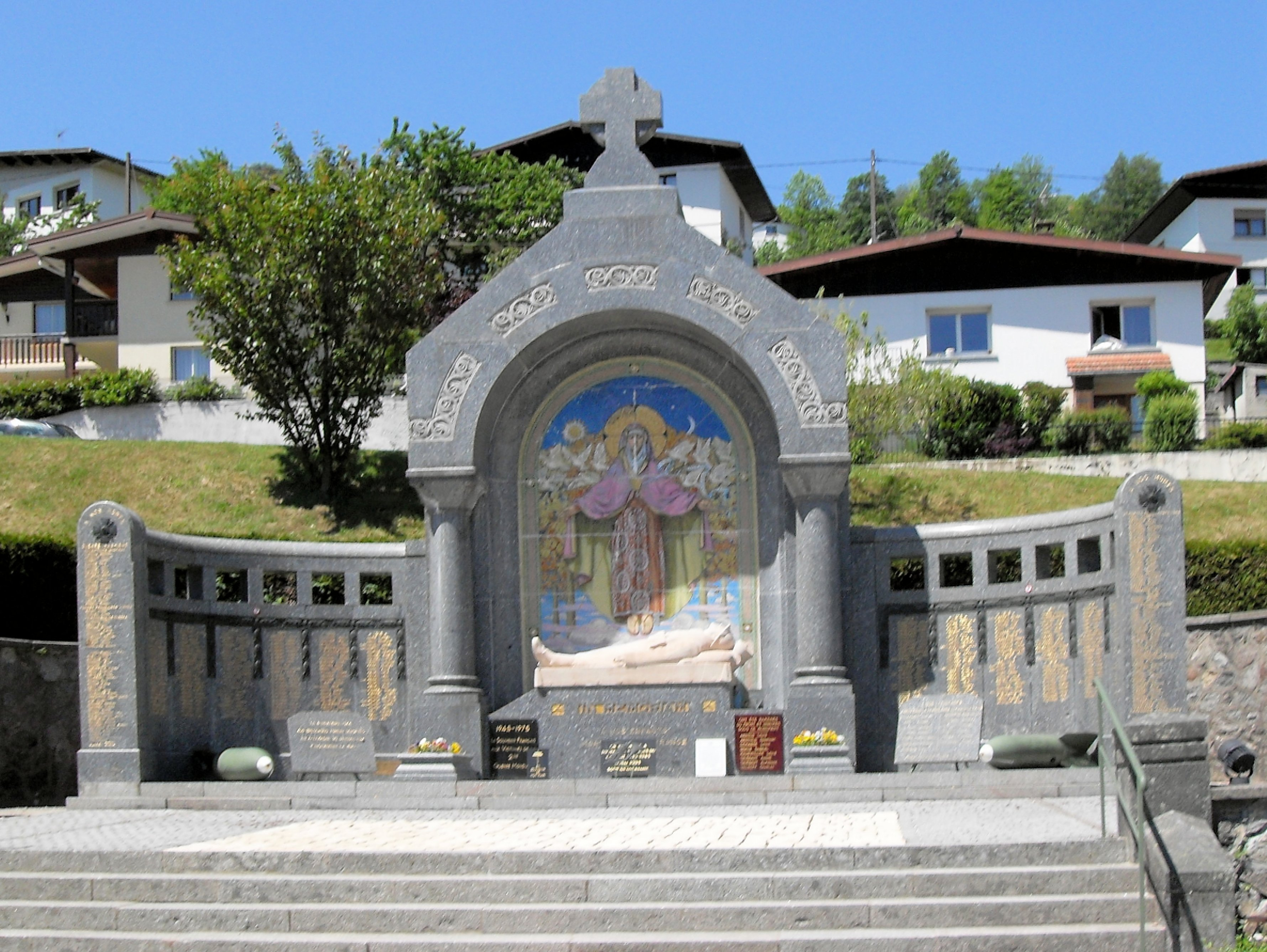
Monument aux morts à La Bresse.
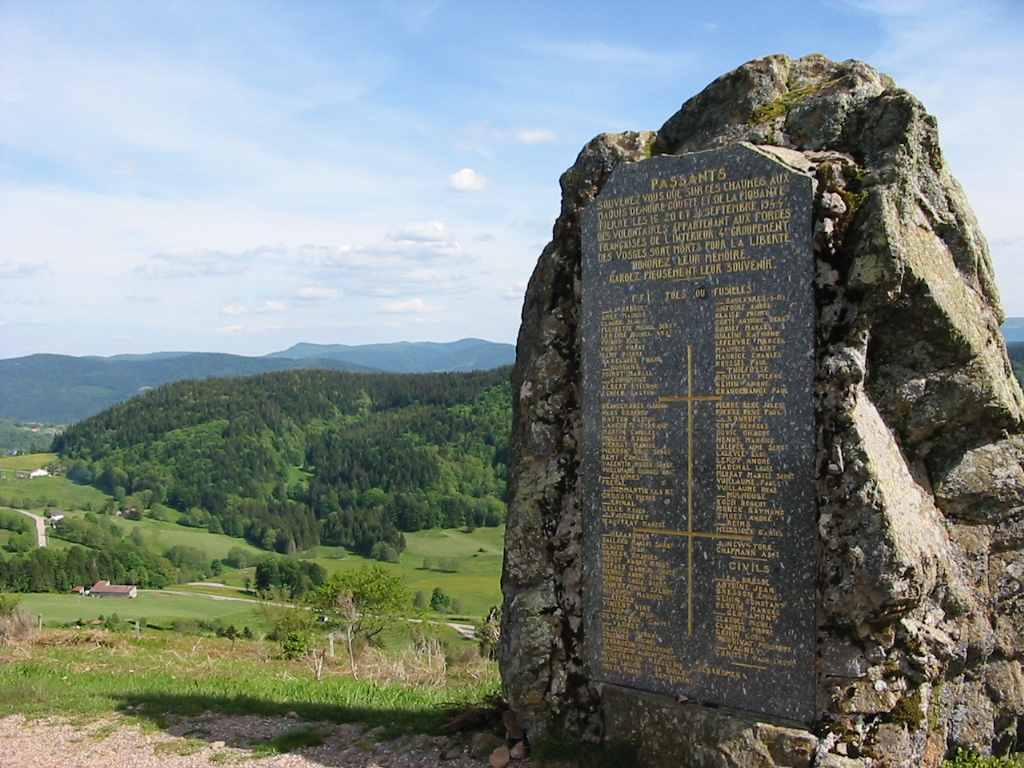
Monument des fusillés de la Résistance à Basse-sur-le-Rupt.
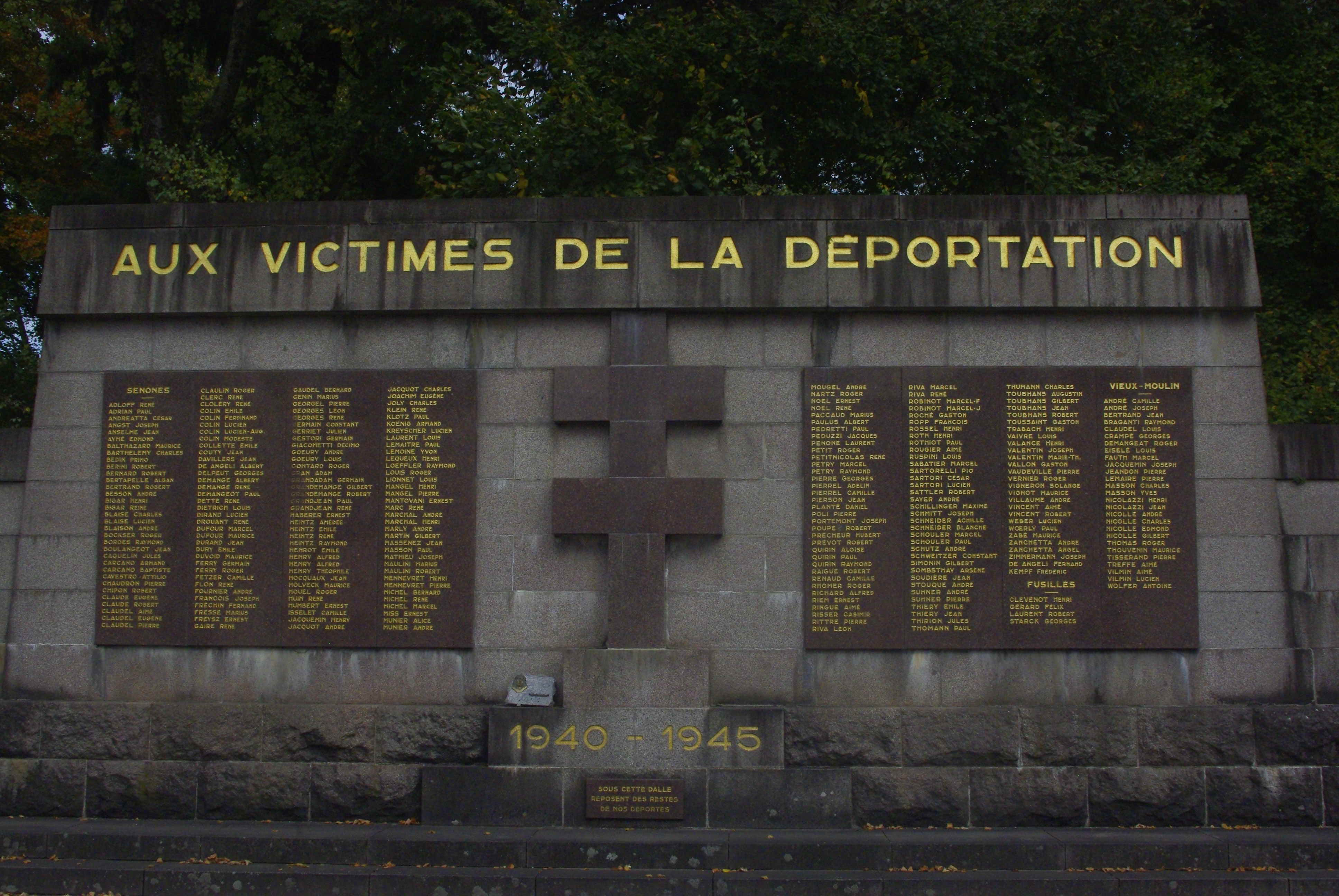
Le monument aux victimes senonaises de la déportation ;
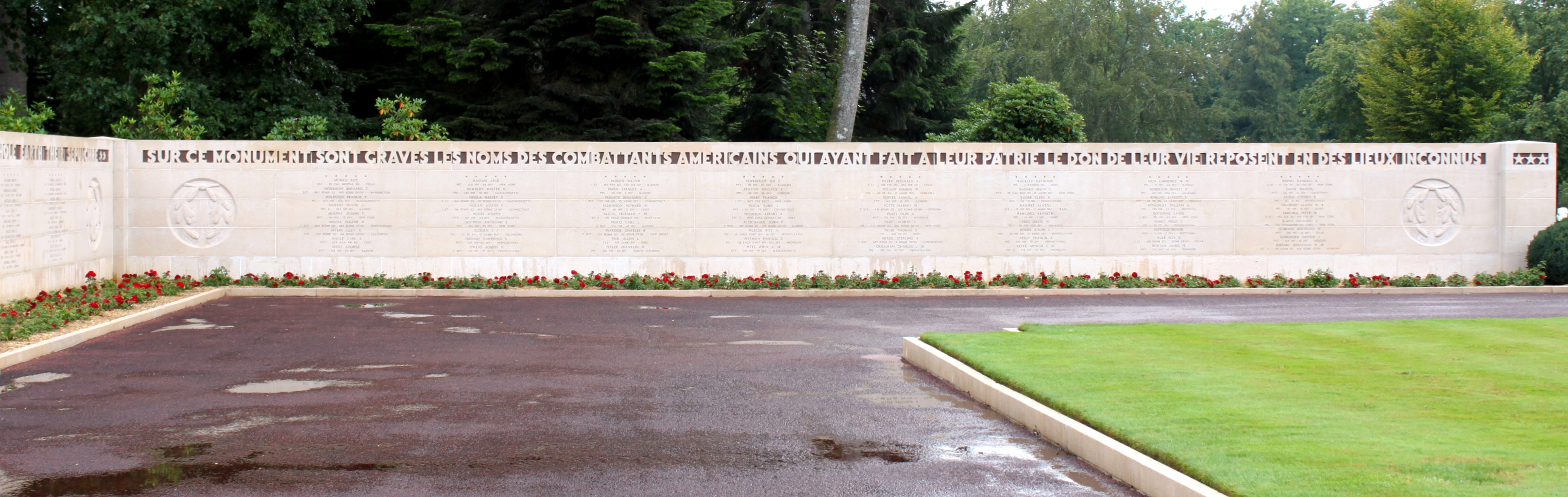
Cimetière américain d'Épinal à Dinozé.

- Ban-de-Sapt : Nécropole nationale de La Fontenelle, Cimetière et ossuaire français de la Première Guerre mondiale de la Fontenelle ;
- Basse-sur-le-Rupt : Monument des fusillés de la Résistance à la Piquante Pierre ;
- Darney : Mémorial du camp Kléber, hommage aux volontaires tchèques et slovaques de la Première Guerre mondiale ;
- Épinal : Cimetière et mémorial américains d'Épinal ;
- Nompatelize : Cimetière militaire et mémorial de la bataille de Nompatelize (6 octobre 1870);
- Nécropole nationale des Tiges à Saint-Dié-des Vosges ;
- Nécropole nationale du col de La Chipotte.

#### Journées consacrées à l'histoire et au patrimoine
Les Journées européennes du patrimoine (JEP) permettent aux visiteurs d'accéder à près de 120 sites, dont de nombreux lieux habituellement fermés au public.
Les journées nationales de l'archéologie (JNA) sont l'occasion de visites guidées par des spécialistes de sites peu connus, tels que le site archéologique des Fossottes ou les Hautes-Mynes du Thillot.
Tous les ans, en octobre, la Fédération des sociétés savantes des Vosges organise les Journées d'Études Vosgiennes ; trois jours de conférences et de visites consacrées à une ville du département.

### Musées
Le premier musée départemental des Vosges fut inauguré à Épinal en 1829.

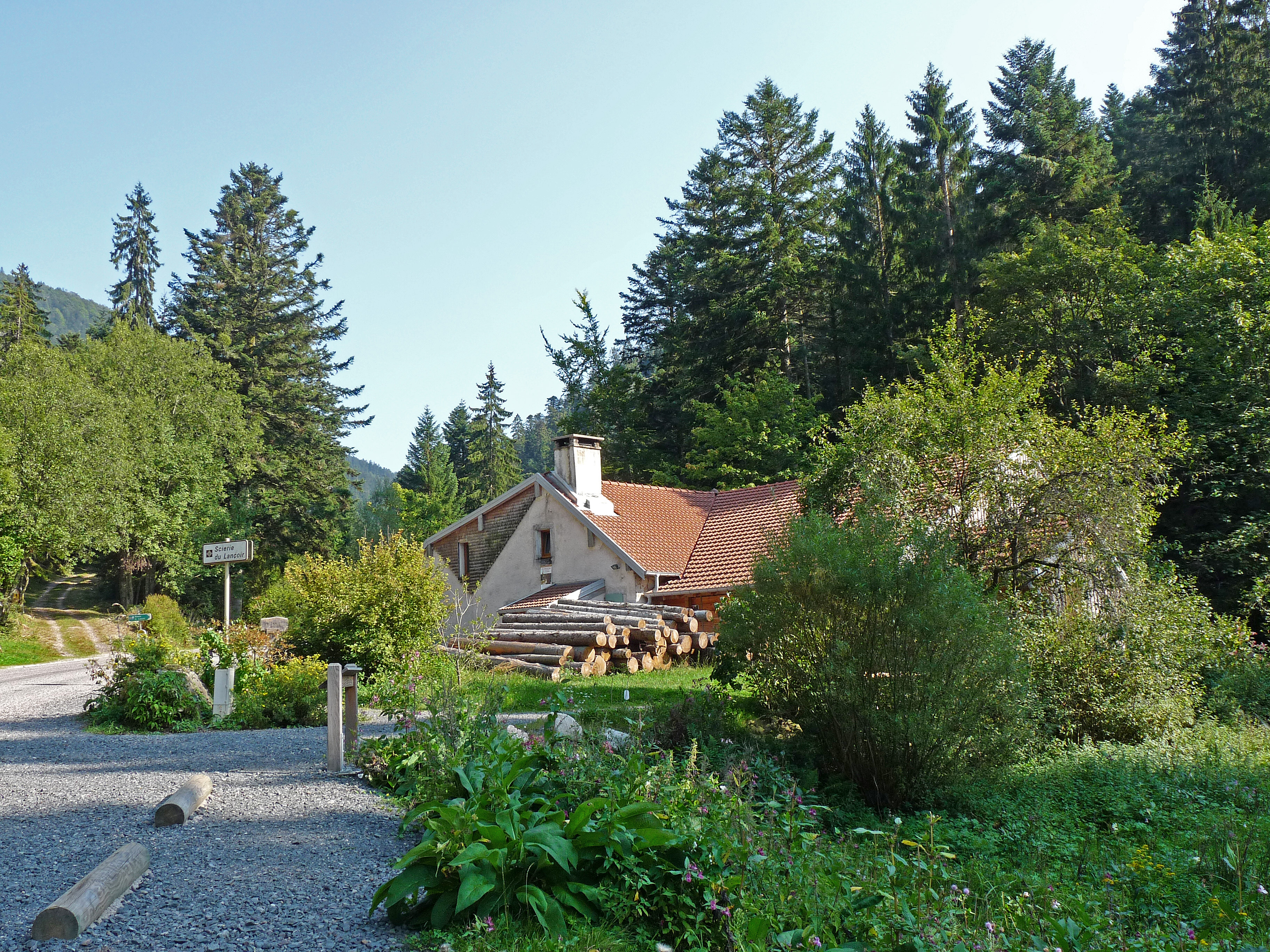
Haut-fer et scierie du Lançoir à Ban-sur-Meurthe-Clefcy.
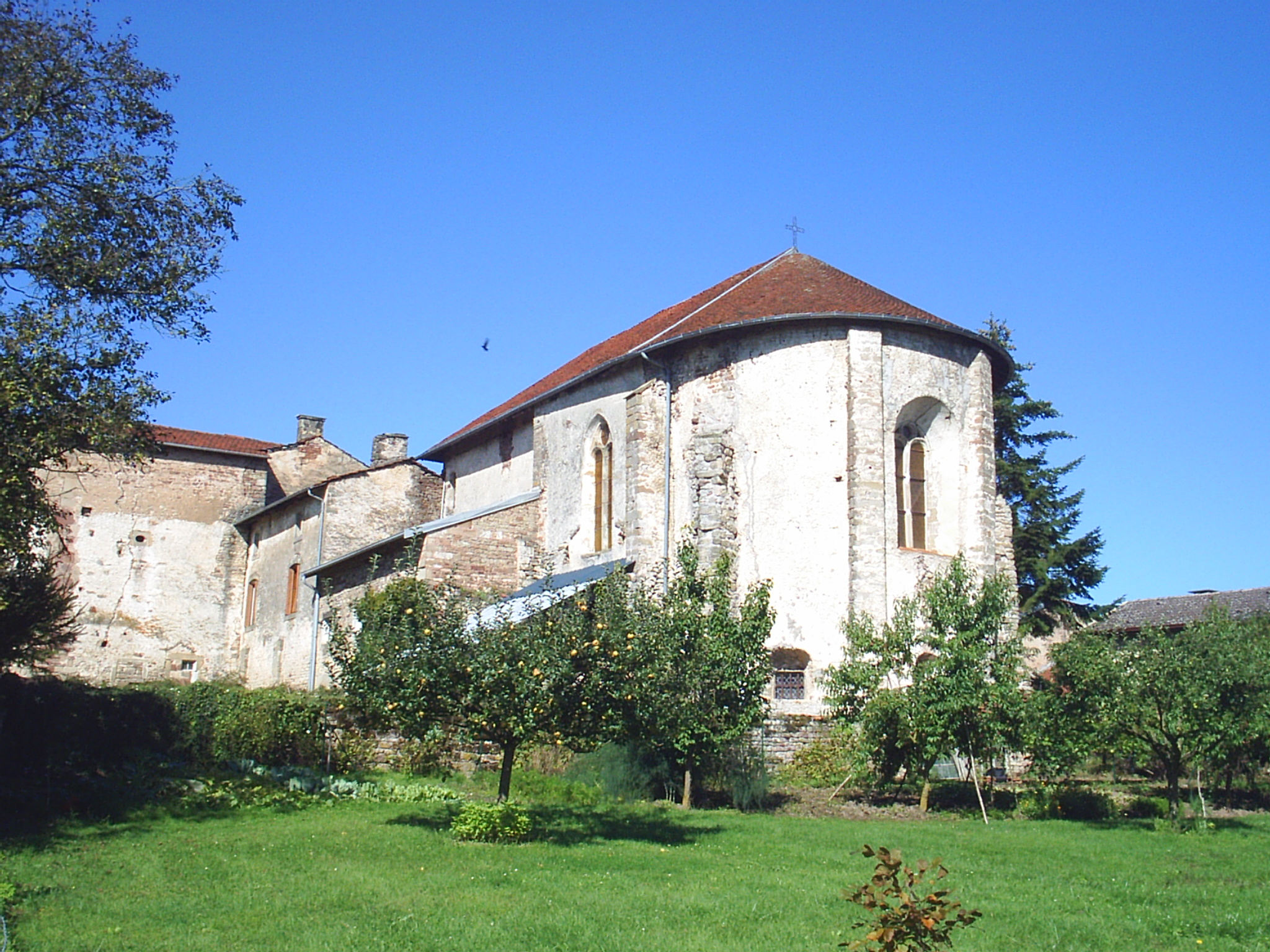
Musée archéologique et lapidaire de l'abbaye Sainte-Maure de Bleurville.
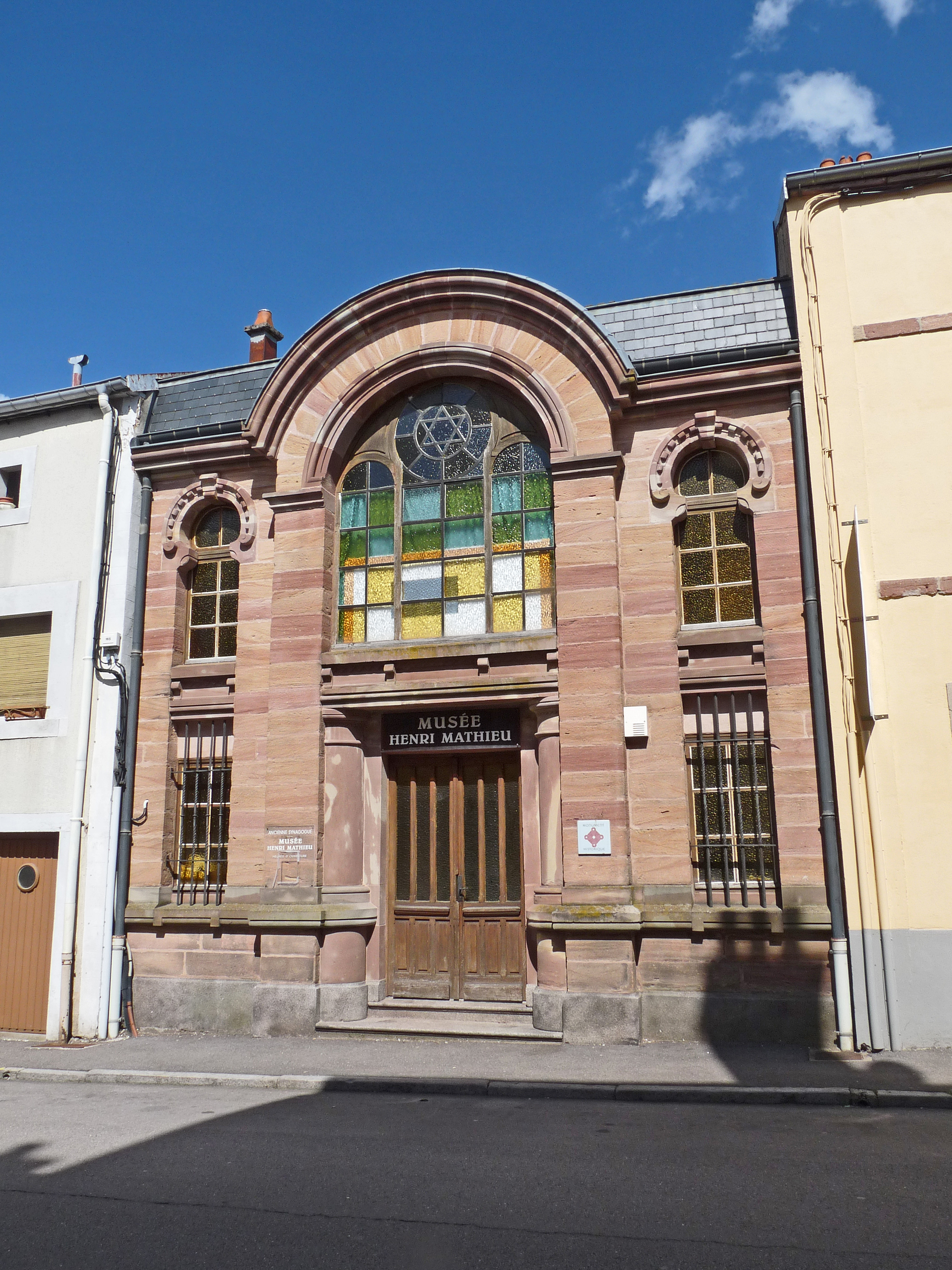
Musée Henri-Mathieu à Bruyères.
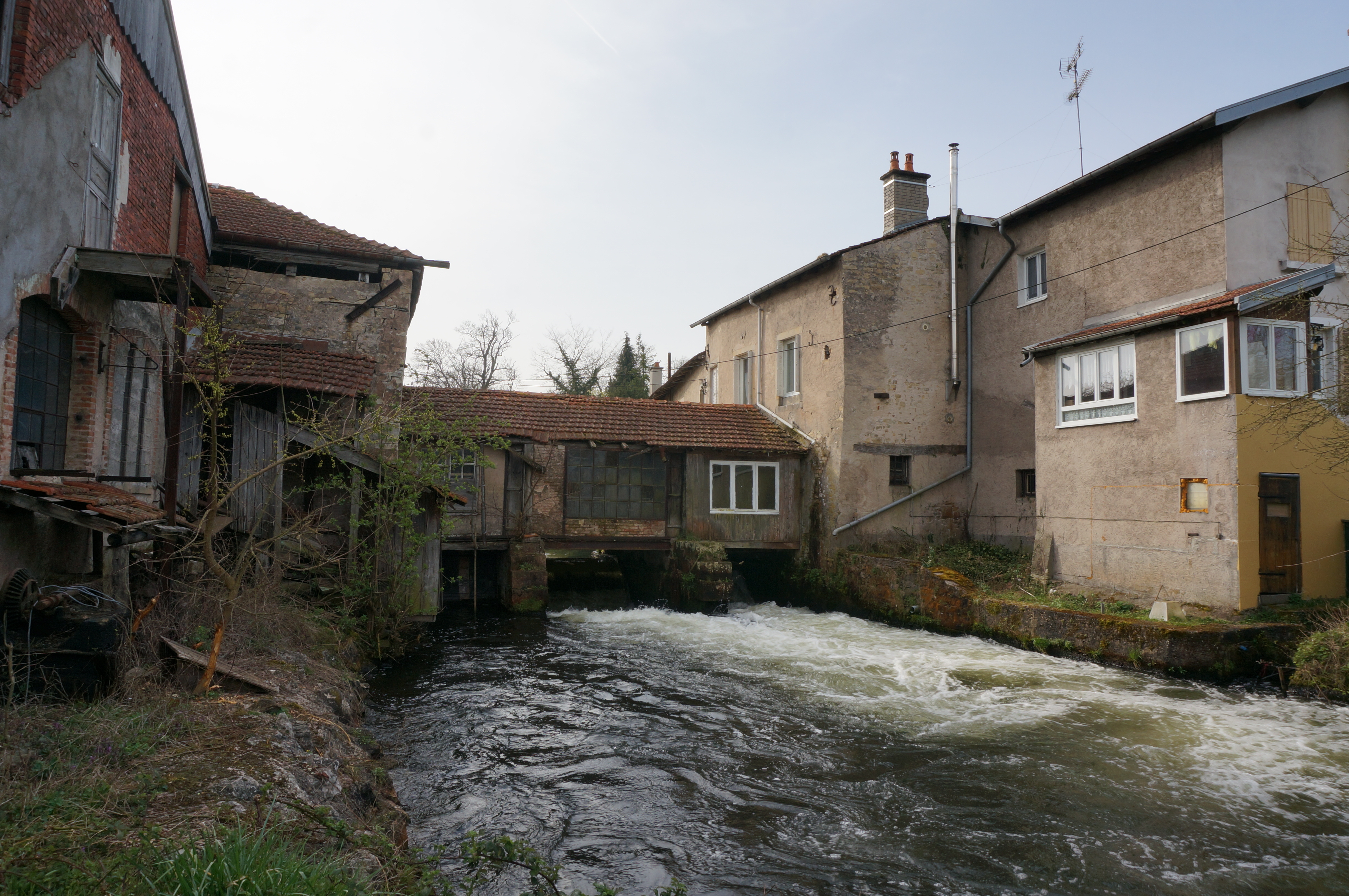
Le barrage de l'écomusée du Battant de Charmes.
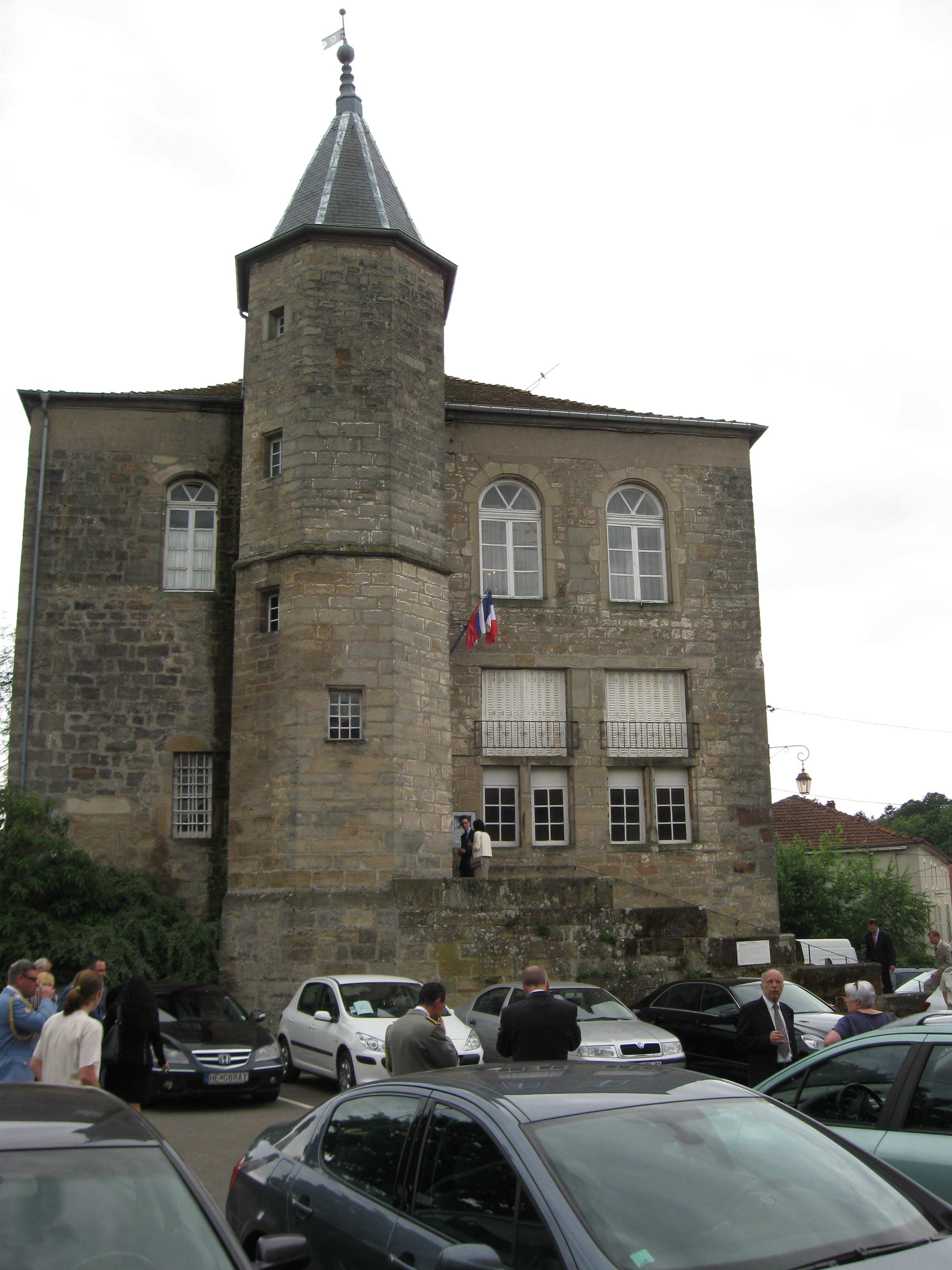
Darney, le musée franco-tchécoslovaque à Darney.
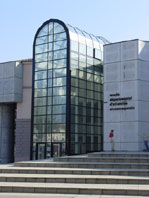
Musée départemental d'art ancien et contemporain à Épinal.
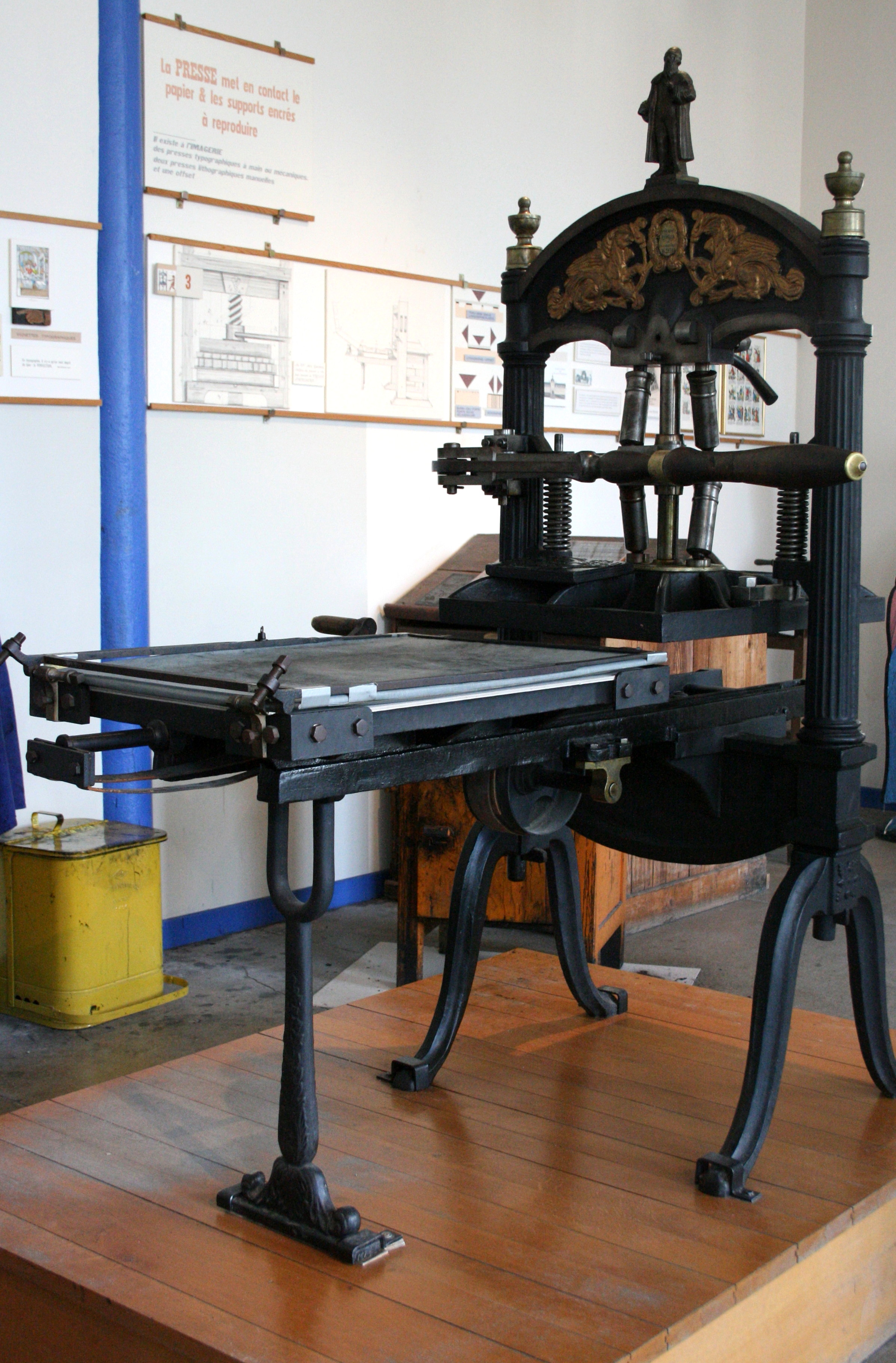
Imagerie d'Épinal.
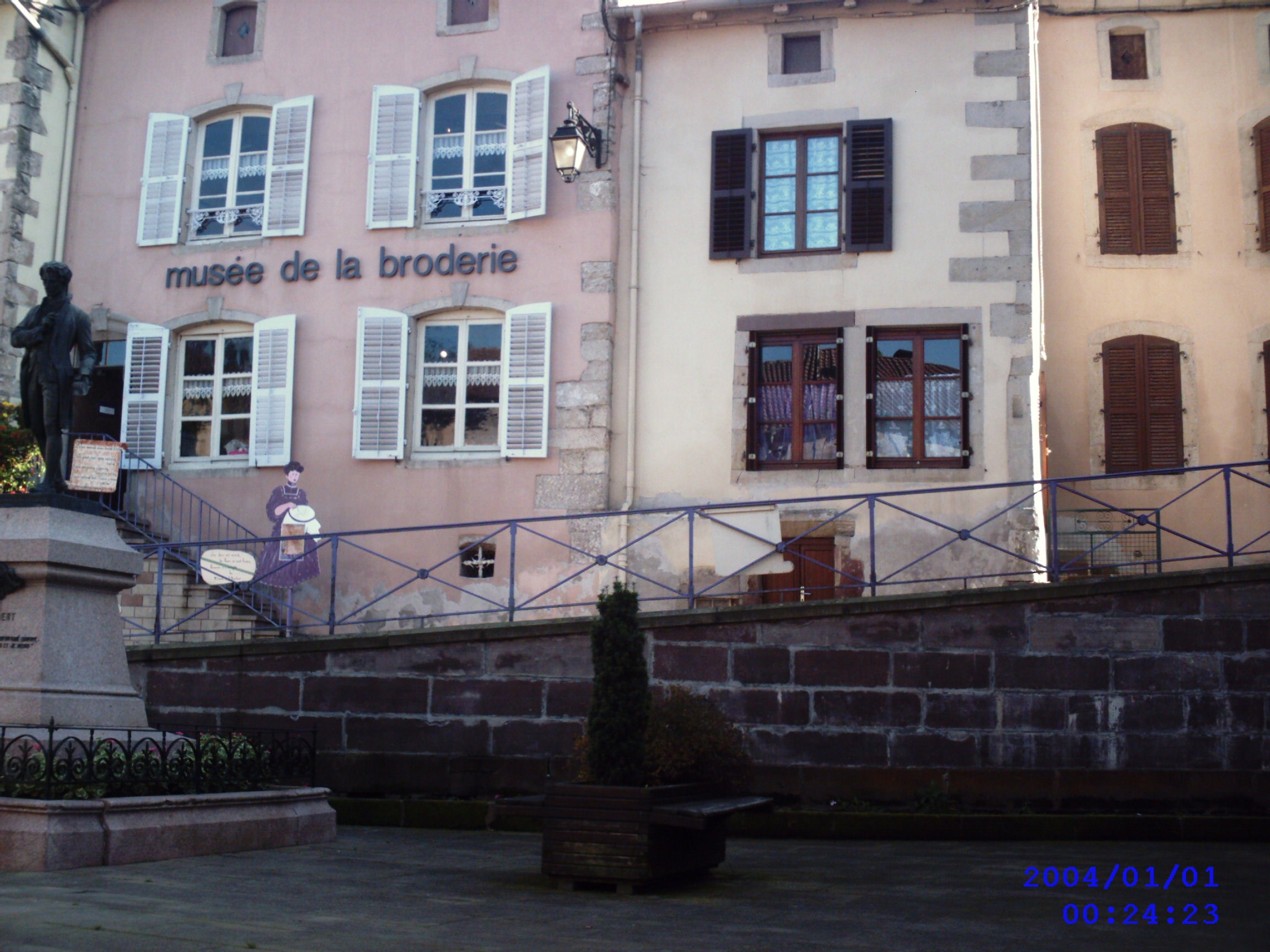
Musée de la broderie à Fontenoy-le-Château.
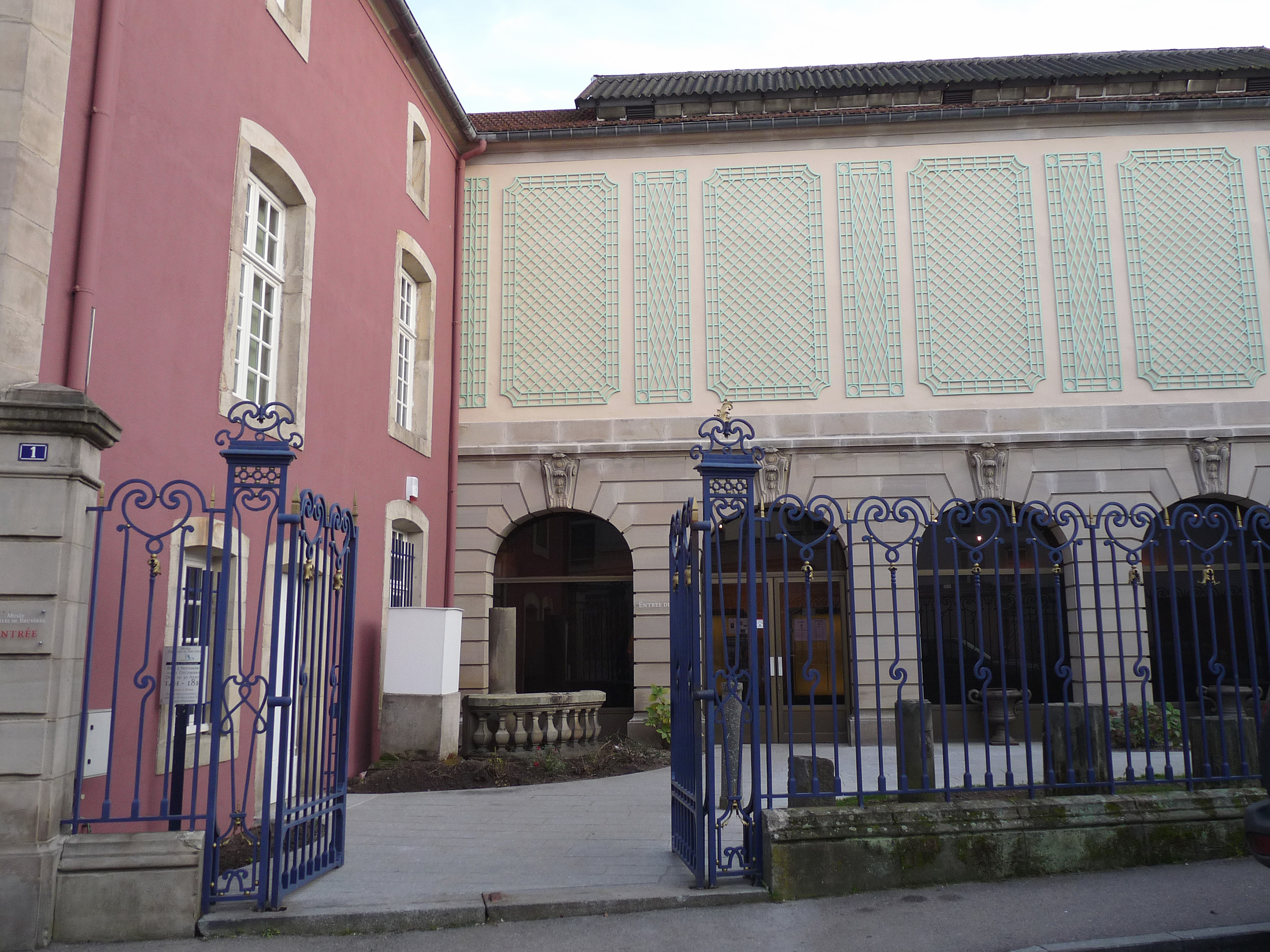
Musée Charles-de-Bruyères à Remiremont.
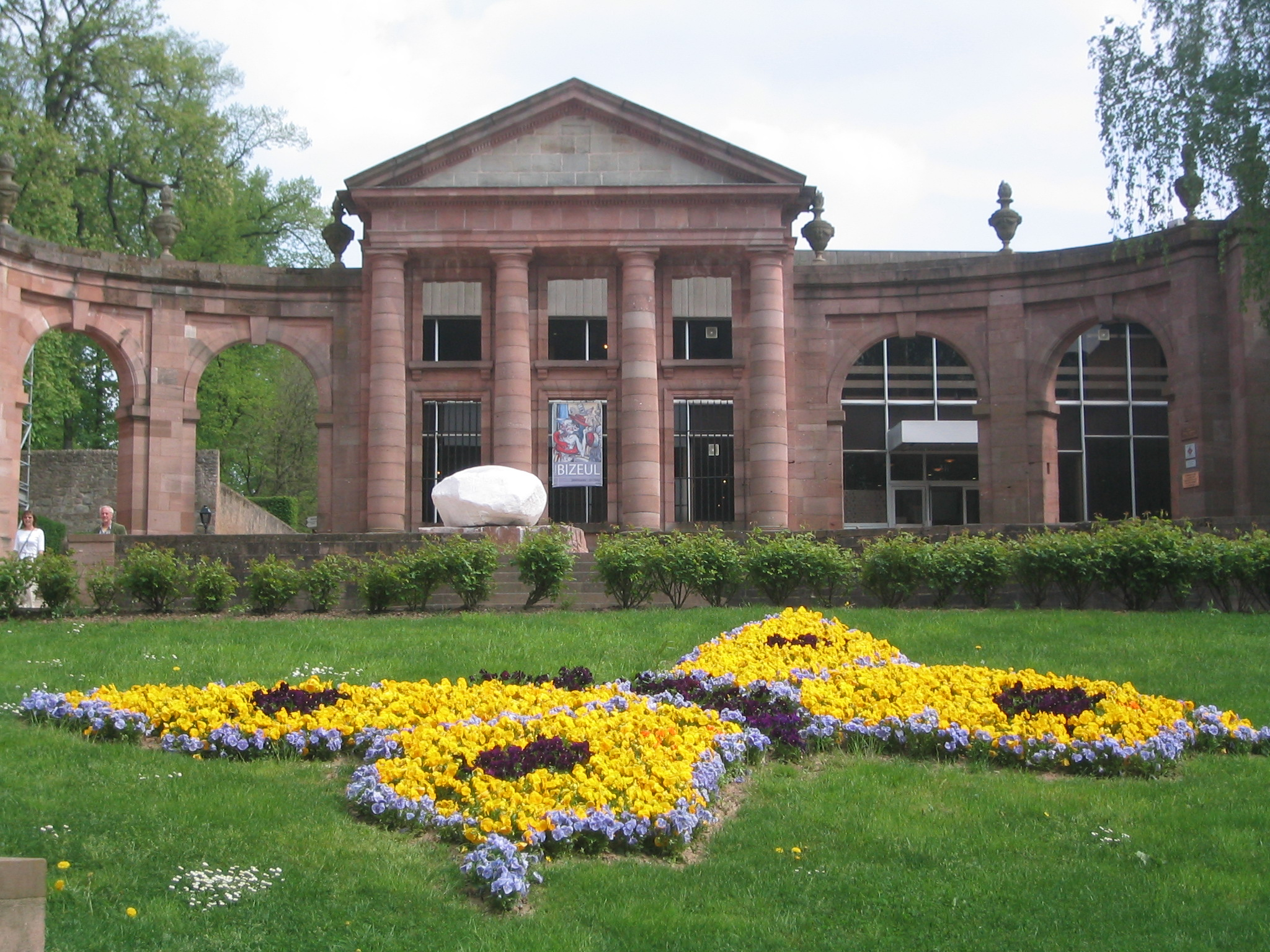
Musée Pierre Noël à Saint-Dié-des-Vosges.
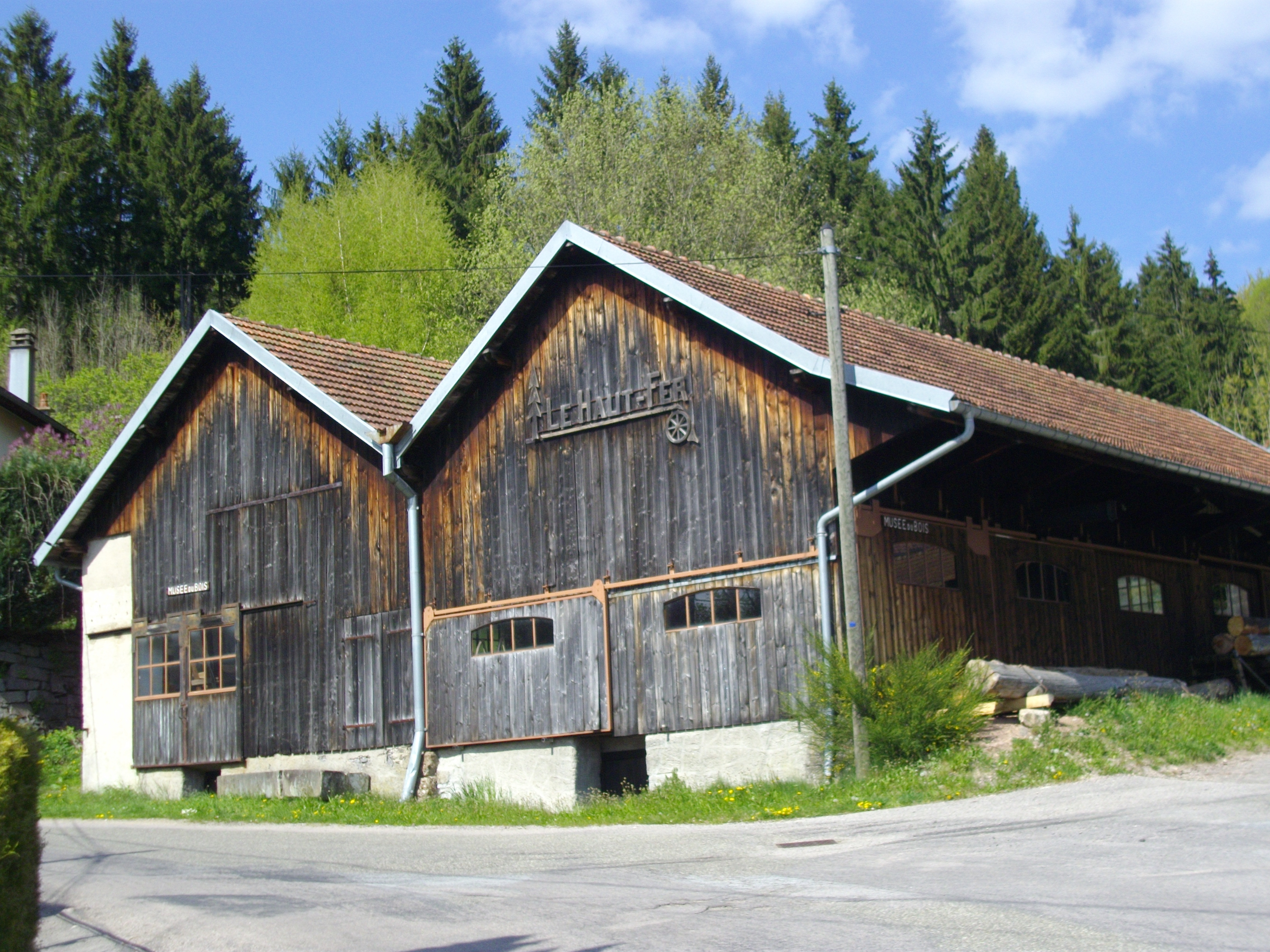
Musée du bois à Saulxures-sur-Moselotte.
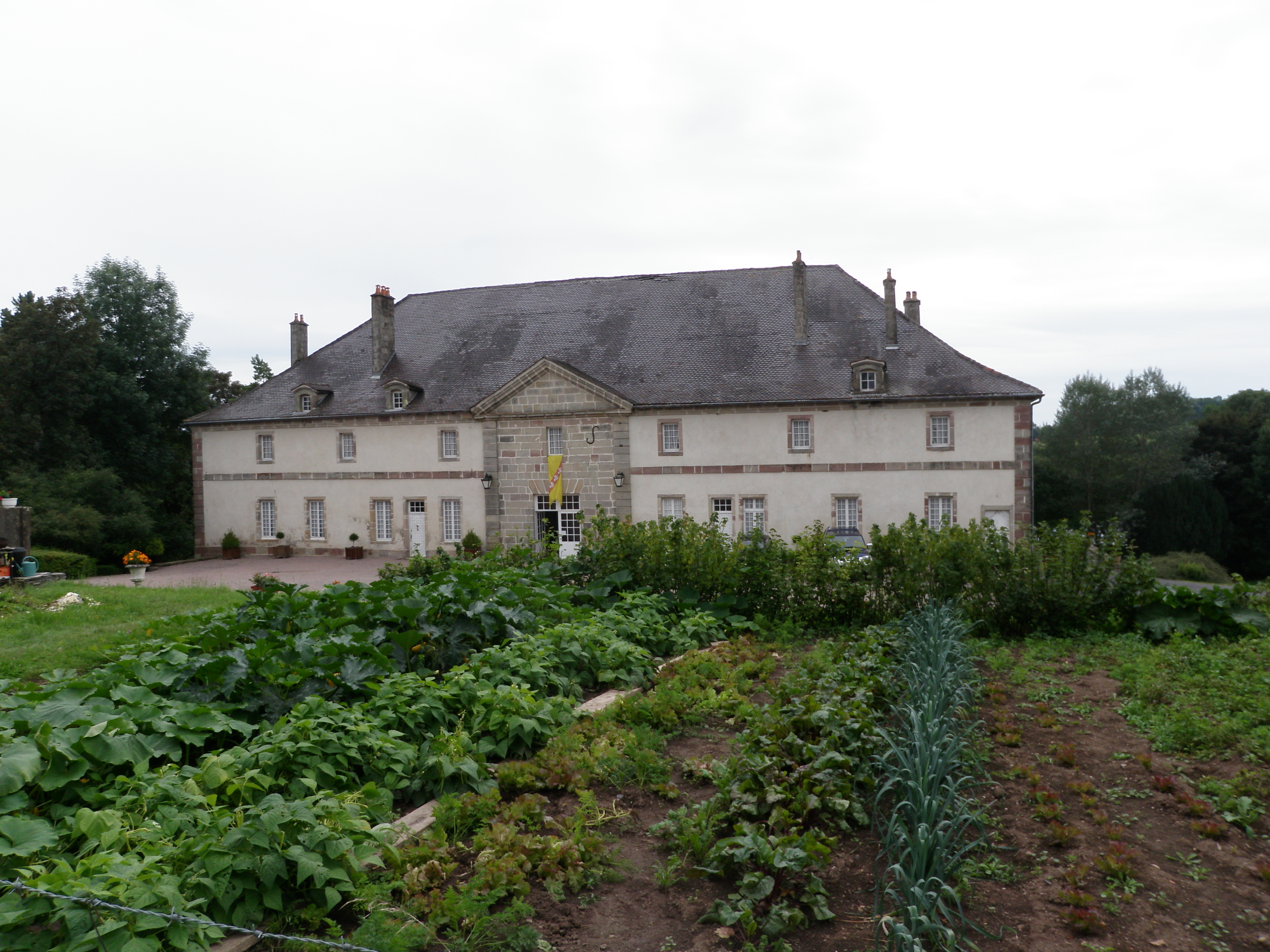
Musée Ève Lavallière au Château de Thuillières.
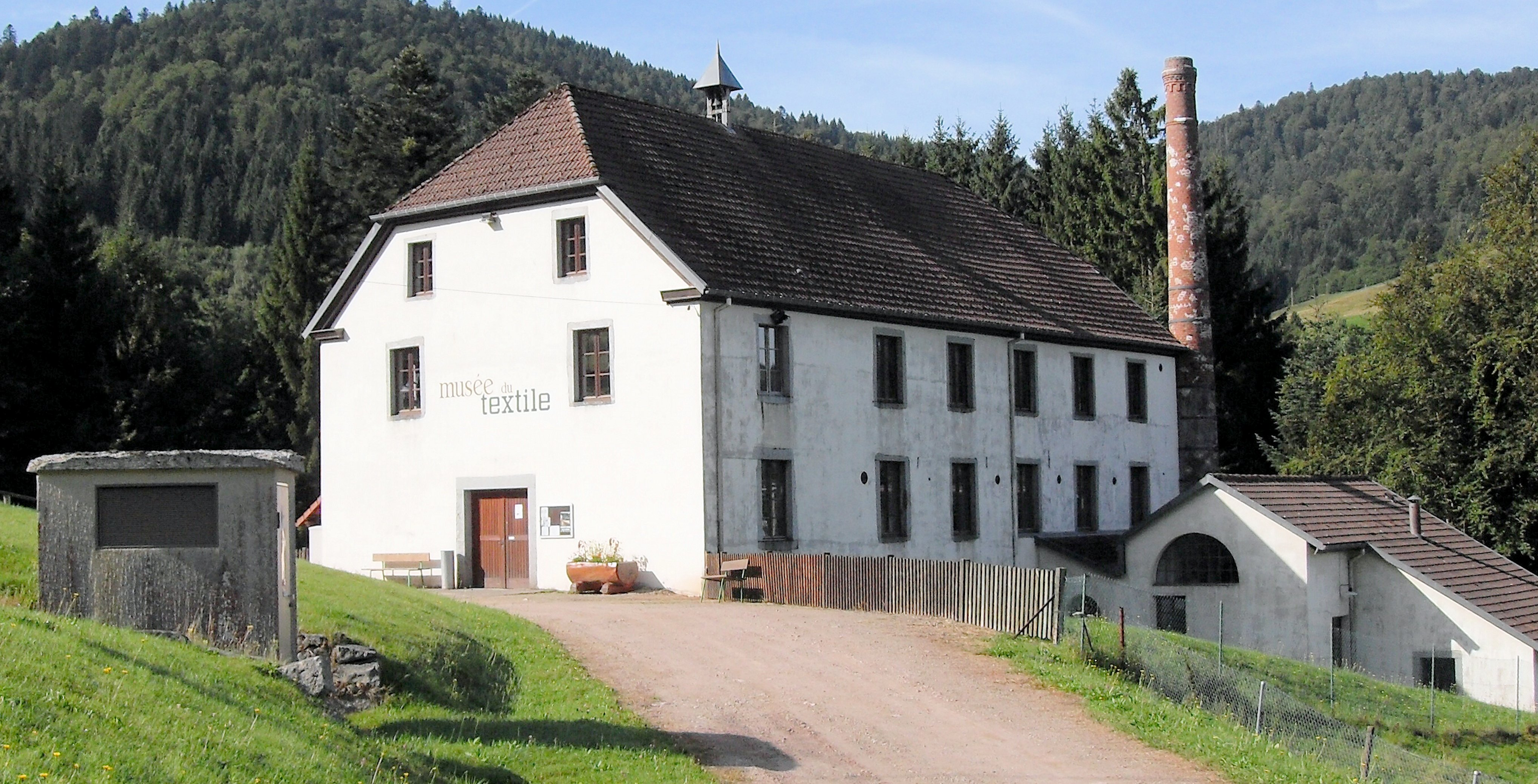
Musée du textile des Vosges à Ventron.
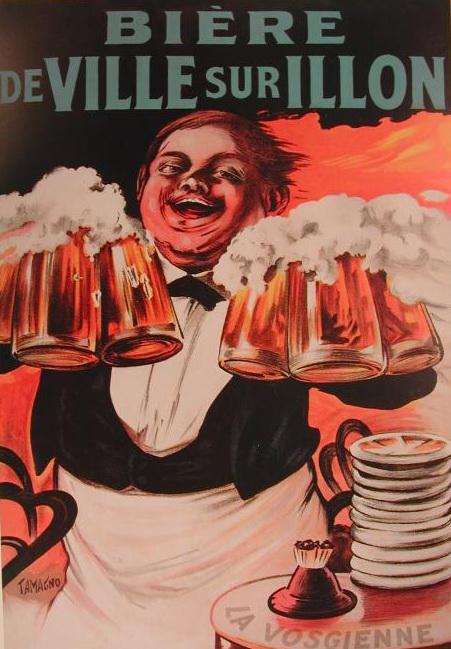
Écomusée vosgien de la brasserie à Ville-sur-Illon.

### Musiqueetarts du spectacle
- Lutherie de Mirecourt
- Épinette des Vosges
- Orgues[50]. L'inventaire réalisé en 1991 fait état de 163 instruments[51]. Une commune sur quatre est donc dotée d'au moins un orgue. Le nombre d'instruments permet de classer le patrimoine organistique du département des Vosges parmi les 10 premiers départements français[52]. Ce qui explique l’importance des concerts d’orgues[53] et le nombre d’organistes[54] contribuant à l’animation musicale dans les Vosges.

#### Les chanteurs, humoristes, conteurs, poètes vosgiens
- René Aubry
- Serge Aubry
- Aimé Duval
- Nicolas Gilbert
- Alain Schneider
- Claude Vanony
- Pierre Waidmann
- Dominique Walter

### Métiers d’art et conservation du patrimoine
Le savoir-faire des différents métiers d’art a permis des réalisations concourant à la conservation du patrimoine vosgien et des créations contemporaines accessibles au public.
L’exemple des facteurs d’orgues est particulièrement représentatif depuis longtemps, mais on note aussi des artistes qui ont enrichi notre patrimoine dans de nombreux domaines, comme :
- Claude Bassot ; Nicolas Bellot ; Phil Castaza ; Nicolas Chuppin ; Claude Crocq ; Claude Gellée, dit "Claude Le Lorrain" ; Charles Louis Gratia ; Jean Hutin ; Bertrand Maillet ; Alphonse Monchablon ; Jan Monchablon ; Jean Montémont[56], Henri Valentin, Louis Vivin, ... ;
- la Manufacture vosgienne de grandes orgues[57],[58] ;
- les menuisiers en siège de Liffol-le-Grand, inscrit dans l'inventaire du patrimoine culturel immatériel en France.

#### Patrimoine vivant
Le Label « Entreprise du patrimoine vivant » (EPV) a été attribué à 9 entreprises dans les Vosges, sur 1247 entreprises en France en 2015. Cette distinction récompense les entreprises françaises aux savoir-faire artisanaux et industriels d'excellence,.
Expérimenté dans le Pays des Vosges saônoises et en Déodatie, le parc naturel régional des Ballons des Vosges propose un nouveau programme délibératif sur le Patrimoine Culturel Immatériel en partenariat avec une communauté de communes haut-rhinoises.

### Tourisme d'affaires
Le tourisme d'affaires dans les Vosges semble essentiellement axé sur le tourisme, l’événementiel… Des sociétés spécialisées proposent dans le département l'organisation de séminaires d'entreprise et Team building, à Gérardmer, La Bresse, Le Ménil, Vittel, etc.
Le développement du tourisme d'affaires et la communication événementielle de groupes, appelés également « MICE » (Meetings, Incentive, Conventions, Events) : séminaires (enseignement), congrès (événements professionnels), salons, festivals… est en récession en Lorraine comme partout en France.

### Tourisme gastronomique

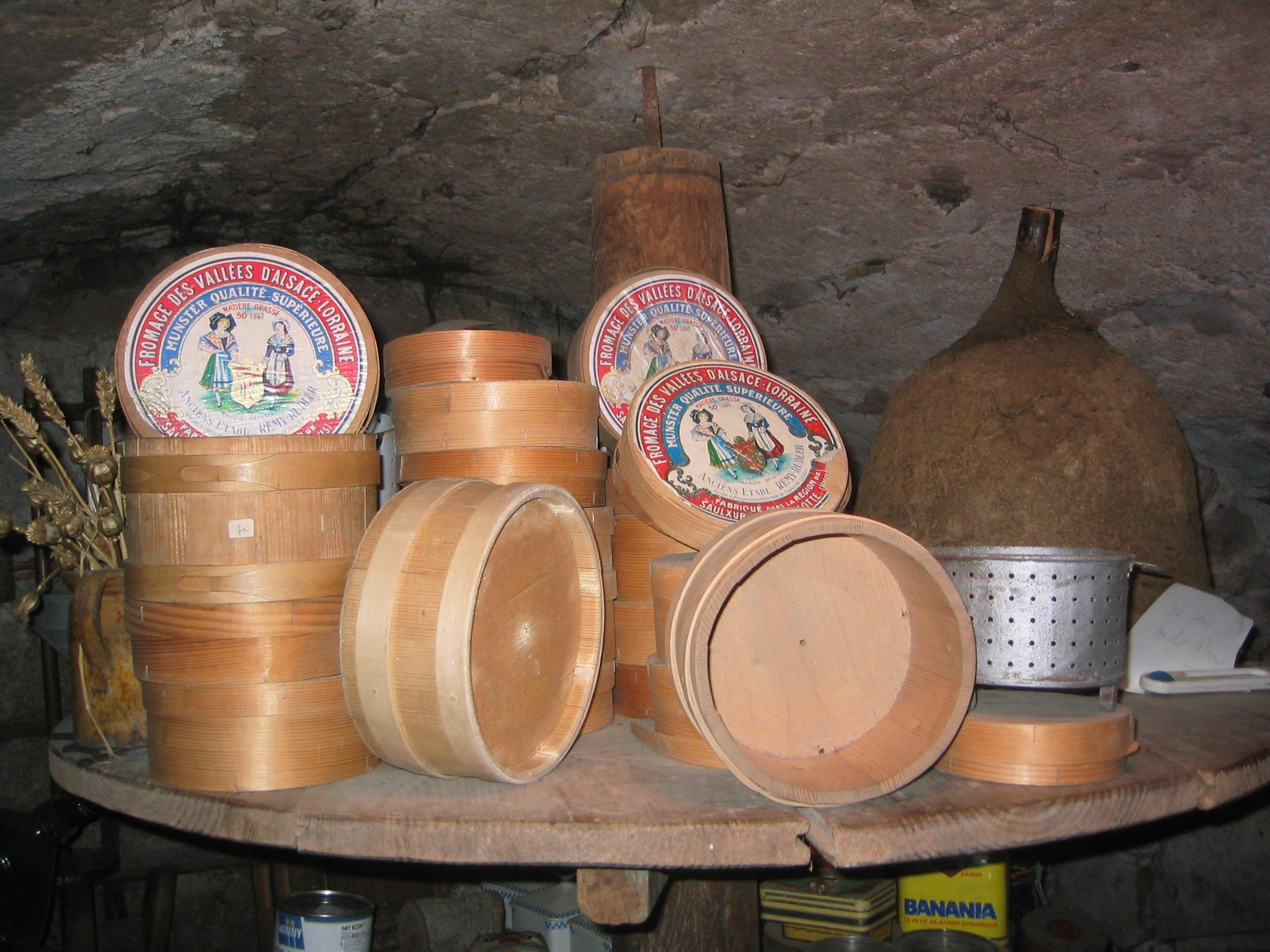
Fromages vosgiens.
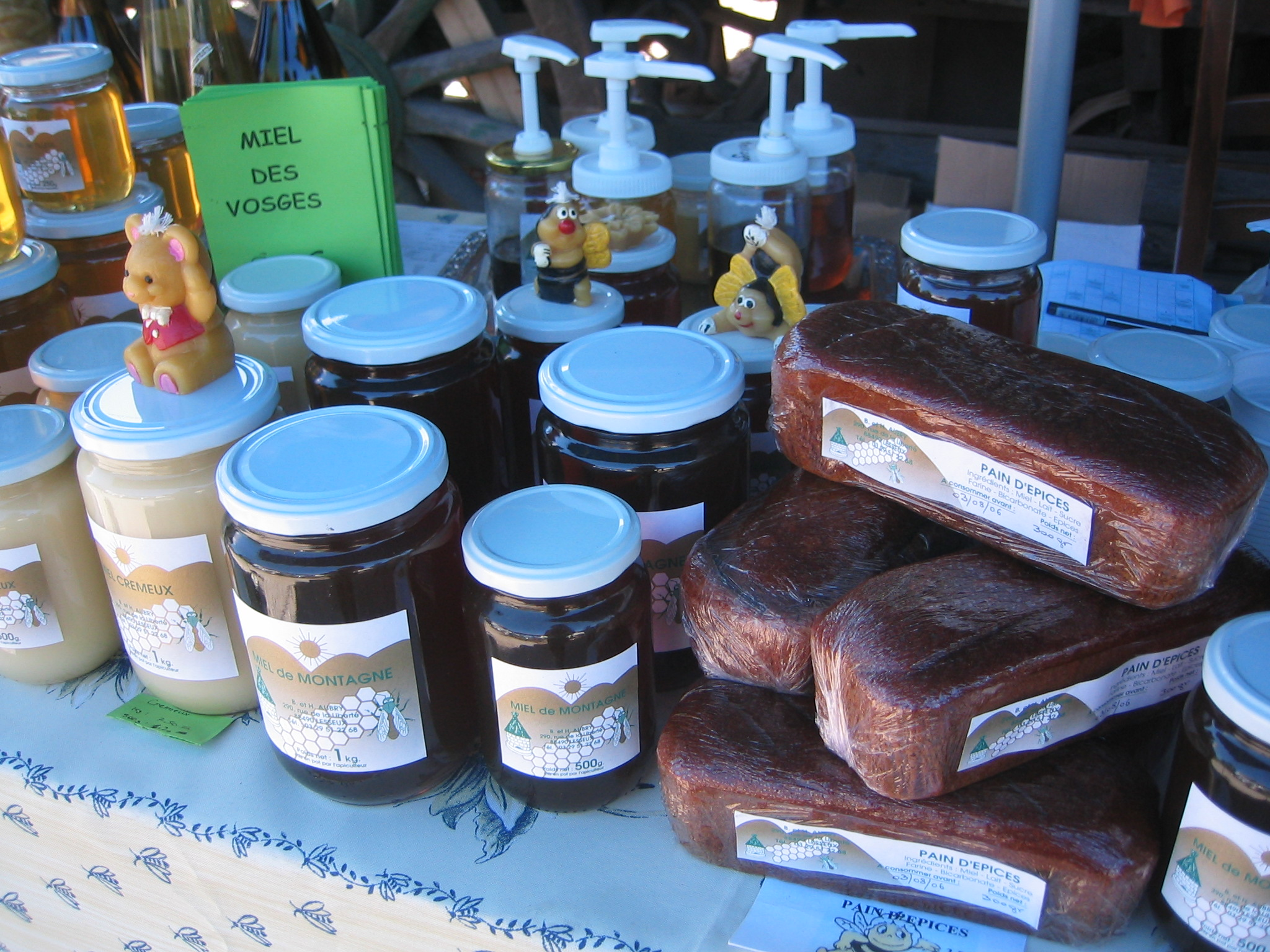
Produits au miel des Vosges.
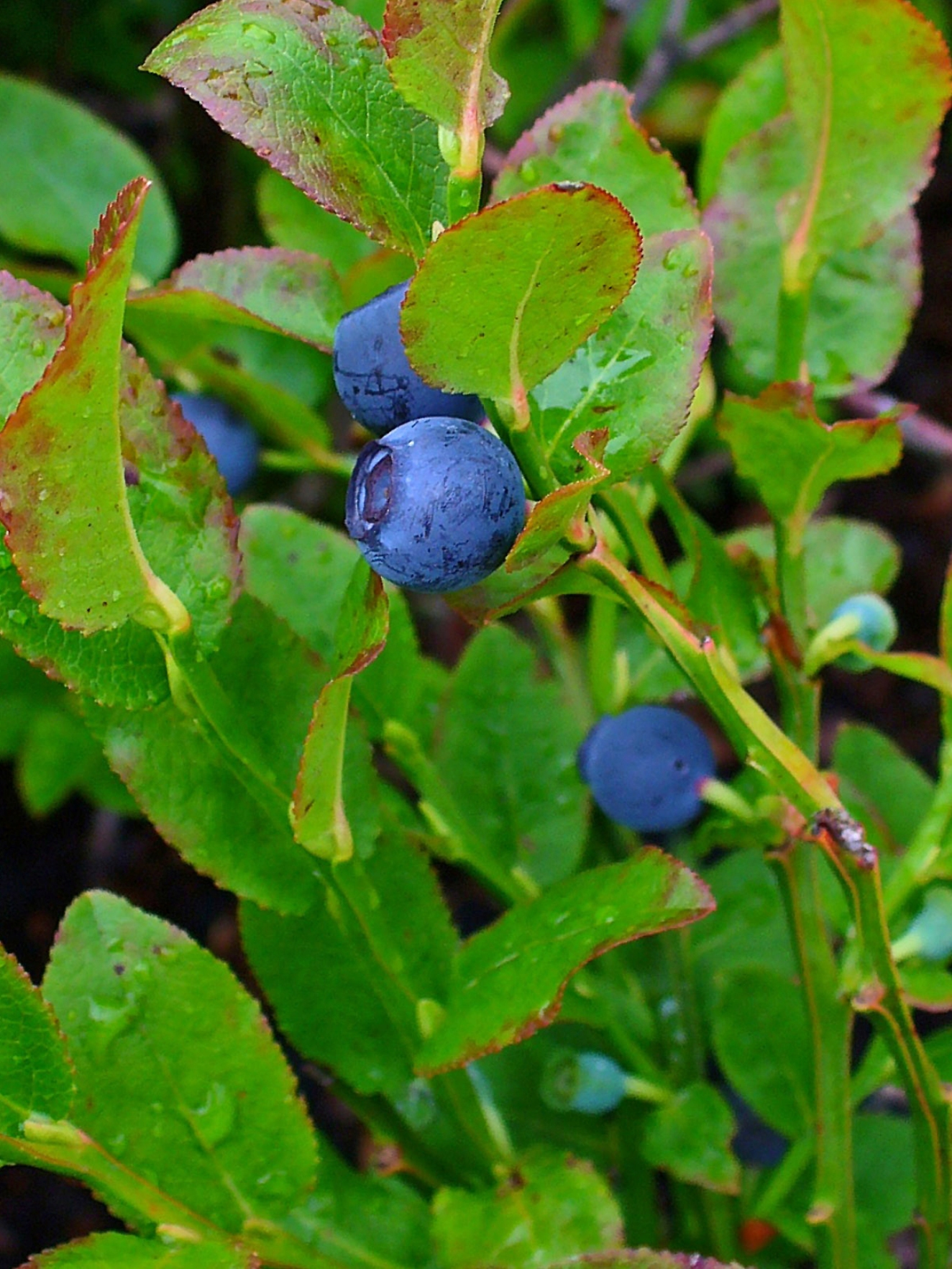
Les myrtilles appelées « brimbelles » dans les Vosges.
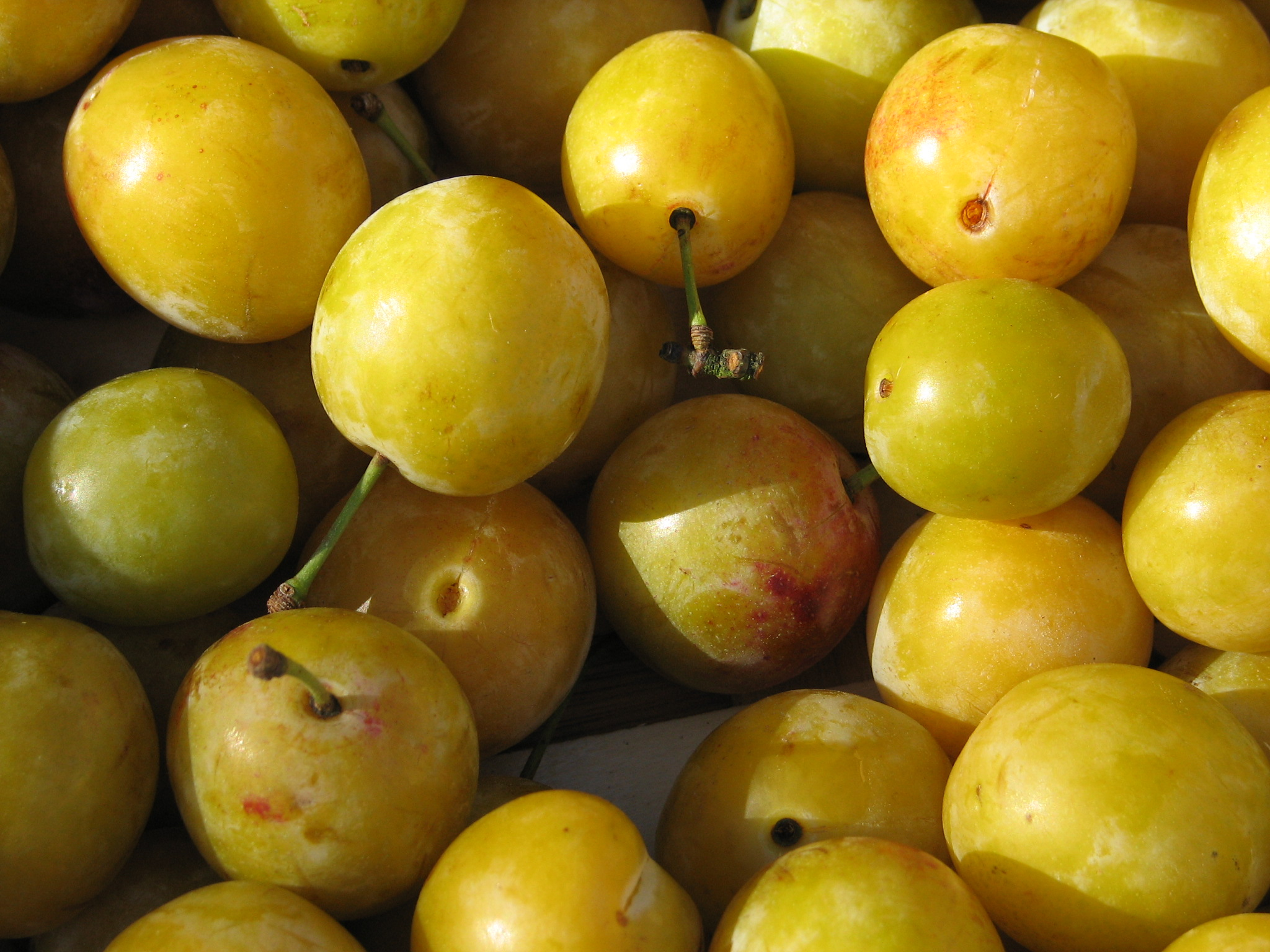
Mirabelles.
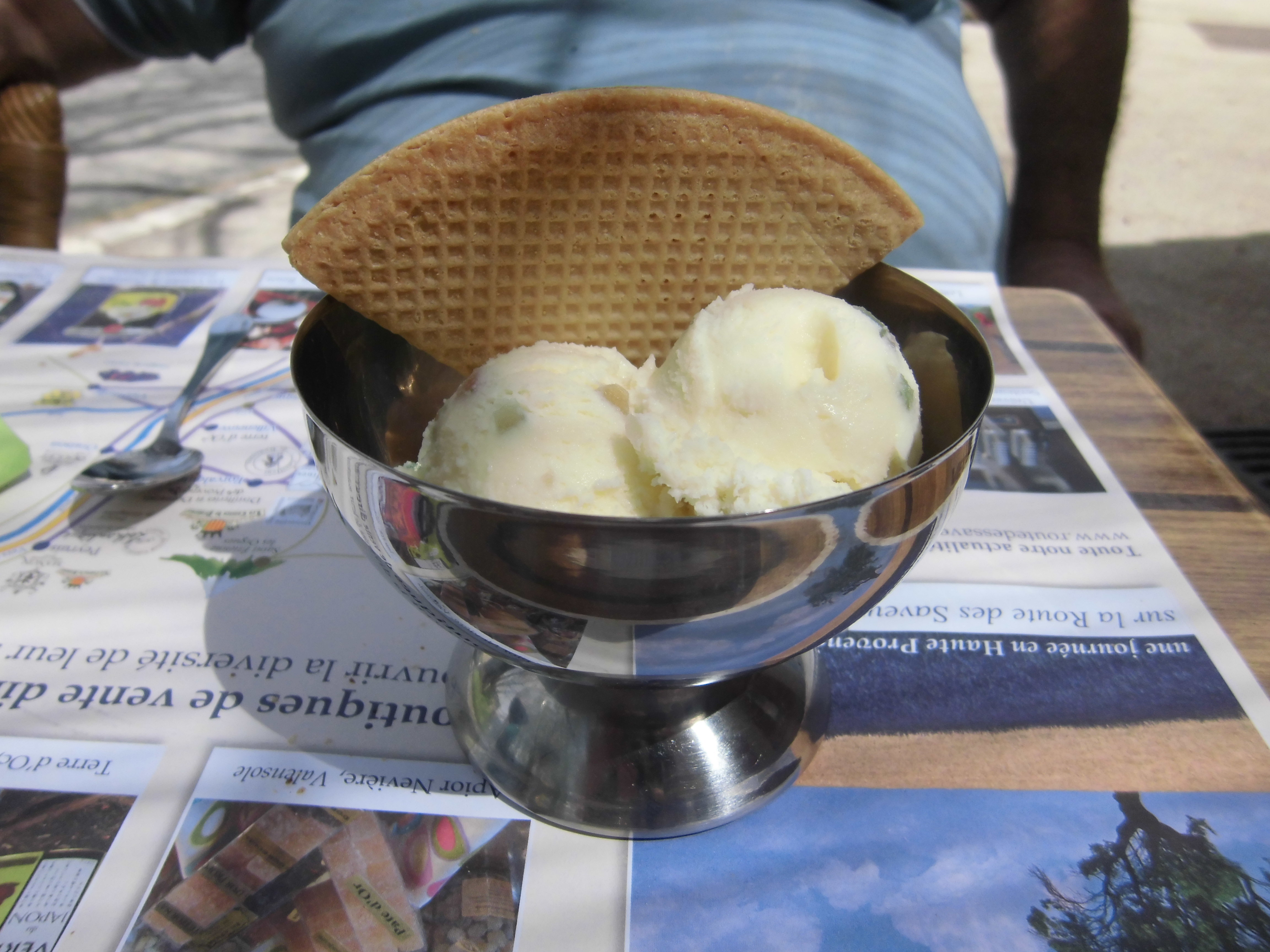
Glace Plombières.
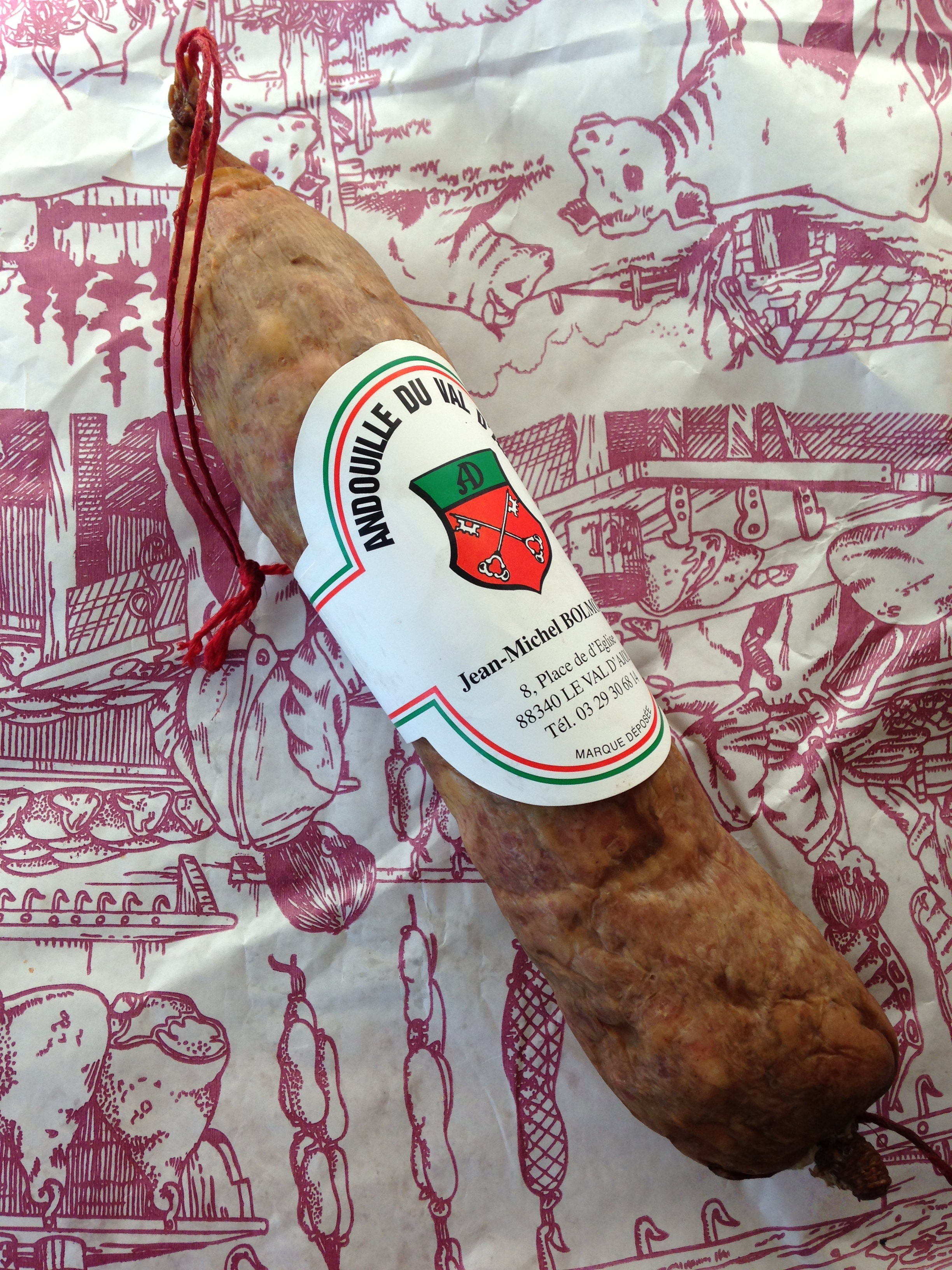
L'andouille du Val d'Ajol.
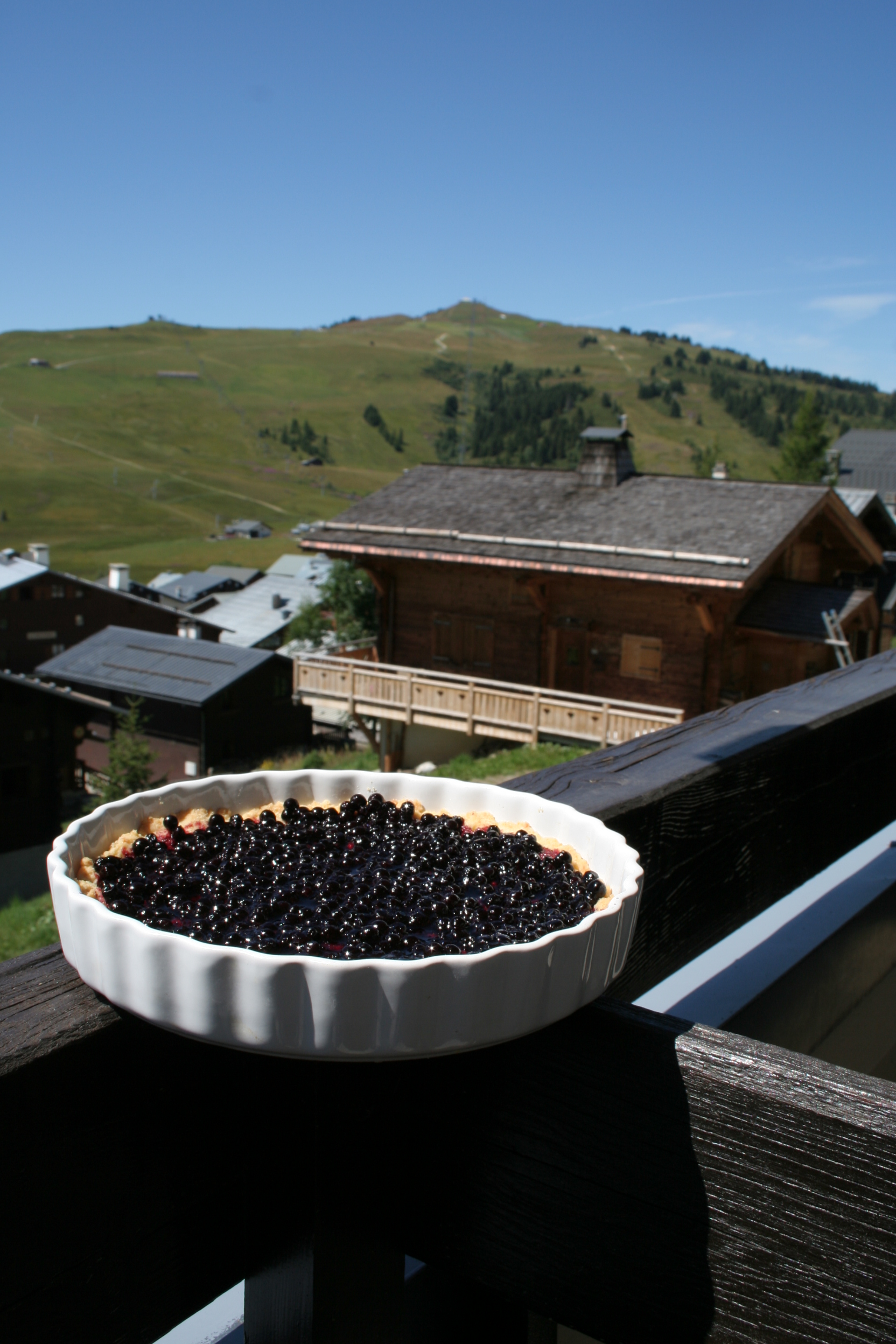
Tarte aux myrtilles sauvages.

Voici une liste non exhaustive des produits et spécialités vosgiennes :
- Fromages : le géromé fabrication fermière (apparenté au munster), le bargkass et le brouère.
- Pain d'anis.
- Pain Gallu de Saint-Dié.
- Nonettes de pain d'épice fourré de Remiremont.
- Bras de Vénus de Remiremont.
- Miel de sapin des Vosges.
- Bonbons des Vosges.
- Fumé vosgien (lard et viande).
- Tarte aux brimbelles (dénomination locale des myrtilles).
- La quiche lorraine souvent servie avec une légère salade verte.
- Les tofailles (ou tofoyes), à base de pomme de terre, oignons, lard.
- La salade vosgienne[64]. grande salade composée de pomme de terre tièdes, lard ou lardons, crème et tartines de munster fondu.
- La salade de pissenlit à base d'herbes sauvages (pissenlits), de lardons cuits et/ou d'œufs mollets.
- Les petits crus vosgiens avec, en premier lieu, les vins de rhubarbe[65] et de pissenlit.
- La mirabelle ; le fruit par excellence des Lorrains et donc des Vosgiens, à déguster comme fruit (frais idéalement en septembre), confiture, en tarte ou alors à boire avec modération sous forme d’eau de vie (entre 45° et 55° généralement).
- La glace Plombières.
- Les pâtés et tourtes lorrains et vosgiens à base de diverses viandes.
- Les « vôtes de pommes de terre »[66], (Galette de pommes de terre mélangées à des œufs, de l'échalote et de la crème cuites comme des crêpes — ne pas confondre avec les galettes suisses du type rösti).
- Le « schick », fromage blanc avec des herbes et de l'échalote accompagnant pomme de terre en robe des champs ou avec cuisson à la vapeur.
- La tête de veau de Rambervillers[67].
- L'andouille du Val d'Ajol.
- Les volailles fermières.

Les « dîners insolites du patrimoine » sont une initiative née en 2010 dans les Vosges, étendue par la suite à d'autres localités de Lorraine et des régions limitrophes : le temps d'une week-end, entre mai et décembre, plusieurs dizaines de musées, châteaux, entreprises et monuments historiques, exceptionnellement ouverts au public, accueillent dîners gastronomiques, dégustations et concerts.
Les bières :
- Bières artisanales, avec 6 brasseries dans les Vosges, dont l'Écomusée vosgien de la brasserie[71] et la "Route Lorraine de la Bière"[72]

### Tourisme technique(Tourisme industriel)
- Dans la plaine des Vosges les usines d’embouteillage de Vittel et de Contrexéville peuvent être visitées, ainsi que les papeteries de Clairefontaine dans les Hautes-Vosges à Étival.
- Dégustation à la brasserie-écomusée de Ville-sur-Illon , à la Géromoise de Gérardmer.
- La Ruche vosgienne de Sandaucourt.
- Visite de confiseries à Plainfaing, Gérardmer, La Bresse, Vittel et Darney.
- Les distilleries Lecomte-Blaise à Nol et Riondé à Saint-Baslemont.
- La chèvrerie du Brabant à La Bresse.
- La Cité de l'Image d'Épinal.
- La cristallerie de Portieux qui a fêté ses 300 ans en 2005.
- L'atelier des Grès flammés de Rambervillers.
- La fabrique de couverts de Darney, le magasin d'usine De Buyer Industries au Val d'Ajol.
- Linge de maison avec vente en magasins d'usine : Linvosges, Le Jacquard français, Garnier-Thiébaut, Le blanc des Vosges- François Hans.
- Bleuforêt, marque française de chaussettes, collants et leggings, fondée en 1995, et appartenant à la société Tricotage des Vosges (sigle « T.D.V. »).

### Tourisme thermal
Quatre stations thermales, déjà fréquentées par les Romains, sont toujours actives dans la plaine et la région de la Vôge.

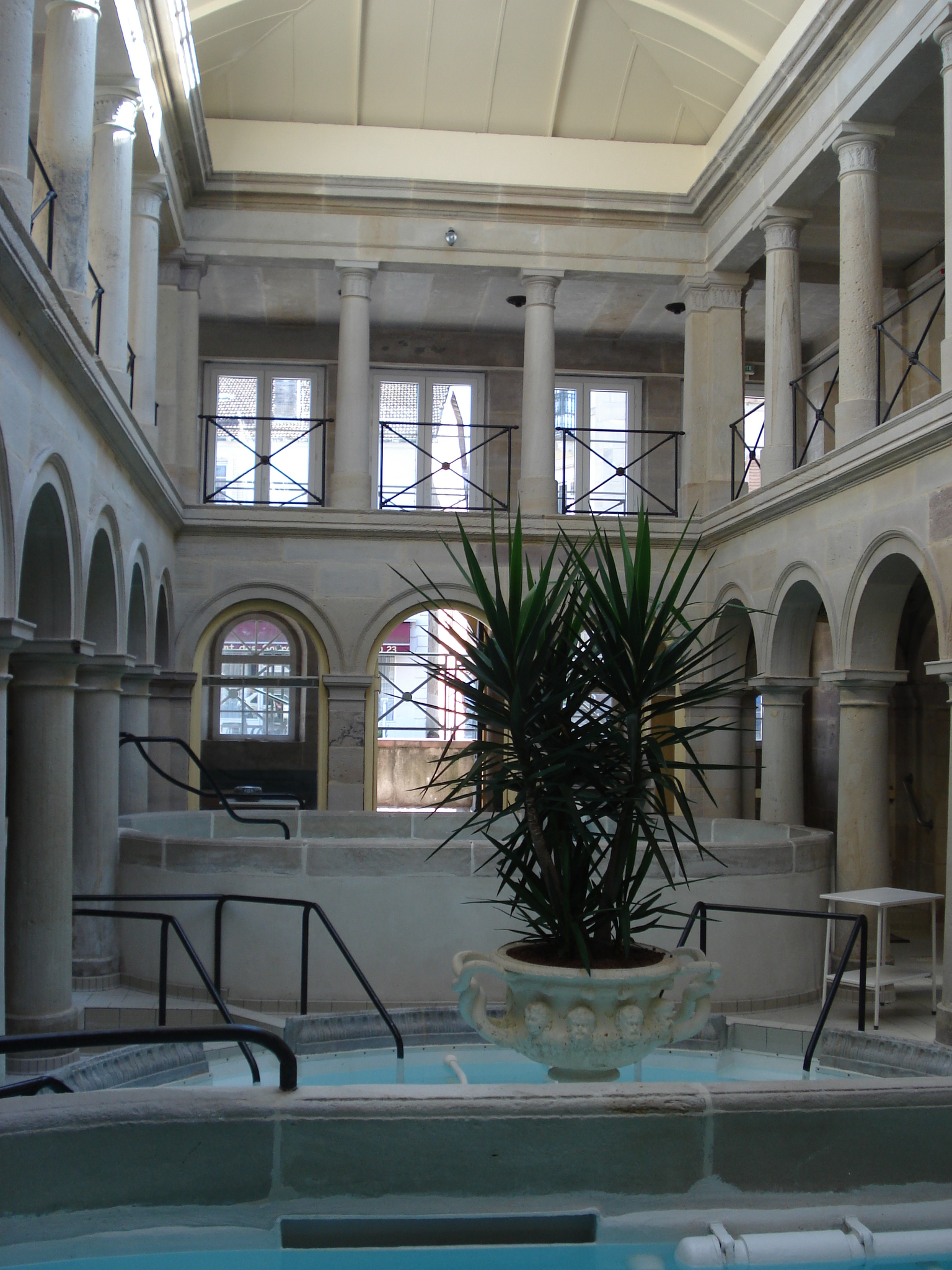
Bains-les-Bains, le Bain-Romain.
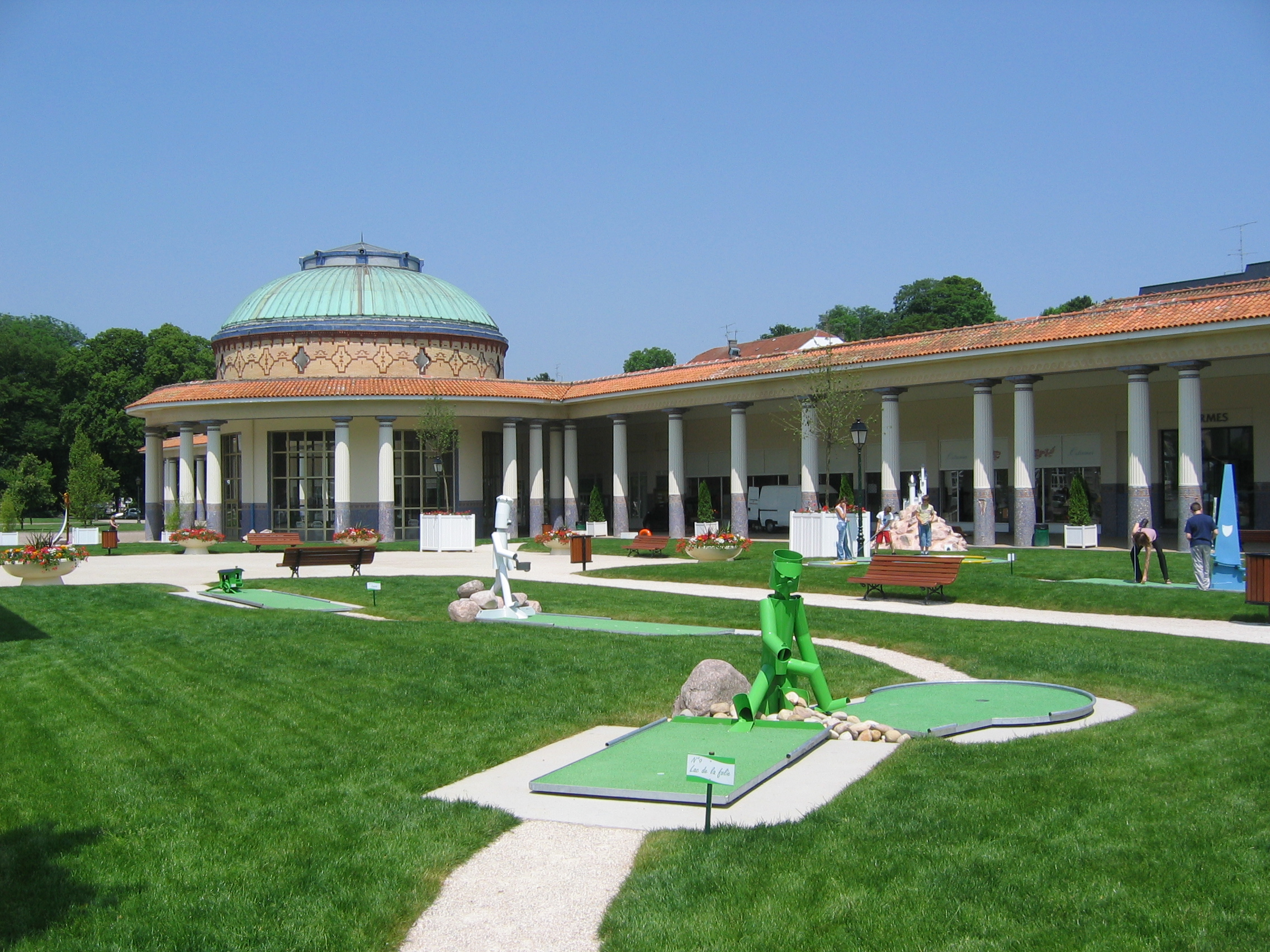
Contrexéville, la Rotonde et la galerie des Thermes.
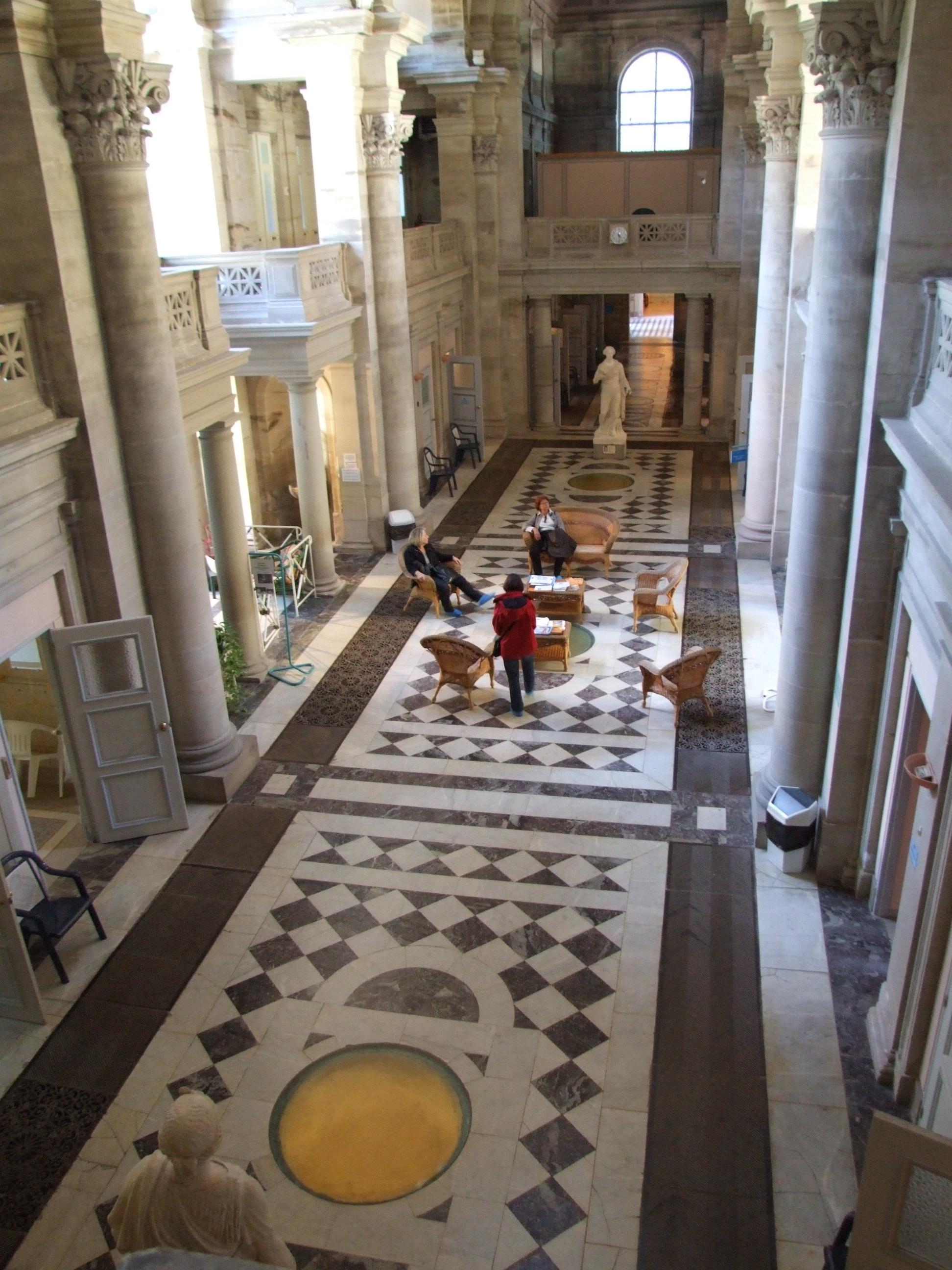
Plombières-les-Bains, Thermes Napoléon.
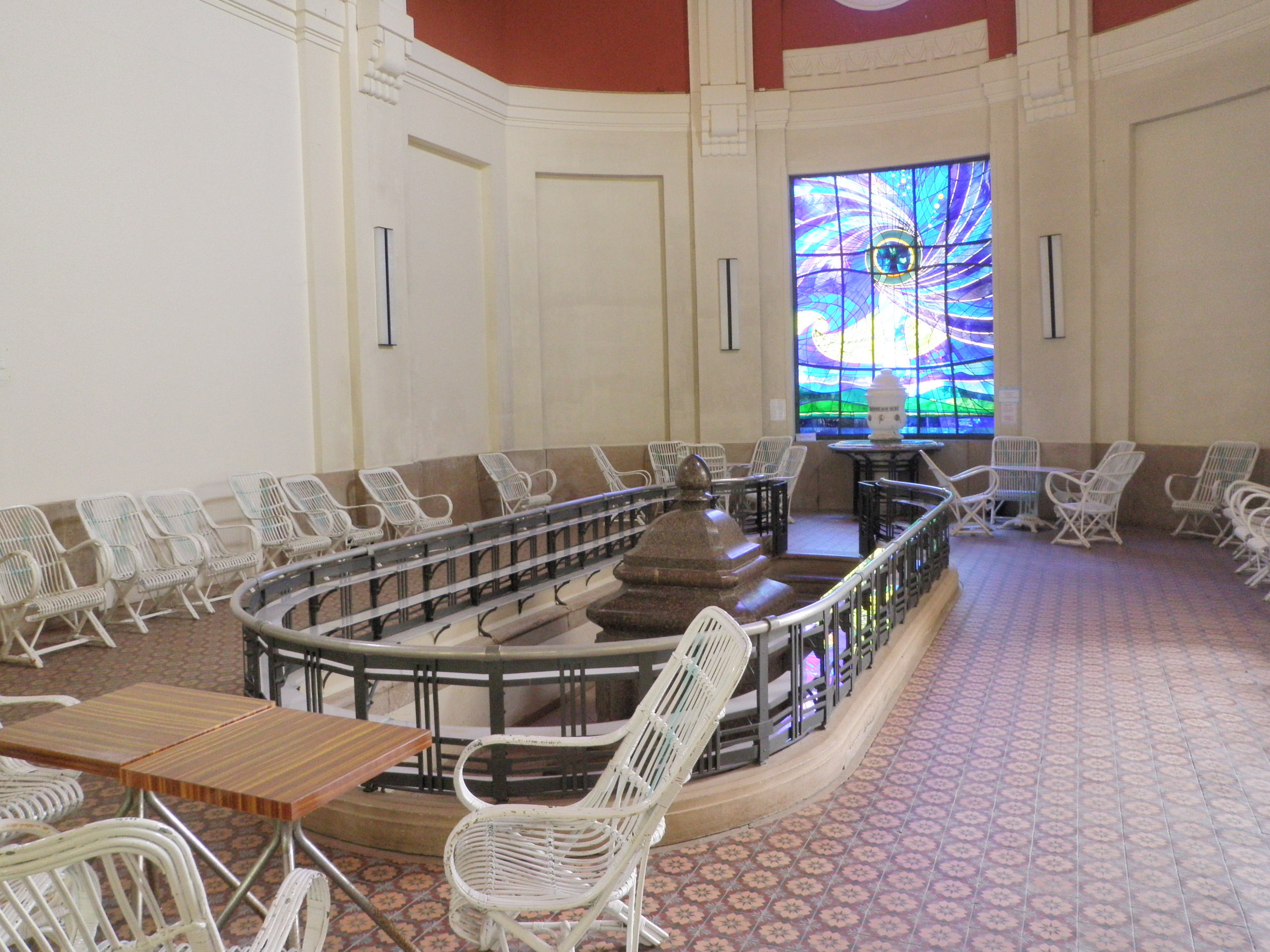
Vittel, la source Hépar.

- Bains-les-Bains : station du cœur et des artères, rhumatologie.
- Contrexéville : lithiases rénales et urinaires, obésité, surcharges métaboliques.
- Plombières-les-Bains : affections digestives, troubles neuro-végétatifs, rhumatismes.
- Vittel : affections rénales et hépato-biliaires, maladies nutritionnelles, rhumatologie.

Le département des Vosges a compté d'autres stations thermales ou hydro-minérales, aujourd'hui disparues, et qui restent d'intéressants lieux de promenades.

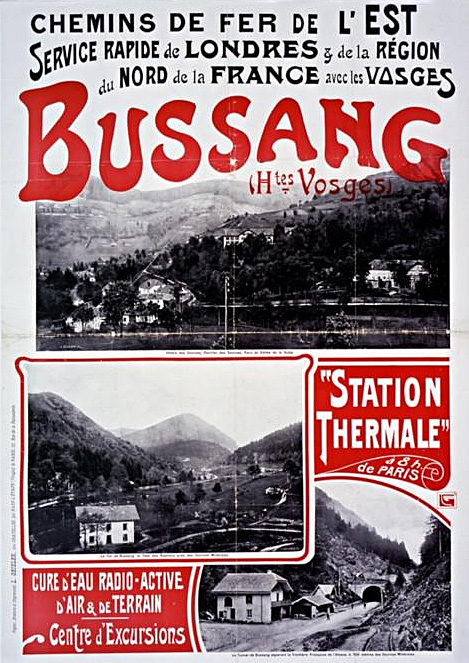
Bussang, affiche des Chemins de fer de l'Est (1909).
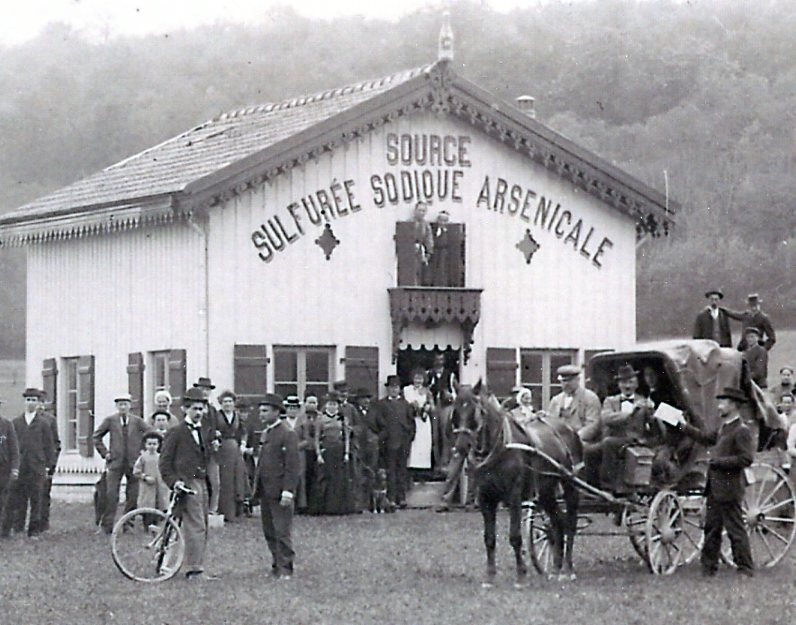
Dolaincourt, la source Sarmery en 1900.
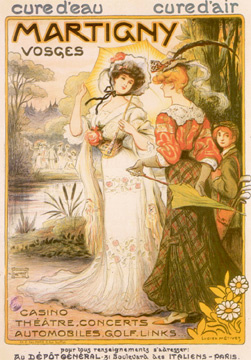
Martigny-les-Bains, affiche publicitaire (1909).
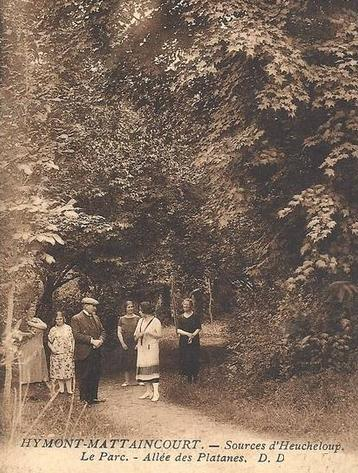
près de Mattaincourt le parc de la source d'Heucheloup.
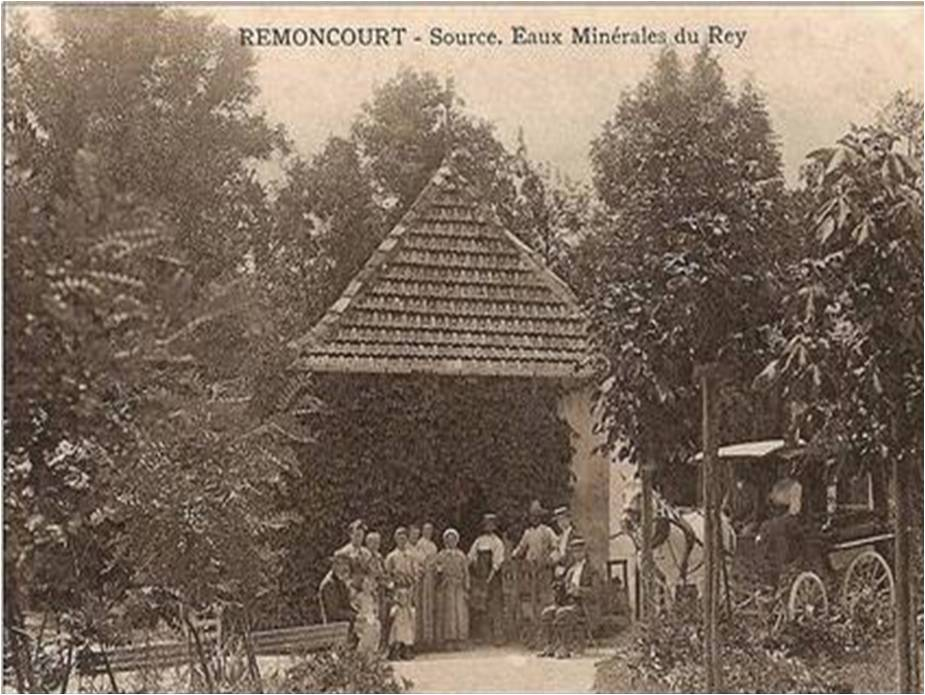
Remoncourt la source minérale du Rey.

### Tourisme fluvial
Le canal de l'Est, maintenant appelé canal des Vosges, percé entre 1875 et 1887 pour désenclaver le département des Vosges après la défaite de 1870 est un axe prisé par les plaisanciers. Le tronçon vosgien possède trois ports de plaisance : Charmes, Épinal et Fontenoy-le-Château dotés d'aménagements et de points-service pour les plaisanciers ainsi qu'une dizaine de haltes fluviales plus sommairement équipées. Le port de Fontenoy-le-Château possède même une base de location de maison flottantes. Les écluses ont été automatisées pour rendre la navigation plus facile.
On peut y observer quelques ouvrages spécifiques comme le pont tournant de Thunimont, sur la commune d'Harsault, la tranchée de Fontenoy-le-Château ou la chaîne des quinze écluses de Golbey.

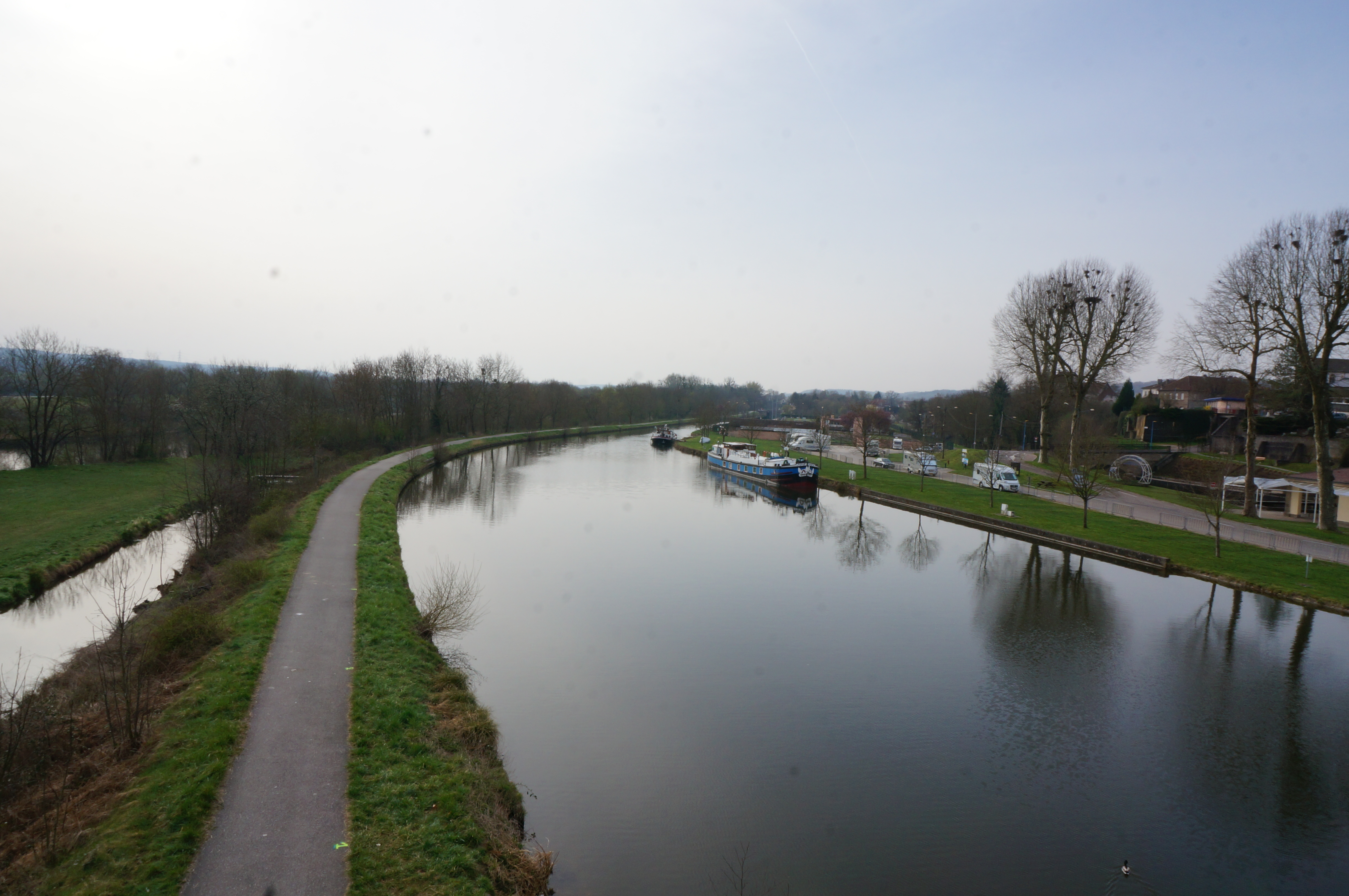
Charmes.
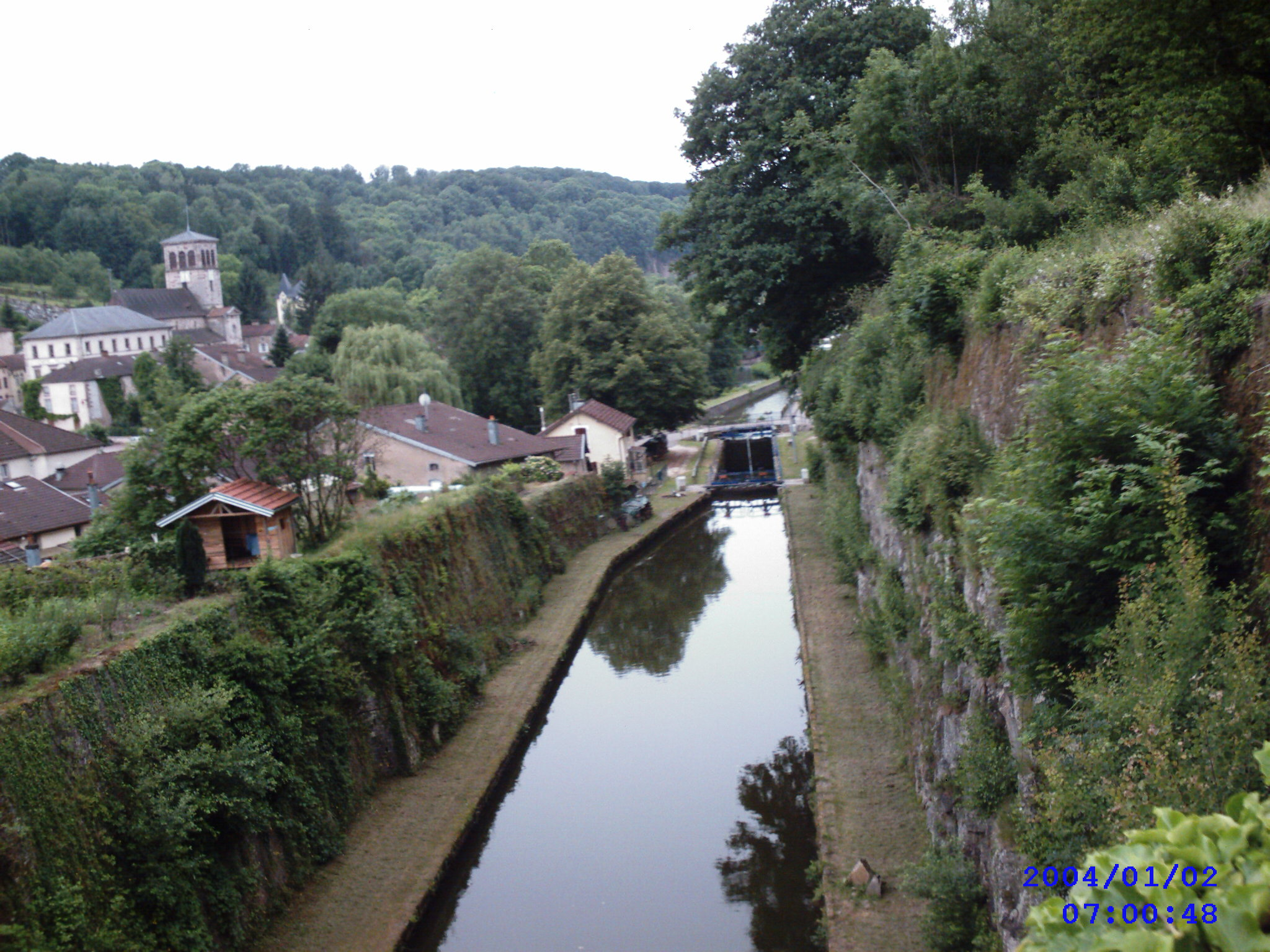
Fontenoy-le-Château, la Tranchée.
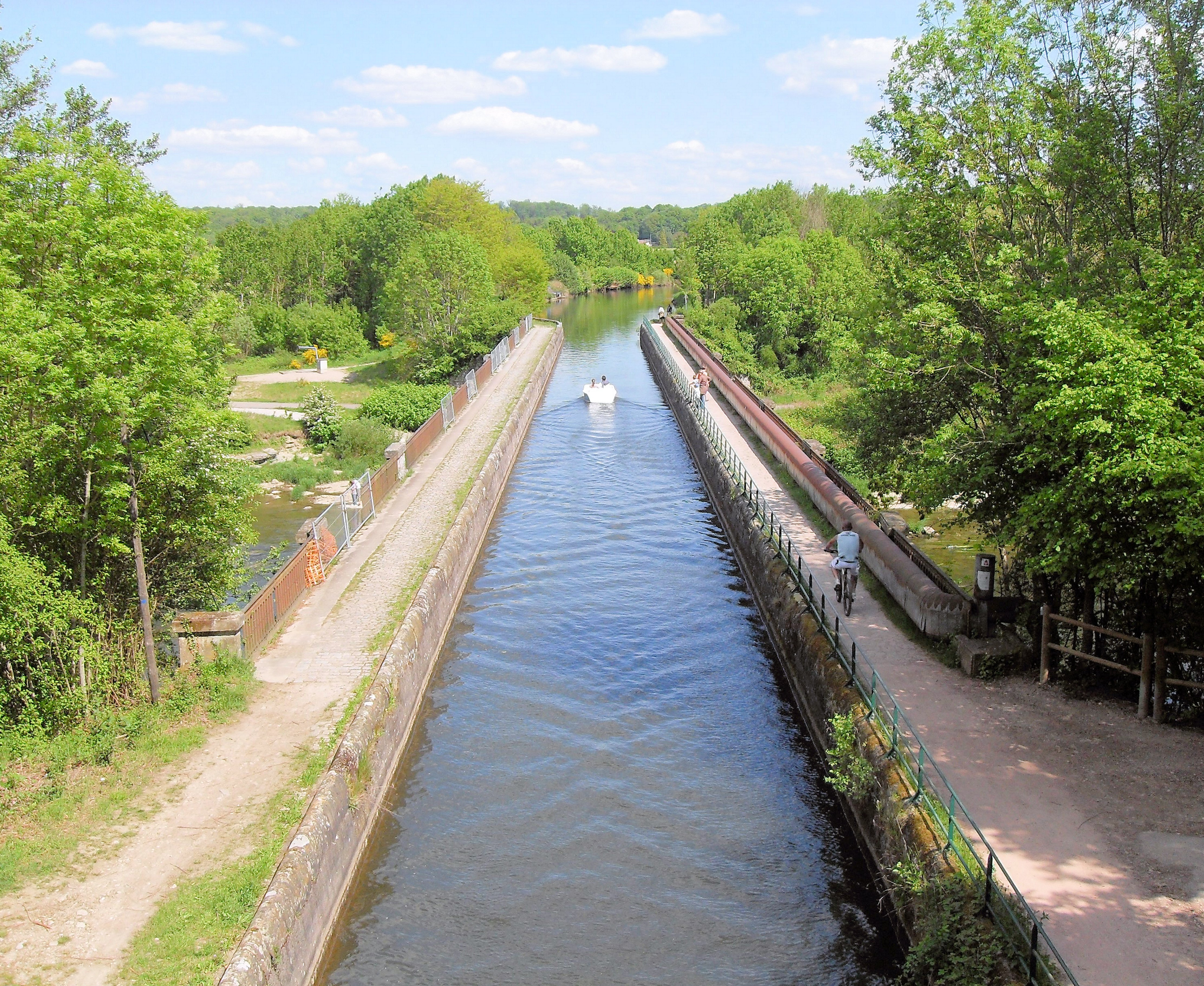
Golbey, pont-canal sur la Moselle.

### Tourisme vert
En 2012 le patrimoine naturel est préservé dans les hautes Vosges, avec le massif vosgien de 26 387 hectares, à travers un parc naturel régional (PNR), 6 réserves naturelles et 30 sites Natura 2000.
Le massif vosgien recèle de nombreux lacs, plans d’eau, étangs, rivières, cascades… Les nombreux lacs sont majoritairement artificiels à l’exception de quelques grands lacs comme Gérardmer, Longemer et Retournemer.
Le dense réseau de sentiers balisés par le Club vosgien permet de les contempler depuis nombre de promontoires rocheux de grès ou de granit émergeant des forêts de résineux. De même la curiosité géologique du champ de roches de Barbey-Seroux mérite d'être découverte au milieu de sa forêt.
Le département compte en effet 4 000 km de sentiers pédestres — dont 500 km de sentiers de grande randonnée —, 1 000 km de sentiers VTT, 160 km de véloroutes et voies vertes.

#### Activités de pleine nature

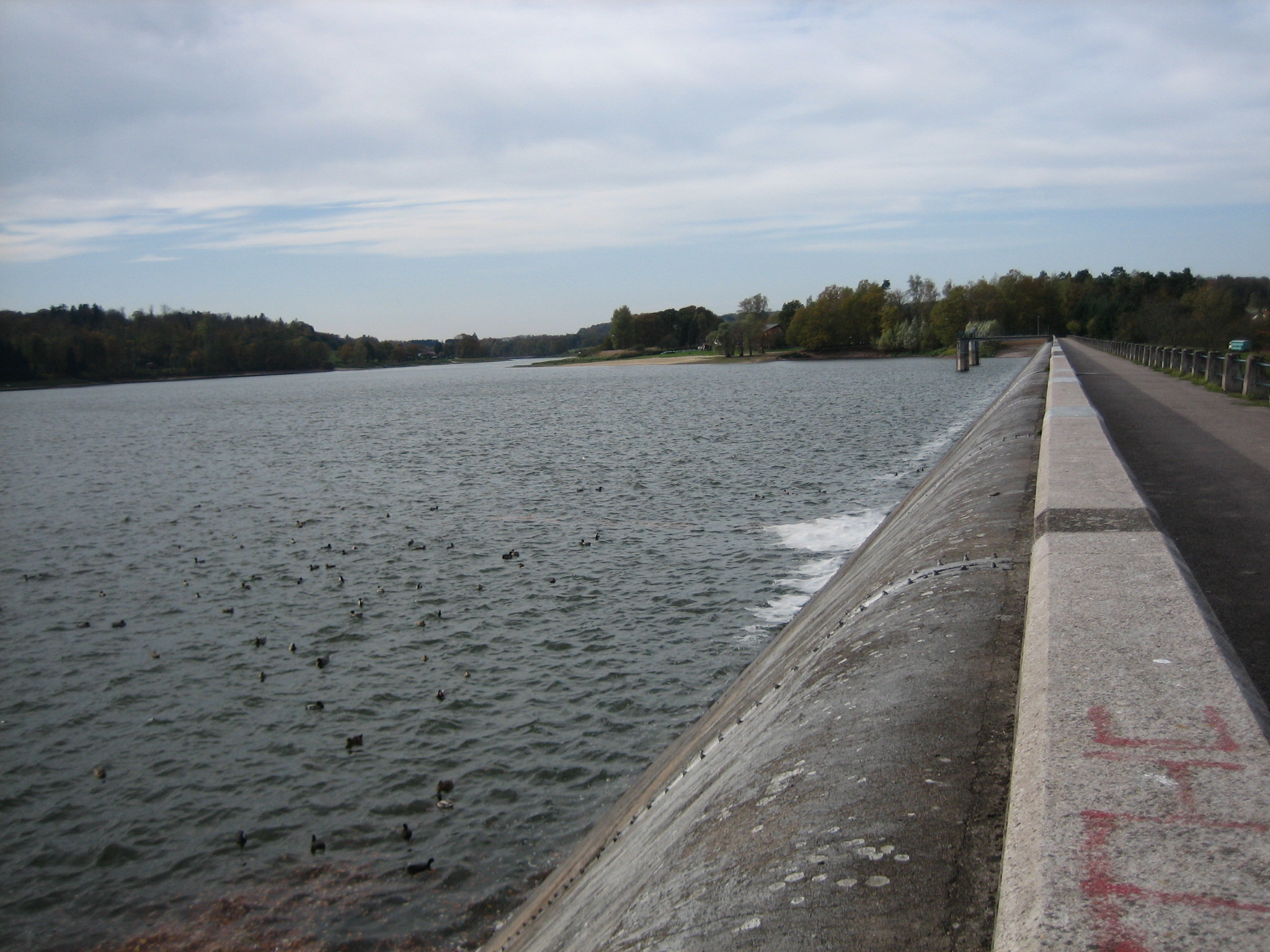
La digue du réservoir de Bouzey.

Randonnée pédestre - Randonnées de plusieurs jours en roulottes - Pêche - Sports nautiques - Sports aériens - Parcs animaliers - Escalade - Cyclisme / Cyclo-Tourisme - Ski de fond - Sorties raquettes - Sports mécaniques - Golfs...
- Base nautique de Gérardmer, plage et sports nautiques. Triathlon de Gérardmer.
- Les activités du lac de Pierre-Percée - base nautique de Celles-sur-Plaine[81].
- Le réservoir de Bouzey en périphérie immédiate d'Épinal offre une véritable base de loisirs sur un plan d'eau de 127 hectares. On y trouve : un camping, des restaurants, 8 kilomètres de sentiers de promenade, deux plages, dont une surveillée, et une école de voile.
- La vallée de la Plaine : aux confins des départements de Meurthe-et-Moselle, des Vosges et du Bas-Rhin, la vallée de la rivière la Plaine offre une multitude d'attraits avec lac aménagé, activités sportives et de loisirs, circuits VTT labellisés FFC, chemins forestiers pour randonnées pédestres, voie verte de 27 kilomètres réservée aux randonnées pédestres et cyclistes, ancienne scierie à haut-fer avec visites et démonstrations, musée sur la Première Guerre mondiale et randonnées guidées sur les sentiers de mémoire de la Chapelotte, fermes avec produits du terroir... De nombreuses possibilités d'hébergement (gîtes ruraux, hôtels, campings et chambres d'hôtes) permettent aux touristes d'y séjourner dans les meilleures conditions : voir en particulier Raon-l'Étape, Bionville, Celles-sur-Plaine, Pierre-Percée et lac de la Plaine.

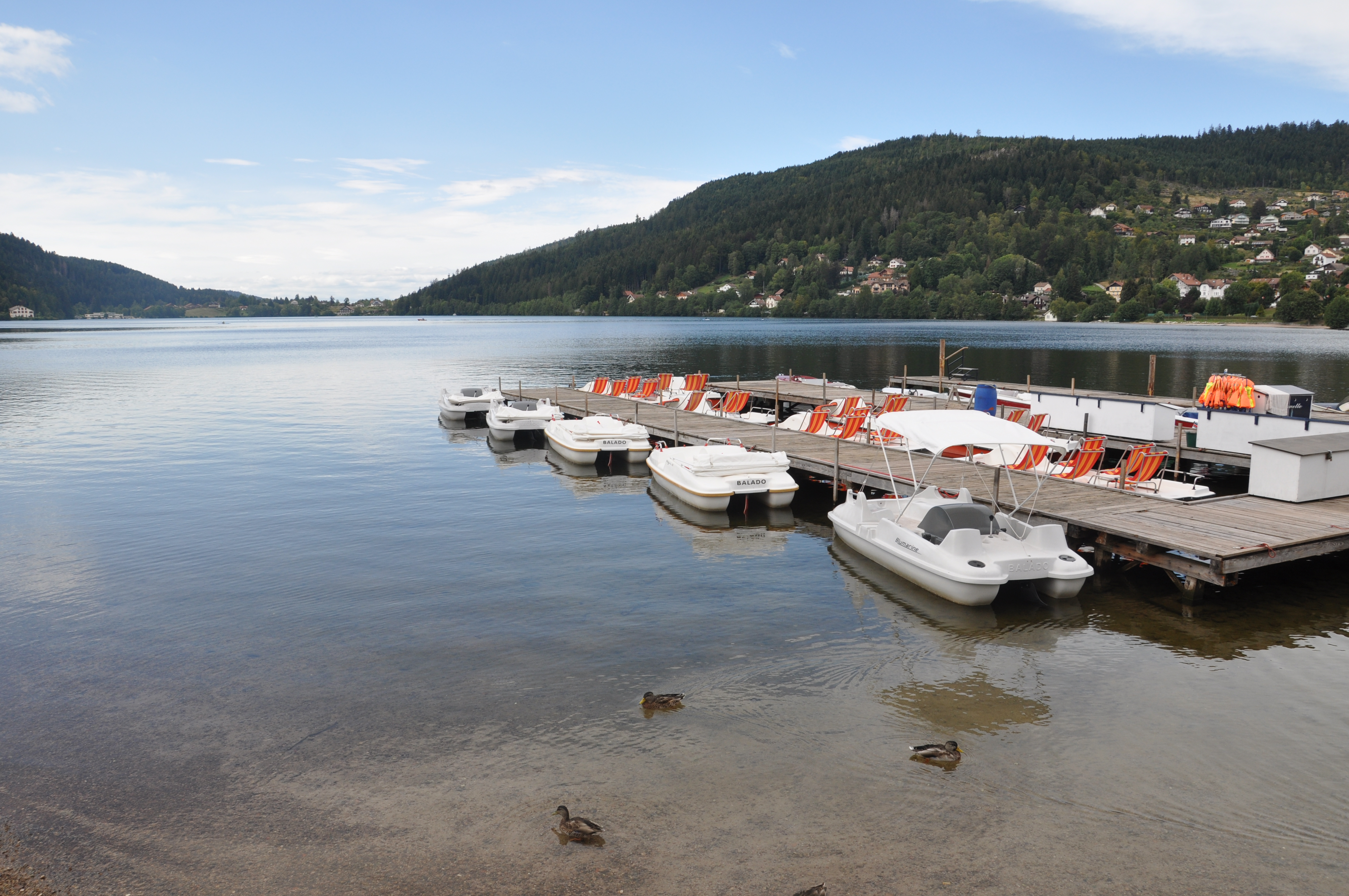
Base nautique du lac de Gérardmer.

### Tourisme de loisirs

#### Événements
- Le théâtre du Peuple à Bussang.
- La Fête des Jonquilles de Gérardmer tous les deux ans.
- Le festival du film fantastique Fantastic-arts de Gérardmer chaque année vers la fin du mois de janvier décerne des prix aux meilleurs films fantastiques de l'année et attire toujours une panoplée de stars comme le faisait son prédécesseur Avoriaz.
- Le Festival international de géographie (FIG) de Saint-Dié-des-Vosges. Conférences, débats, cafés géographiques et gastronomie sont au rendez vous le premier week-end d'octobre, avec la découverte d'un pays invité différent chaque année.
- La course dans la boue, à Saint-Maurice-sur-Moselle, aux alentours du 14 juillet, est une épreuve où le pilote doit franchir une tranchée de boue le plus rapidement possible avec son véhicule. Course, Show free Style, feux d'artifice.
- Rallye Alsace-Vosges, Rallye des Vallées, Course de côte de l'Ormont (1ermai), Rallye Vosgien (septembre).
- La montée impossible à La Bresse. Épreuve originale de moto-cross, comptant pour le championnat de France.

#### Domaines skiables

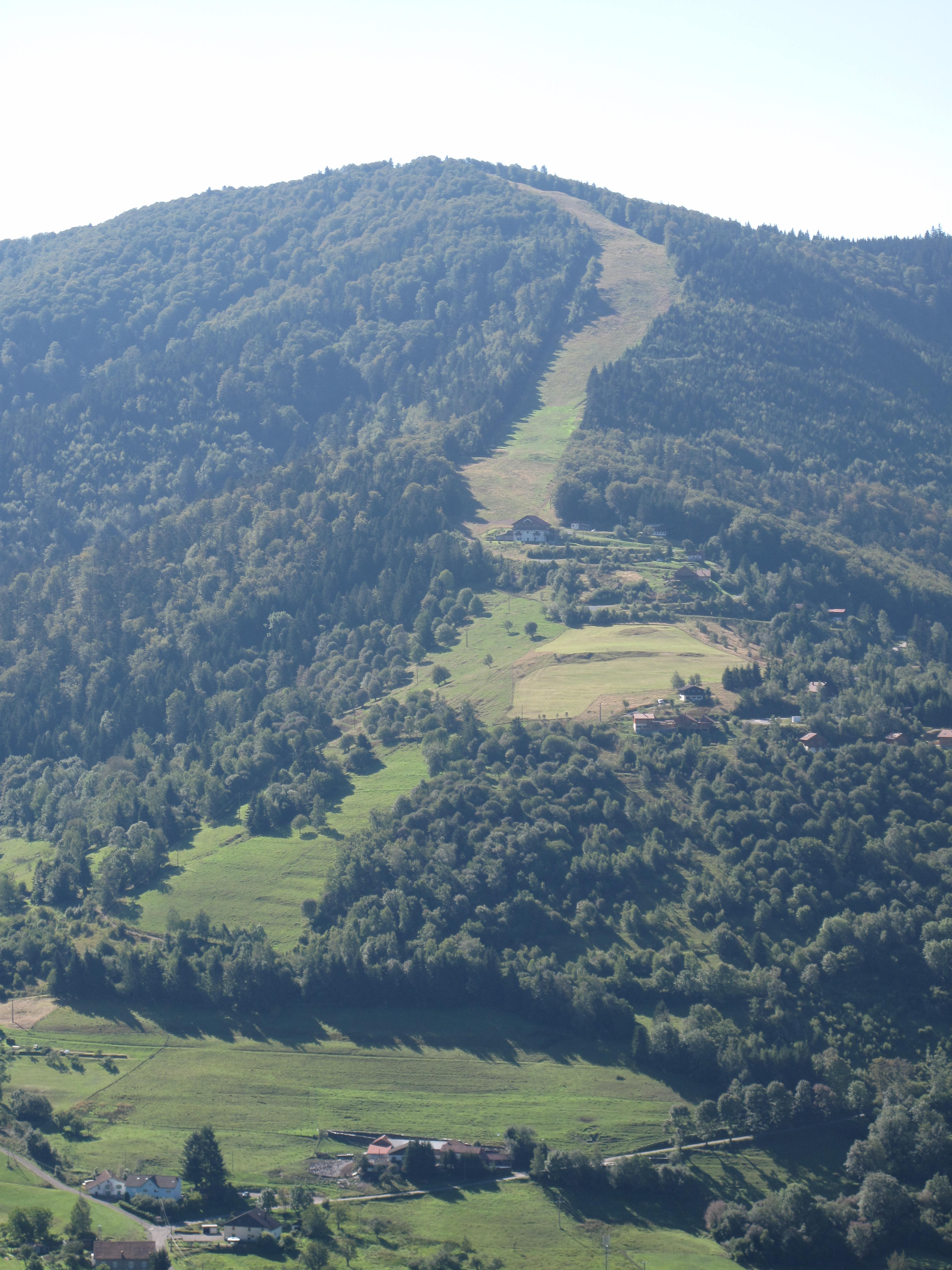
Bussang, la piste de La Bouloie en été.
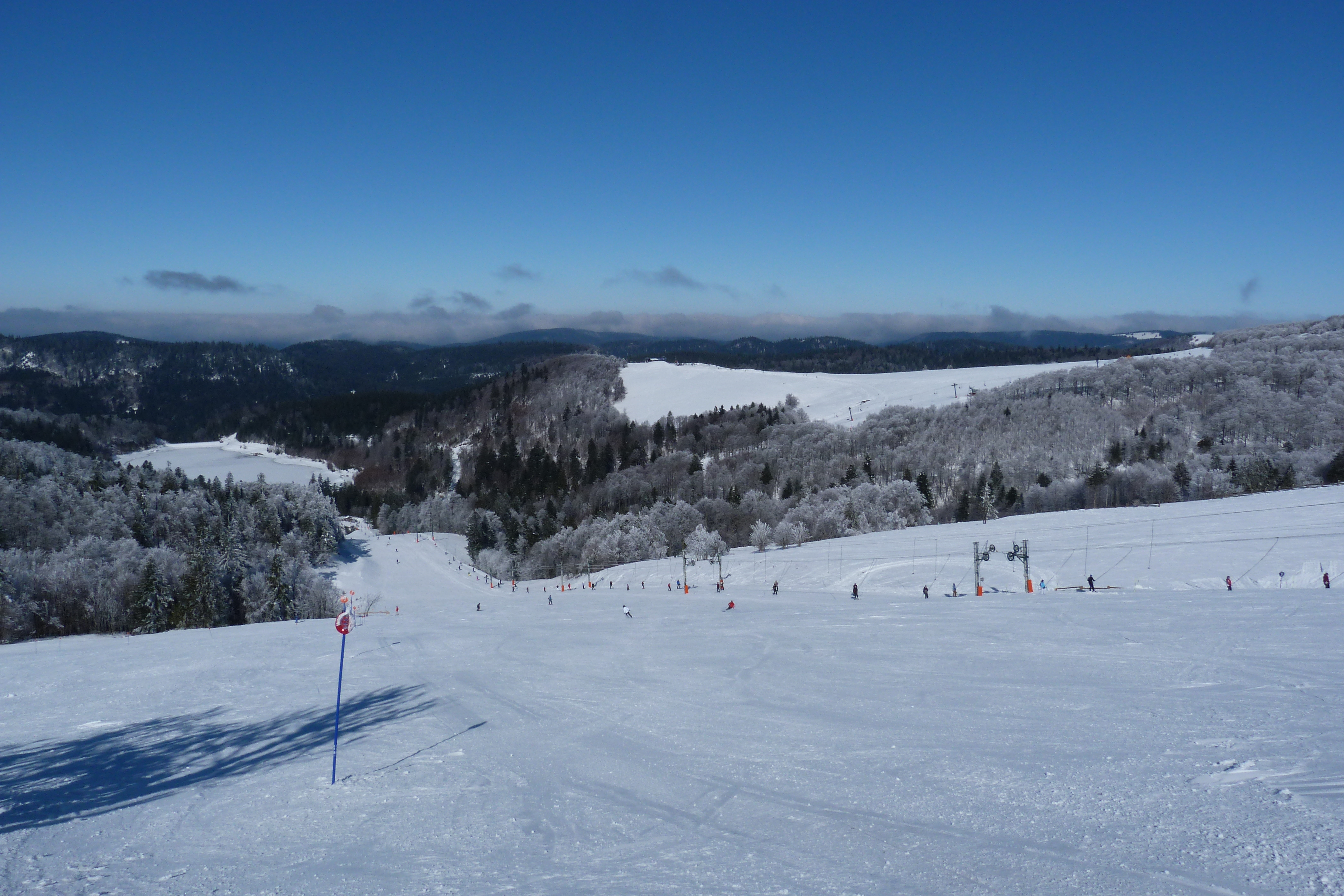
La Bresse Hohneck, piste du Kastelberg.
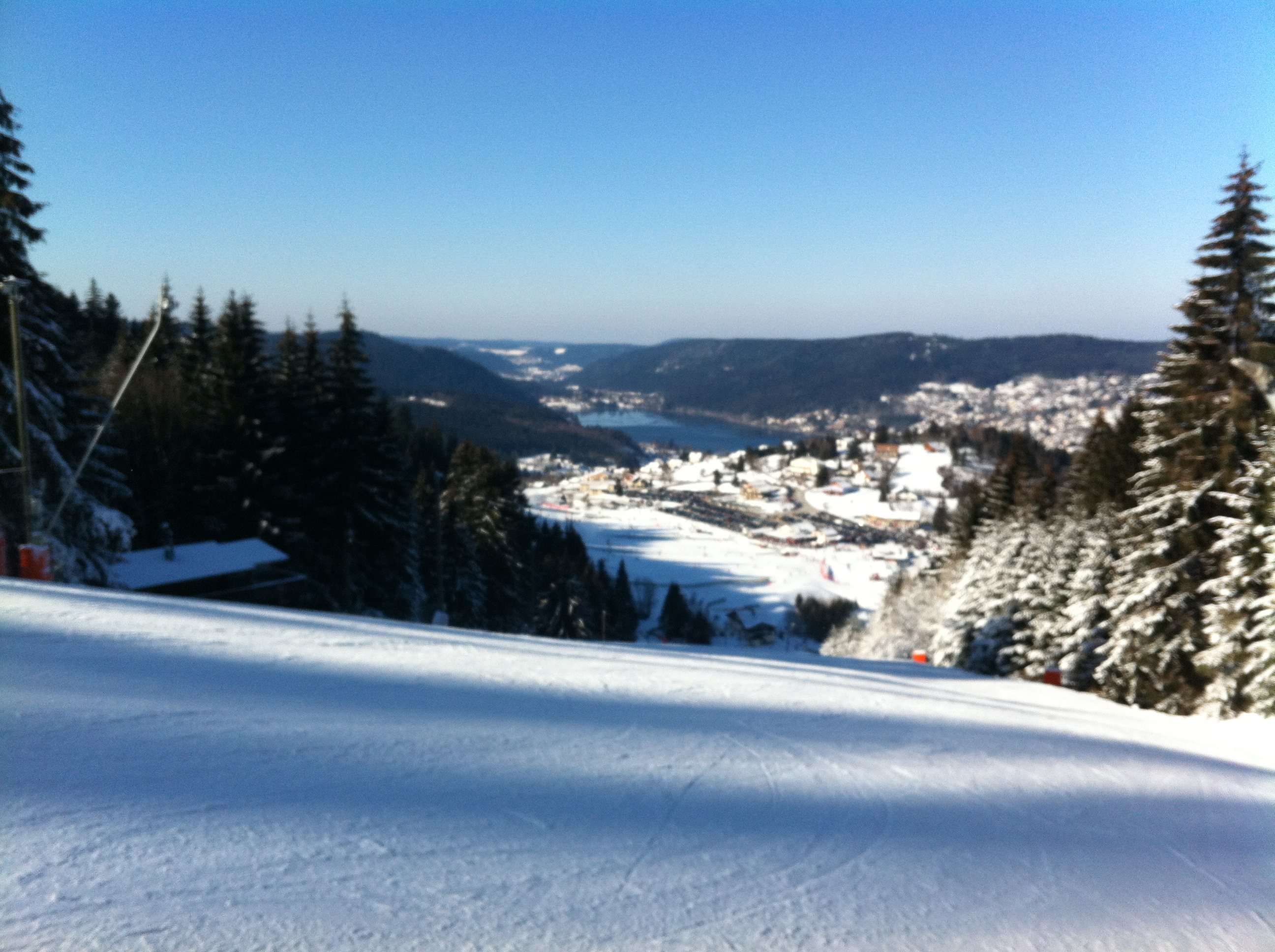
Gérardmer, piste de la Mauselaine.
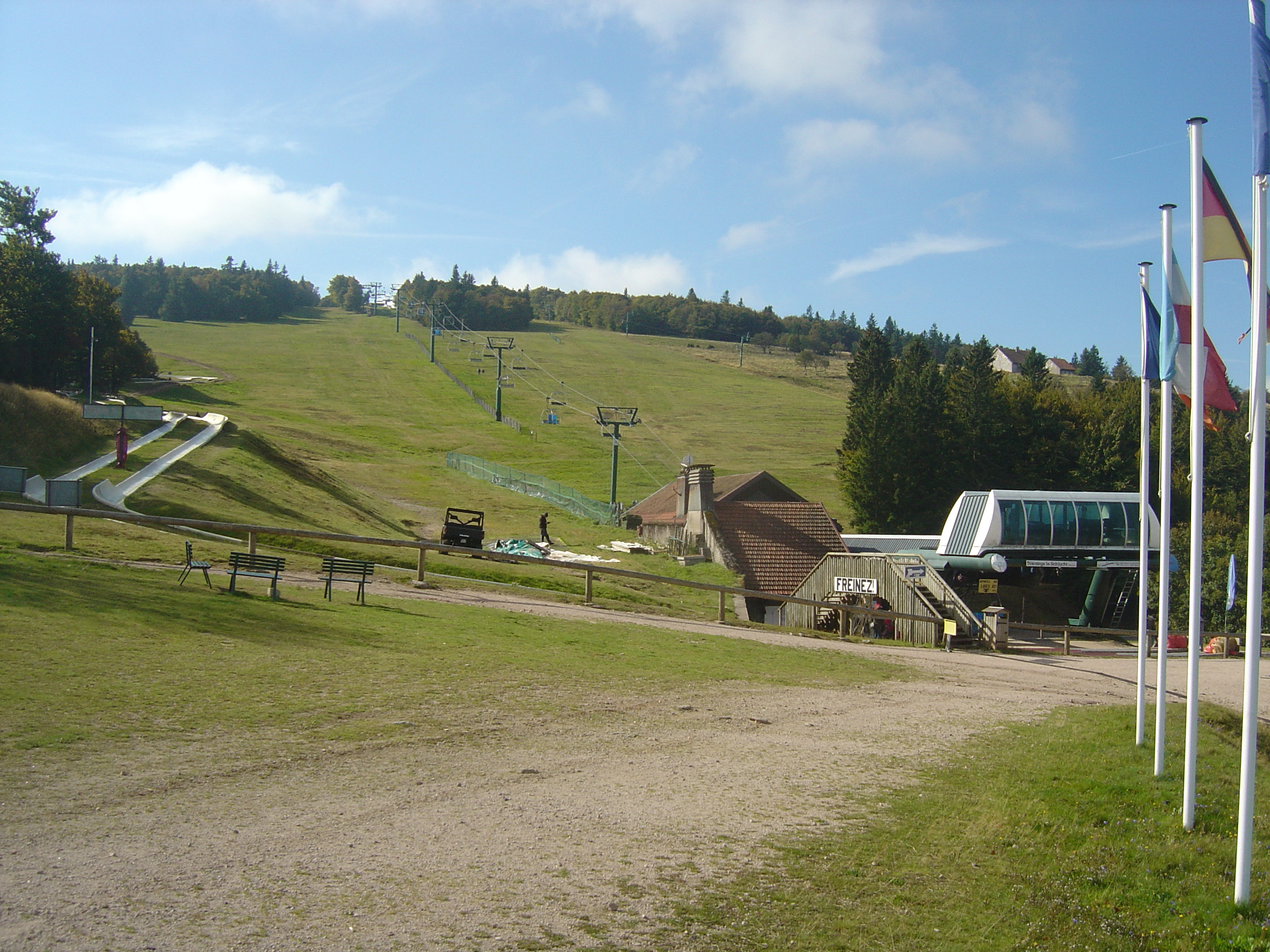
Le Valtin, station du col de la Schlucht en été.
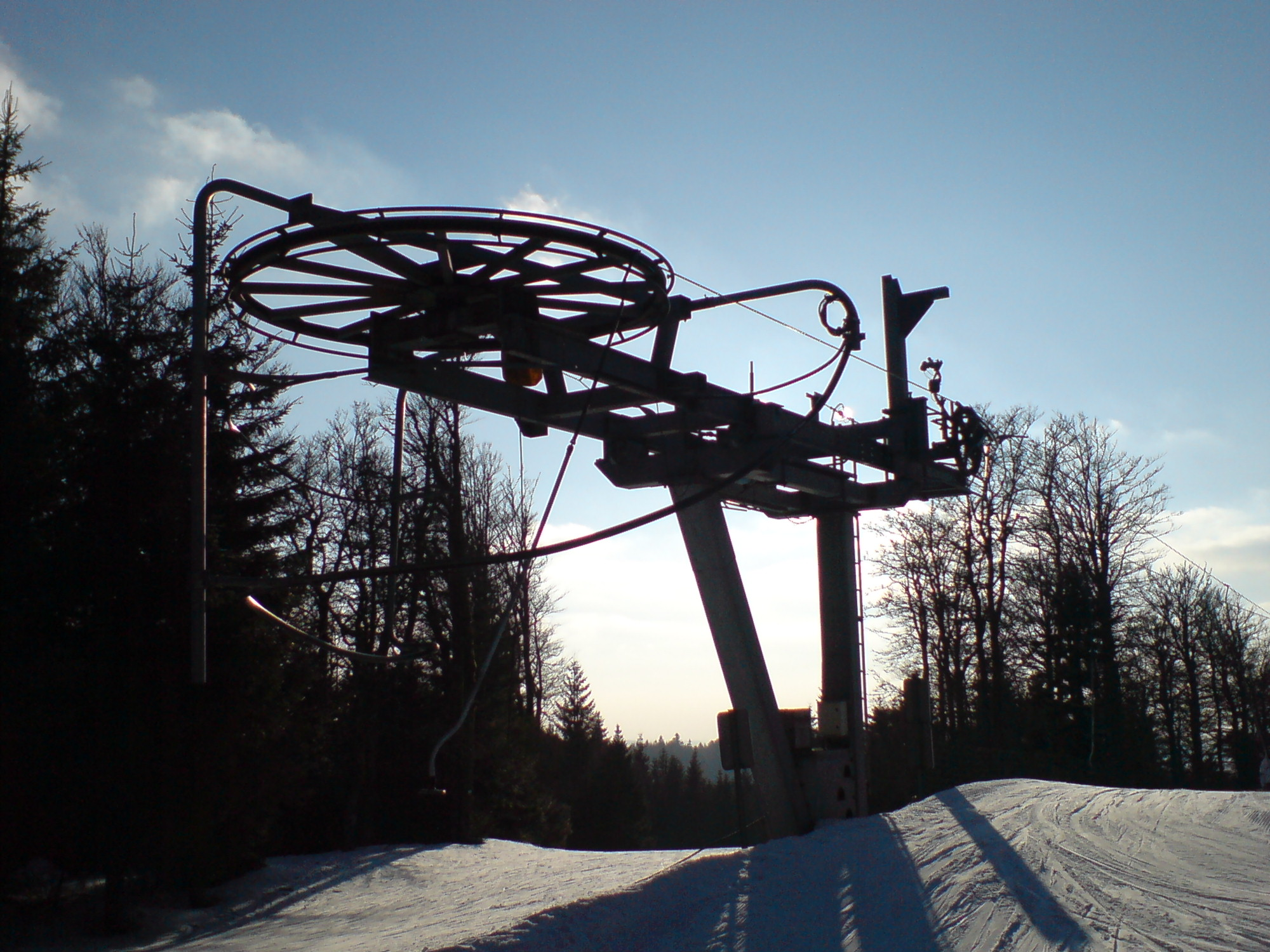
Ventron, téleski du Ménil.
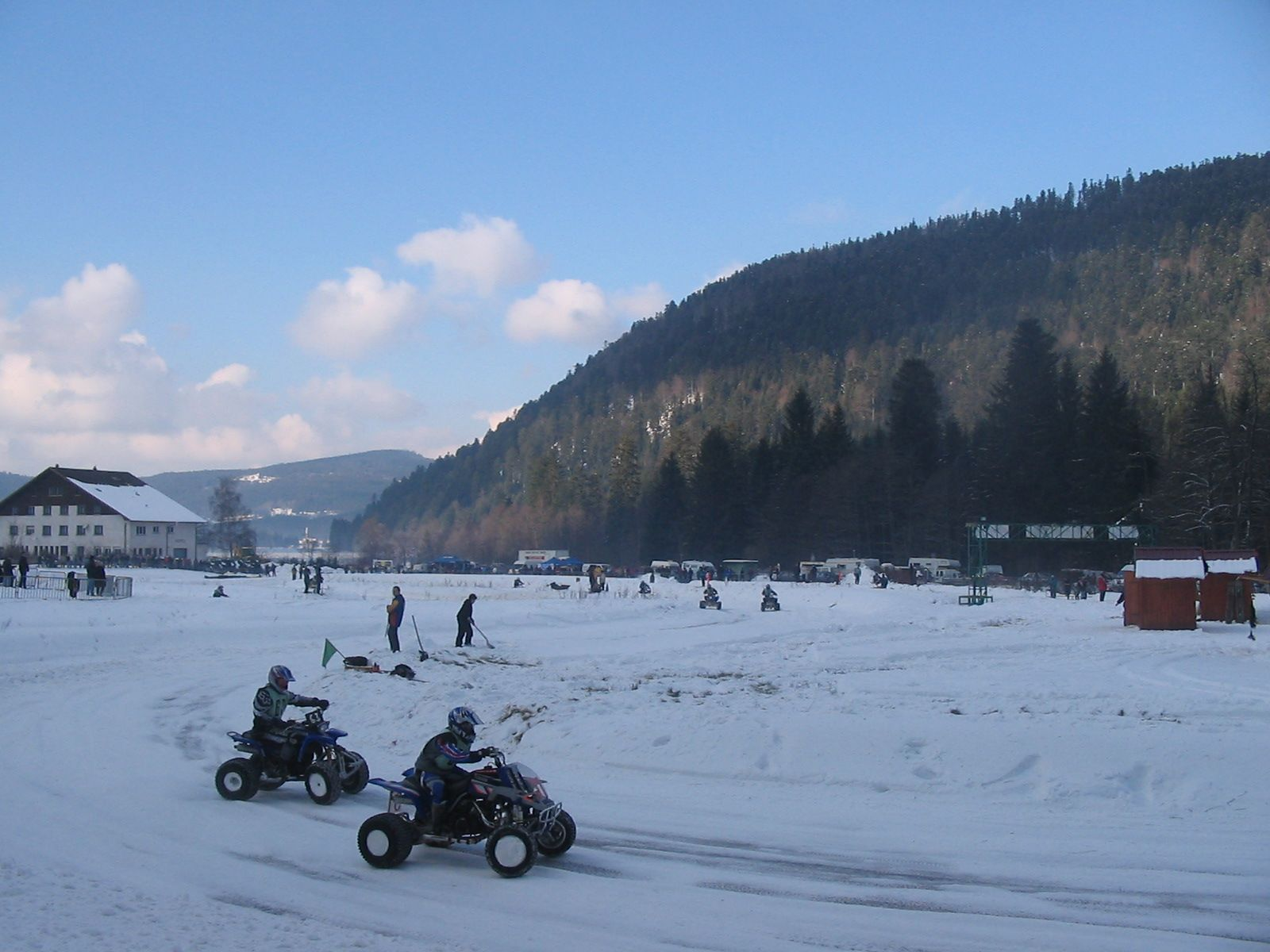
Xonrupt-Longemer, quad sur la neige.

Il existe plusieurs domaines skiables, cette liste recense toutes les stations du massif vosgien.
- Bussang ;
- La Bresse : La Bresse Hohneck, Lispach, et Brabant ;
- Gérardmer : La Mauselaine ;
- Saint-Maurice-sur-Moselle : Rouge Gazon ;
- Le Valtin : Col de la Schlucht ;
- Ventron : Frère-Joseph  ;
- Xonrupt-Longemer : Le Poli ;
- Col du Donon, après le lac de la Maix : ski de fond ;
- Ballon d'Alsace : qui se trouve en fait positionné sur deux régions, la  Bourgogne-Franche-Comté et le Grand Est.

Sur les pentes vosgiennes, il est possible de pratiquer la plupart des activités sur neige (ski alpin, snowboard, ski de fond).

#### Parcs de loisirs
- Le parc d'attraction de Fraispertuis-City à Jeanménil sur le thème du western avec ses manèges et attractions est fait en grande majorité de bois. Il existe aussi des parcs d'aventure à Épinal entre Vittel et Contrexéville.
- Le GéoParc de Saint-Dié est un site unique au monde, avec un circuit automobile recouvert de glace de novembre à mars. Aux beaux jours, le parc propose un circuit en asphalte, deux lacs pour le jet-ski, une forêt pour le VTT, la location de karting...
- Le parc aventure de Pierre Percée Aventure parc - accro branche[82].
- Le parc d'aventure Bol d'air propose de nombreuses activités insolites[83] et des hébergements originaux.

#### Parcs, jardins botaniques et d’agrément
En 2013, parmi les quinze jardins labellisés « jardin remarquable » en Lorraine, cinq se trouvent dans les Vosges : les jardins de l’Abbaye Notre-Dame d'Autrey, le jardin botanique de Gondremer, les jardins de Callunes, le jardin d'Ode et le jardin d'altitude du Haut Chitelet.
Le jardin de Berchigranges, avec 11 500 entrées en 2013, et le jardin d'altitude du Haut Chitelet, avec 9 096 visiteurs la même année, figurent parmi les sites les plus populaires du département, mais toutes les données ne sont pas disponibles. À signaler aussi le parc thermal de Vittel, le parc du château d'Épinal, la roseraie de la maison romaine d'Épinal, entre autres.
Plusieurs arboretums sont présents dans le département dont l'arboretum de la Hutte à Claudon ; l'arboretum de la forêt d'Épinal, l'arboretum de Xertigny, au Château des Brasseurs...

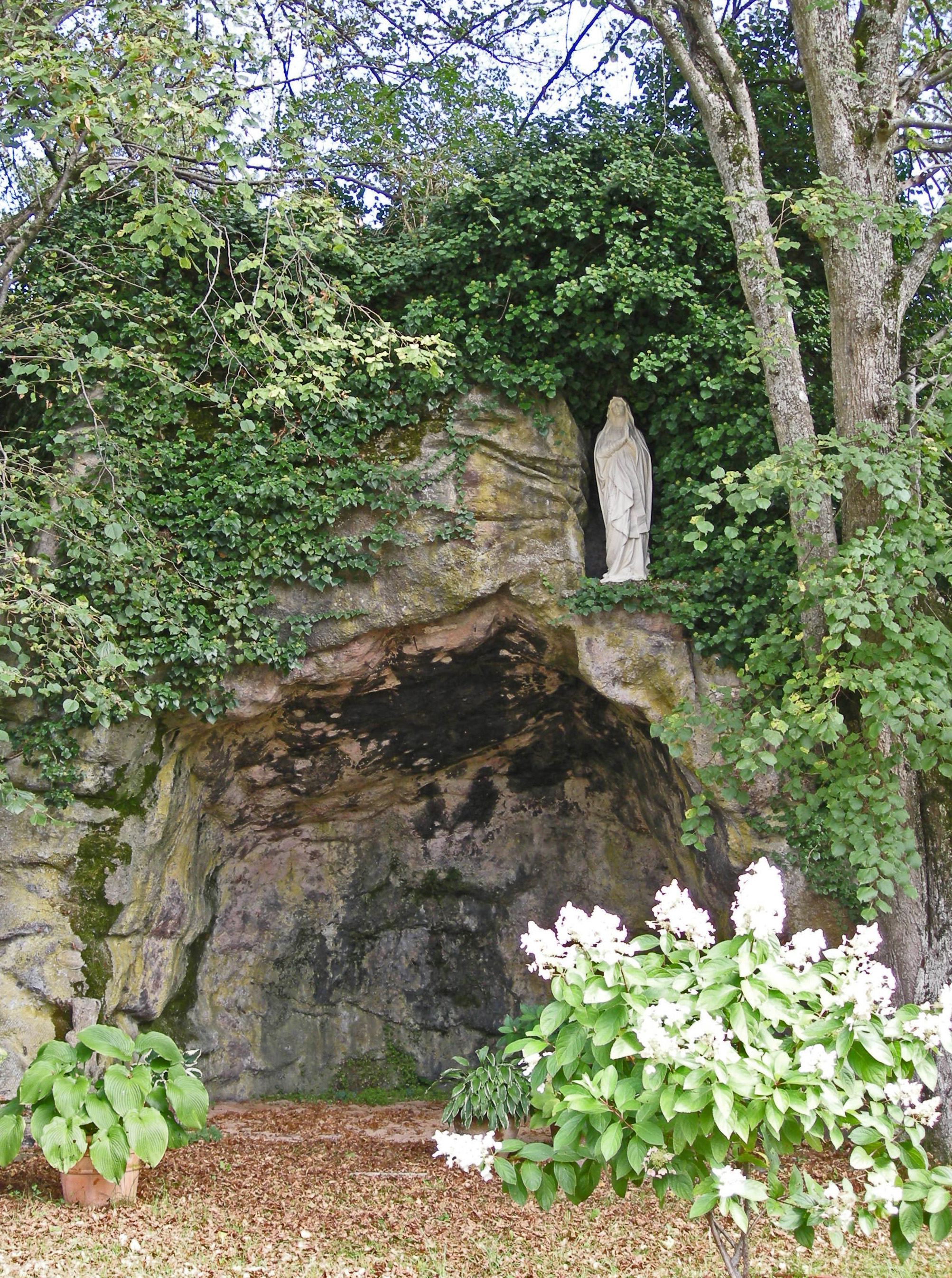
Parc de l'Abbaye Notre-Dame d'Autrey.
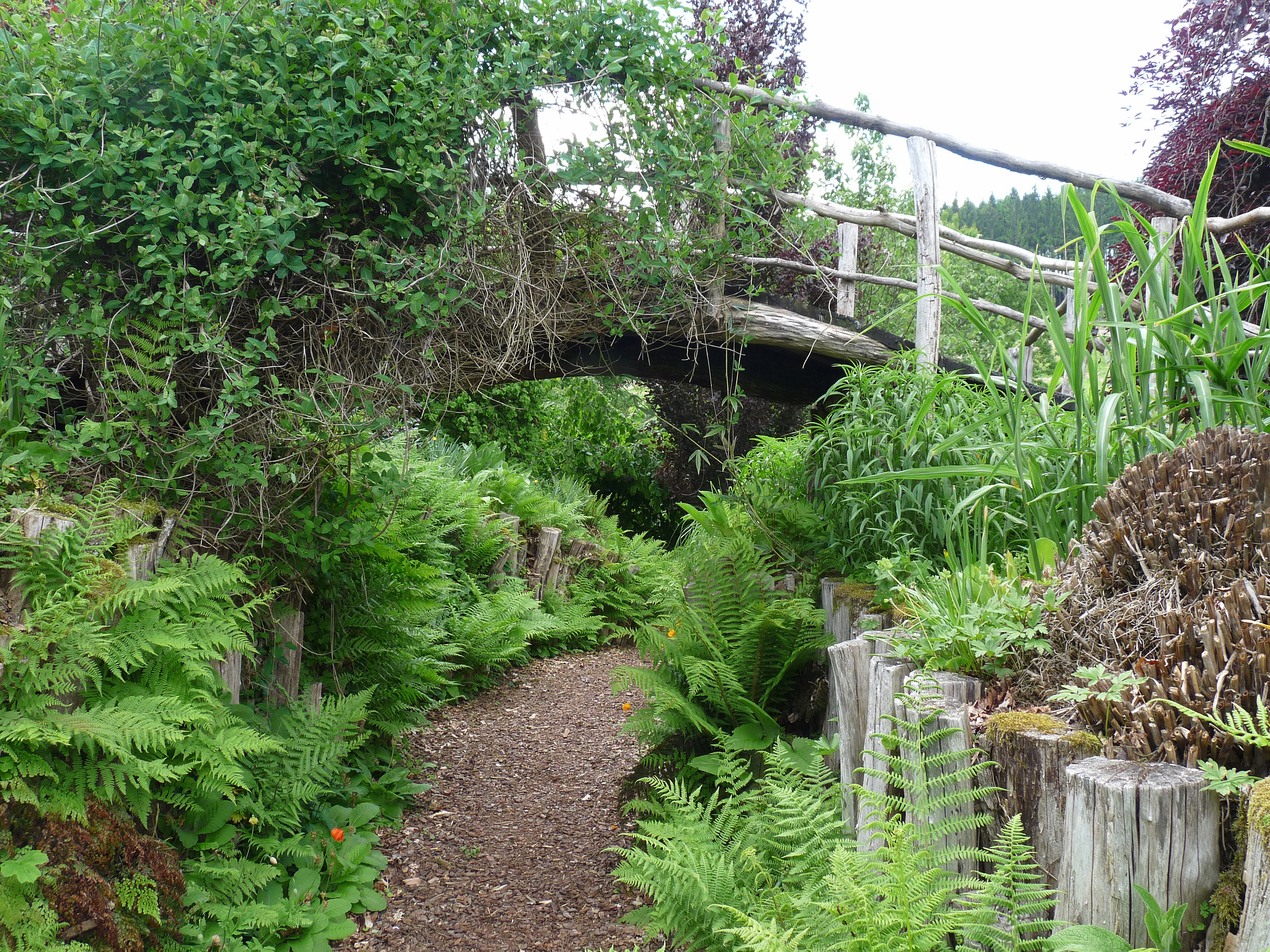
Granges-sur-Vologne, Jardin de Berchigranges.
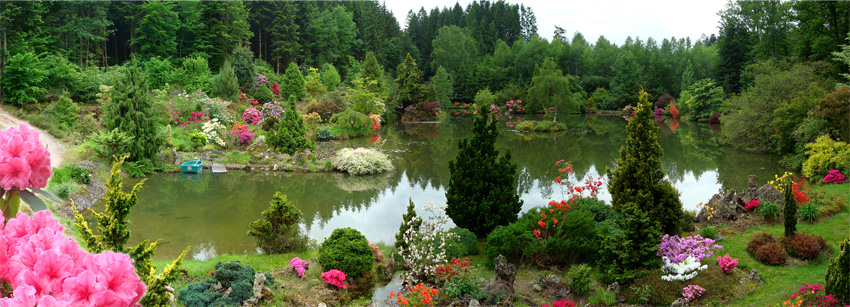
Jardin botanique de Gondremer.
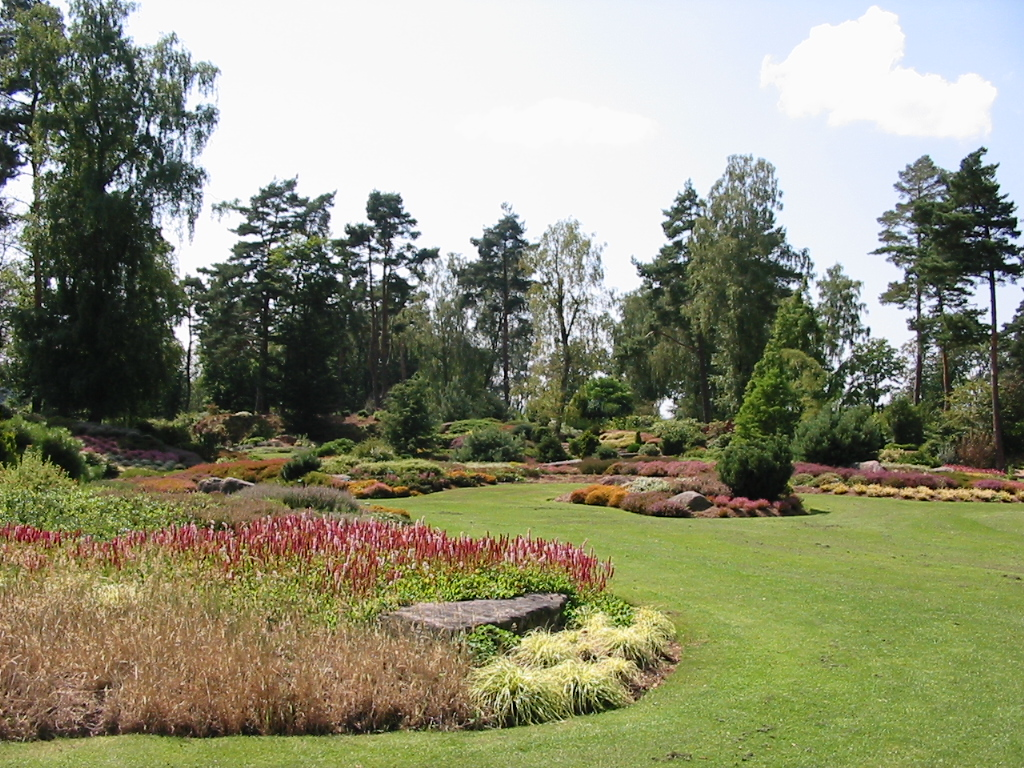
Ban-de-Sapt, les Jardins de Callunes.
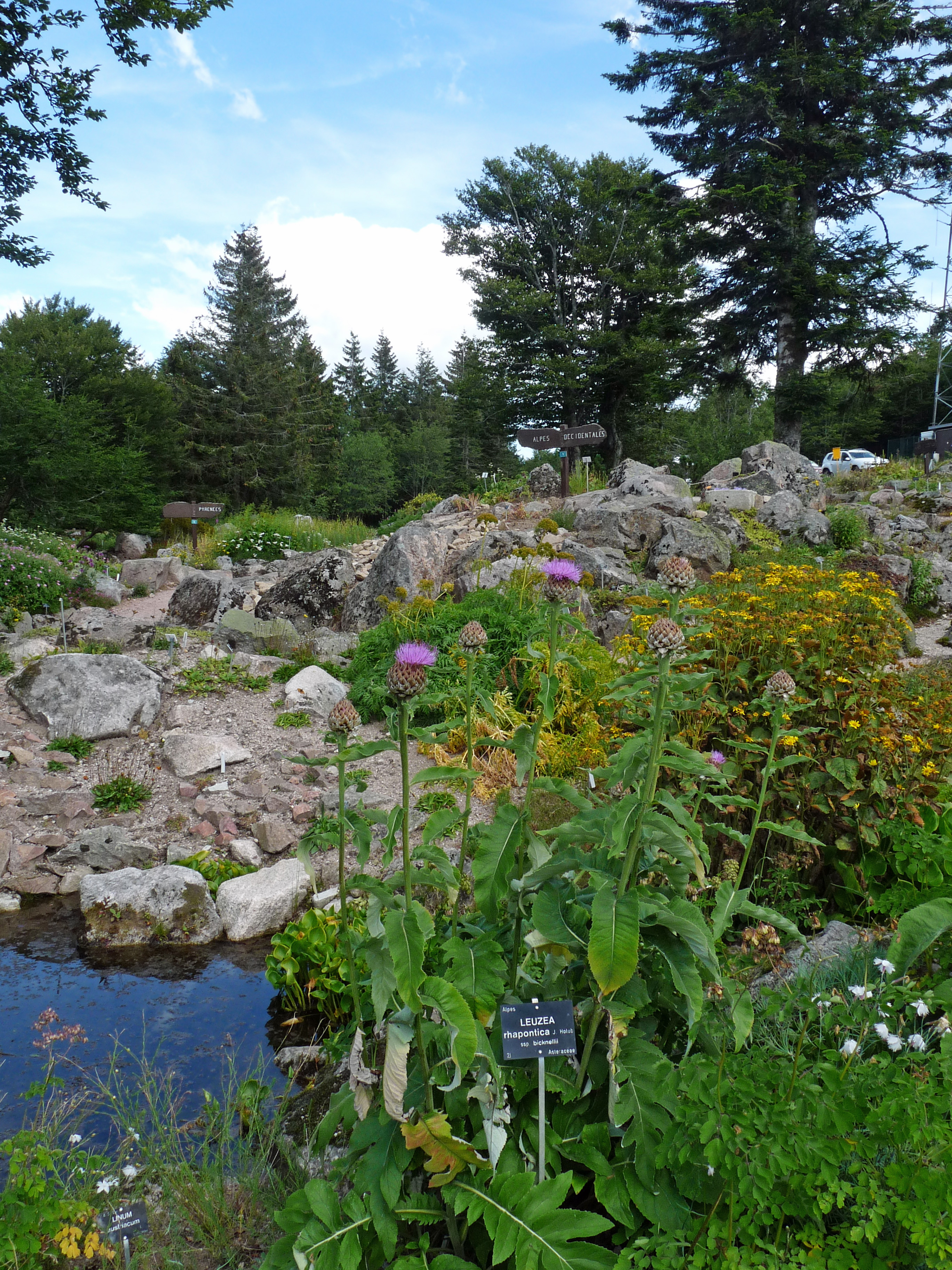
Xonrupt-Longemer, le Jardin d'altitude du Haut Chitelet.

## Économie du tourisme

### Hébergements

#### Hôtels et campings
Au 31 décembre 2012, 158 hôtels offraient 3 661 chambres, tandis que 69 terrains de camping disposaient de 5 908 emplacements.
Les Gîtes de France annoncent en 2014 détenir dans les Vosges un parc de 594 locations et de 73 chambres d'hôtes.

#### Centres de vacances
Le pont du Metty à La Bresse.

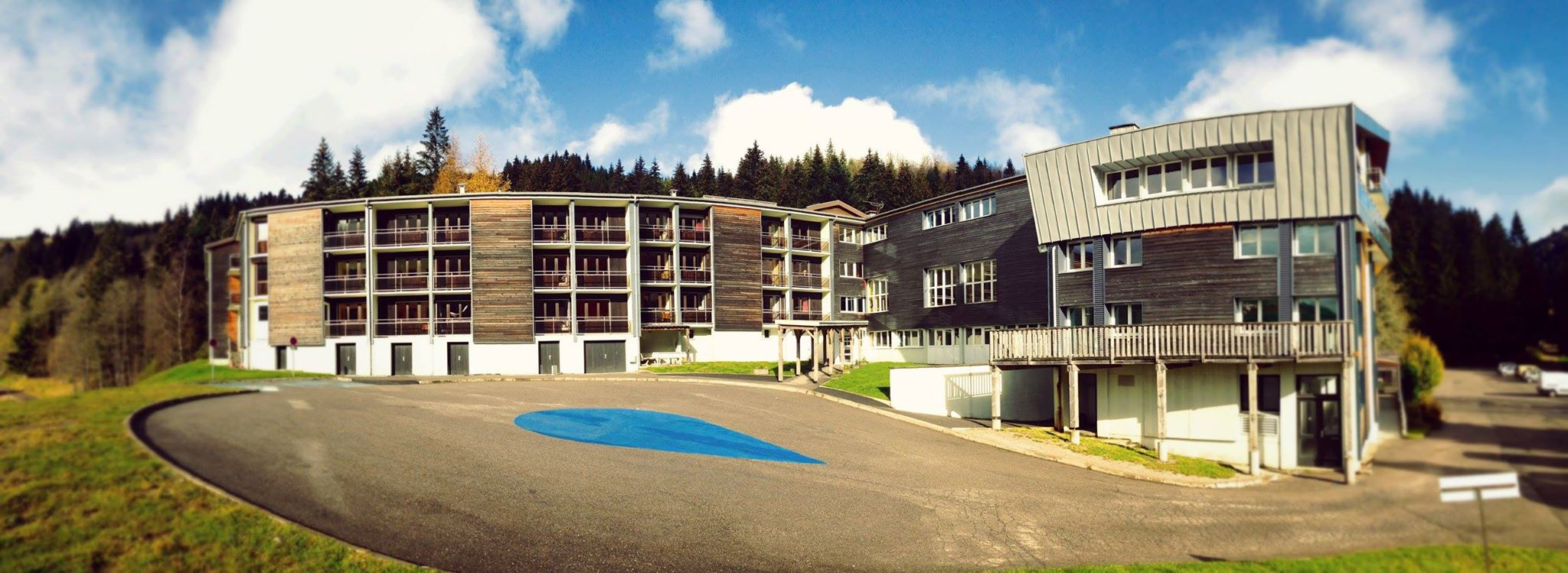
Centre de colonies de vacances Odcvl

- L'Odcvl avec 5 centres permanents dans les Vosges :
  - Le Pont du Metty et le Chalet d’Artimont à La Bresse (88)[89] ;
  - La Mauselaine à Gérardmer ;
  - Le Haut du Tôt ;
  - La Maisondici aux Voivres.

#### Résidences secondaires
Selon le recensement général de la population du 1er janvier 2008, 9,2 % des logements disponibles dans le département étaient des résidences secondaires.
Ce tableau indique les principales communes des Vosges dont les résidences secondaires et occasionnelles dépassent 10 % des logements totaux.

### Fréquentation touristique
Selon des chiffres de 2010, le département accueille plus de 2,5 millions de visiteurs dans les sites et activités à vocation touristique.
Globalement la clientèle touristique est française à environ 65 %, en provenance principalement de Paris, d'Île-de-France, du Nord-Pas-de-Calais et du Grand Est. Les étrangers - environ 35 % – viennent majoritairement des Pays-Bas, de Belgique , du Luxembourg et d'Allemagne, avec des disparités selon le mode d'hébergement.
En 2012 on enregistre 23,1 % de nuitées étrangères pour les hôtels classés tourisme. Arrivent en tête la Belgique (8 % des nuitées totales), l'Allemagne (3 %) et les Pays-Bas (3 %). Dans les campings, les nuitées étrangères sont plus nombreuses (53 %) et se répartissent principalement entre les Pays-Bas (37 % des nuitées totales), l'Allemagne (13 %) et la Belgique (6 %). Pour les meublés de tourisme labellisés Gîtes de France, les nuitées étrangères (18 %) progressent de 3 points par rapport à 2011. La Belgique (7 % des nuitées totales) précède les Pays-Bas (3 %) et la Slovaquie (2 %).

### Labels touristiques
- Villes et Pays d'art et d'histoire[92] : Épinal[93]
- Les Plus Beaux Détours de France[94] : la ville de Plombières-les-Bains est confirmée en 2013 dans la liste des 100 plus beaux détours de France[95], Neufchâteau.
- Station verte[96] : 14 stations vertes dans les Vosges en 2014[97]
- Station classée[98] :
  - Le label Famille Plus[99], accordé pour trois ans aux communes qui mènent une politique active d’accueil des familles et des enfants, est détenu en 2014 par trois destinations : Gérardmer et La Bresse (Famille Plus Montagne) et Xonrupt-Longemer (Famille Plus Nature)[100].
- Villes et villages fleuris[101] :

### Infrastructures
En 2014, le département compte 28 structures d'accueil, d'information et de promotion du tourisme : 20 offices de tourisme, 7 syndicats d'initiative et 1 point Info Tourisme.
Avec le nouveau classement qui remplace les étoiles par trois catégories, l'office de tourisme de Gérardmer devient en 2013 le premier de Lorraine à être classé en catégorie I. Il emploie quinze personnes.

### Emplois touristiques
Dans le département des Vosges, ce sont près de 12 000 emplois qui sont liés au secteur touristique. Dans les Hautes-Vosges les emplois touristiques représentent 7,3 % de l'ensemble des emplois, dont la moitié dans le secteur de l'hébergement. Comme dans le reste de la Lorraine, on observe une forte augmentation en juillet et en août, complétée ici d'une seconde saison touristique pendant les mois de janvier, février et mars.

### Communication
Dans la France des années 1980, la communication explose dans tous les domaines, malgré les premières alertes économiques.
Localement, le déferlement médiatique lié à l'affaire Grégory à partir de 1984 est perçu comme une menace pour l'image des Vosges et une première campagne de communication nationale est lancée en 1988 avec RSCG.
- Le Vosg'Patt, lutin en forme de sapin, devient la mascotte des années 1980[90].

L'émergence des technologies de l'information et de la communication, notamment la constitution de bases de données touristiques, puis plus particulièrement l'essor d'Internet dans les années 1990, ouvrent de nouvelles perspectives.
- En 2007, le premier Schéma départemental du tourisme est lancé, puis mis en œuvre entre 2009 et 2012[90].
- La marque « Je Vois la Vie en Vosges » est lancée en 2009[107].
- En 2011, une exposition et un colloque célèbrent les Vosges, terre de tourisme.
- Le Schéma lorrain de développement durable de l’économie touristique (2013-2020) retient trois destinations phares dans les Vosges : Hautes-Vosges, Plombières-les-Bains/Bains-les-Bains/Épinal, Vittel/Contrexéville[108]. Le premier contrat, celui des Hautes-Vosges, est signé à Gérardmer en octobre 2014[109].
- En 2014, constatant que bien qu'étant la première destination touristique au monde, la France n’est pourtant qu’en 3e position en termes de recettes, le Gouvernement a lancé des « contrats de destination » censés créer des « marques de territoire ». 11 contrats de destination avec des territoires ont été identifiés, dont le Massif des Vosges[110].
- Des Vosges au lac Léman, Du Grand Ballon à la Route des Crêtes, dans l'émission « Des racines et des ailes », sur FR3 le 18-02-2015.

#### Ouvrages anciens
- Jacques Grasset de Saint-Sauveur, Encyclopédie des voyages, section 3, p. 2, 1796
- Victor Fournel, Vacances d'un journaliste: Huit jours dans les Vosges, p. 3-47, éd. Baltenweck, Paris, 1876
- Chapiat, Voyages dans les Vosges, éd. Trembley, 1881

#### Ouvrages contemporains
- Anne Tucholka, Activités physiques versus activités de loisirs : le tourisme sportif dans les Vosges, Grin Verlag, 2008, 18 p. (ISBN 978-3-638-06855-0, lire en ligne)
- Christophe Courau, Nathalie Moreau et Francine Pigelet-Lambert, Vosges, Paris, Hachette, coll. « Guide évasion », 2007, 302 p. (ISBN 978-2-01-240495-3)
- Isabelle Chave (dir.), Vosges, terre de tourisme : du siècle de Montaigne à nos jours, 1500-2000 : catalogue de l'exposition présentée du 17 novembre 2010 au 19 février 2011, aux Archives départementales des Vosges à Épinal, à la Maison natale de Jeanne d'Arc à Domrémy-la-Pucelle, au Relais des roches, col de La Schlucht, Stosswihr, Conseil général-Vosges, Épinal, 2010, 187 p.  (ISBN 978-2-86088-075-6)
- Isabelle Chave et Marie-Astrid Zang (dir.), Vosges, terre de tourisme : du siècle de Montaigne à nos jours, 1500-2000 : actes du colloque tenu à Épinal les 10 et 11 mai 2011, Conseil général-Vosges, Épinal, 2012, 152 p.  (ISBN 978-2-86088-083-1) (fait suite à l'exposition éponyme)
- Damien Parmentier, Vosges, art de vivre et création, Éditions du Chêne, Paris, 2014, 184 p.  (ISBN 978-2-8123-1112-3)

#### Évaluation du tourisme dans les Vosges et prospective
- Schéma départemental de développement touristique 2013-2017, 70 pages, Conseil général des Vosges, Direction du Développement des Activités Economiques, Service Tourisme et Agriculture
- Schéma départemental de développement du tourisme 2018-2022, Conseil départemental des Vosges, 2018
- Tourisme dans les Vosges. Les chiffres clés, Observatoire départemental des Vosges, 2018, 22 p.
- Les chiffres clés du tourisme dans le Grand Est, Observatoire régional du tourisme d’Alsace, Observatoire régional du tourisme de Champagne-Ardenne et Observatoire lorrain du Tourisme, 2017, 32 p.
- Économie Lorraine, INSEE no 150 décembre 2008. Vosges, par Mireille Florémont : inventer de nouvelles voies économiques pour contrer le déclin industriel et fixer la population. Des paysages remarquables, une nature riche et variée, Une industrie encore très présente... mais qui a perdu 10000 emplois en sept ans (Constat et propositions : Échanges routiers et ferroviaires facilités; Agriculture : une place à trouver dans l’énergie; la biochimie et l’agrotourisme; Tourisme : limiter la dépendance aux conditions climatiques…)